# Art égyptien de la Basse Époque jusqu'au Royaume lagide

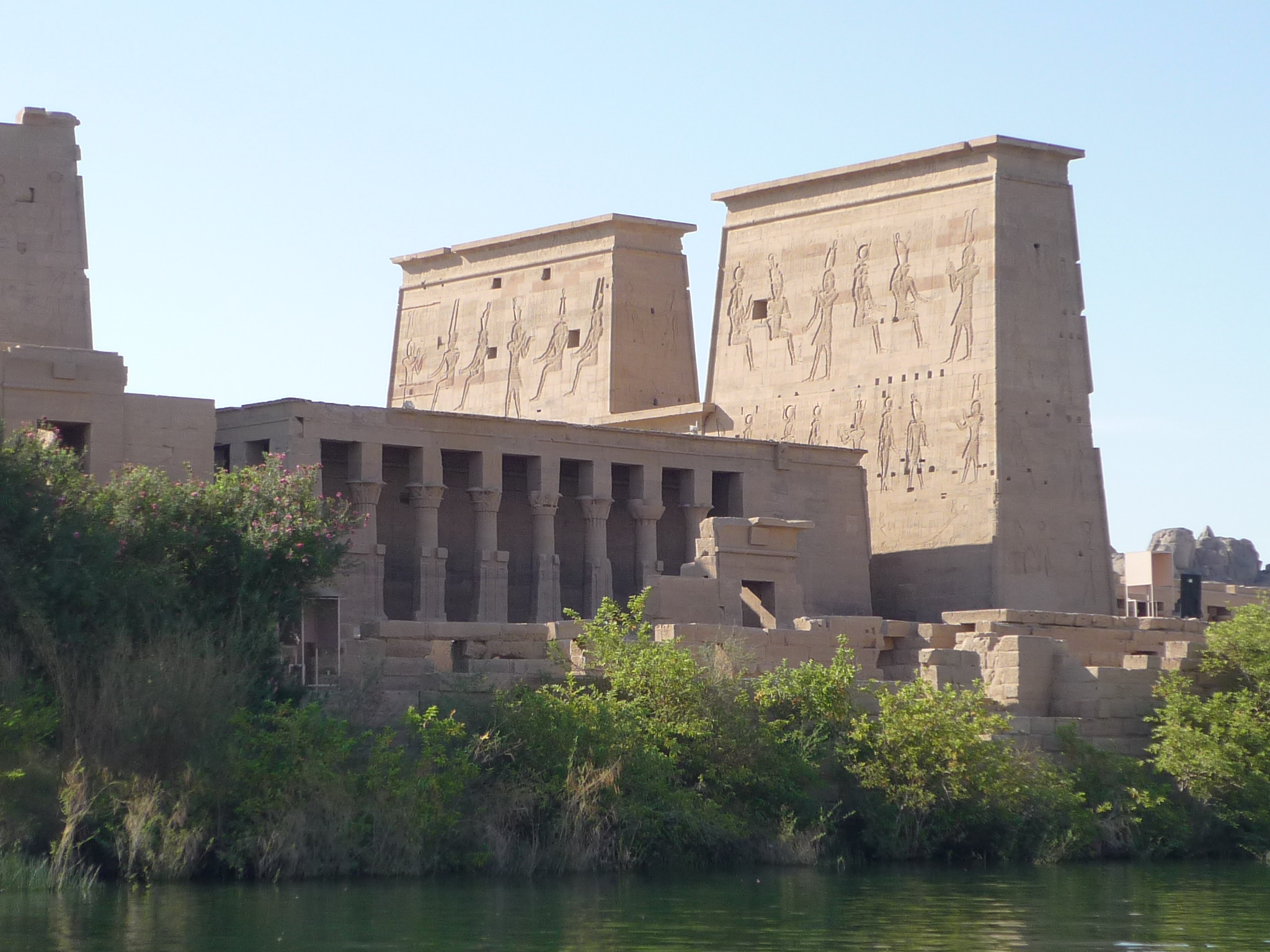
Temple d'Isis (Philæ). L'un des sanctuaires majeurs de la déesse Isis. Souverains lagides, hellénistique, 380 - 341 AEC. Chapiteaux composites ouverts. Île d'Aguilkia (temples déplacés de Philæ)

Sauf précision contraire, les dates de cet article sont sous-entendues « avant l'ère commune » (AEC), c'est-à-dire « avant Jésus-Christ ».
L'art égyptien de la Basse Époque jusqu'au Royaume lagide, de 664 à 30 avant l'ère commune, est marqué par une intense production, profondément respectueuse des traditions égyptiennes. Nombre des bâtiments de cette époque sont plus modestes mais, aujourd'hui, en meilleur état que les plus anciens. 
Au début de ce que les égyptologues appellent la Basse Époque, la XXVIe dynastie, originaire de Saïs, dans le Delta, poursuit le retour aux sources entrepris par la XXVe dynastie, nubienne, dans l'art de la Troisième Période intermédiaire. Mais les références vont maintenant, de l'Ancien Empire, aux formes massives, jusqu'à des éléments bien plus graciles, inspirés de la fin du Nouvel Empire. Les puissances étrangères qui viennent ensuite, perse et hellénistique, loin d'imposer leurs propres traditions, vont adapter leurs commandes aux pratiques habituelles en Égypte, et faire édifier à leurs frais temples et monuments suivant les traditions égyptiennes. Mais les pratiques indigènes changent au contact des peuples nombreux qui vivent ensemble. Le champ des références s'élargit considérablement. Les artistes associent les unes aux autres des formes égyptiennes de toutes époques et d'autres issues du Bassin Levantin. Et cela produit un riche style éclectique, d'une inventivité toute nouvelle. 
C'est aussi dans ce contexte que les Grecs de l'époque archaïque, présents sur place à Naucratis, vont s'inspirer et s'écarter du modèle égyptien, et diffuser dans la Grèce de l'Est, en passant par Chypre, un nouveau type de statue, le kouros, qui est destiné à une longue descendance, de Phidias à Michel-Ange en passant par Rome.
Plus tard, après la conquête d'Alexandre le Grand, un de ses généraux, Ptolémée s'empare de cette partie de l'empire d'Alexandre et fonde la dynastie lagide ou ptolémaïque. L'art hellénistique va se manifester principalement dans l'art du portrait, héritier du portrait grec de la fin de l'époque classique. L'architecture suit les principes de tradition en Égypte.

## Basse Époque

### XXVIedynastie égyptienne (664-525)

#### Styles archaïsants, éclectiques...
La renaissance culturelle entreprise par la XXVe dynastie nubienne (kouchite, dite « éthiopienne ») s'amplifie avec la dynastie saïte, XXVIe dynastie. Confrontée de plus en plus aux apports étrangers, mais aussi après avoir subi le raid dévastateur des Assyriens (664) la population aisée égyptienne, et non seulement l'élite, se tourne vers le monde ancien, dont les réalisations admirées de tous servent de modèles aux artisans.
800 statues et 17000 statuettes en bronze de cette époque et des précédentes ont été découvertes en 1903, en bon état, dans « la cour de la Cachette » de Karnak, enfouies à la suite d'un "nettoyage" antique du temple. Ce qui a permis, non seulement d'enrichir considérablement le musée du Caire mais aussi de favoriser des comparaisons et de déceler ainsi les emprunts aux époques précédentes, ou les permanences d'une époque à l'autre. 

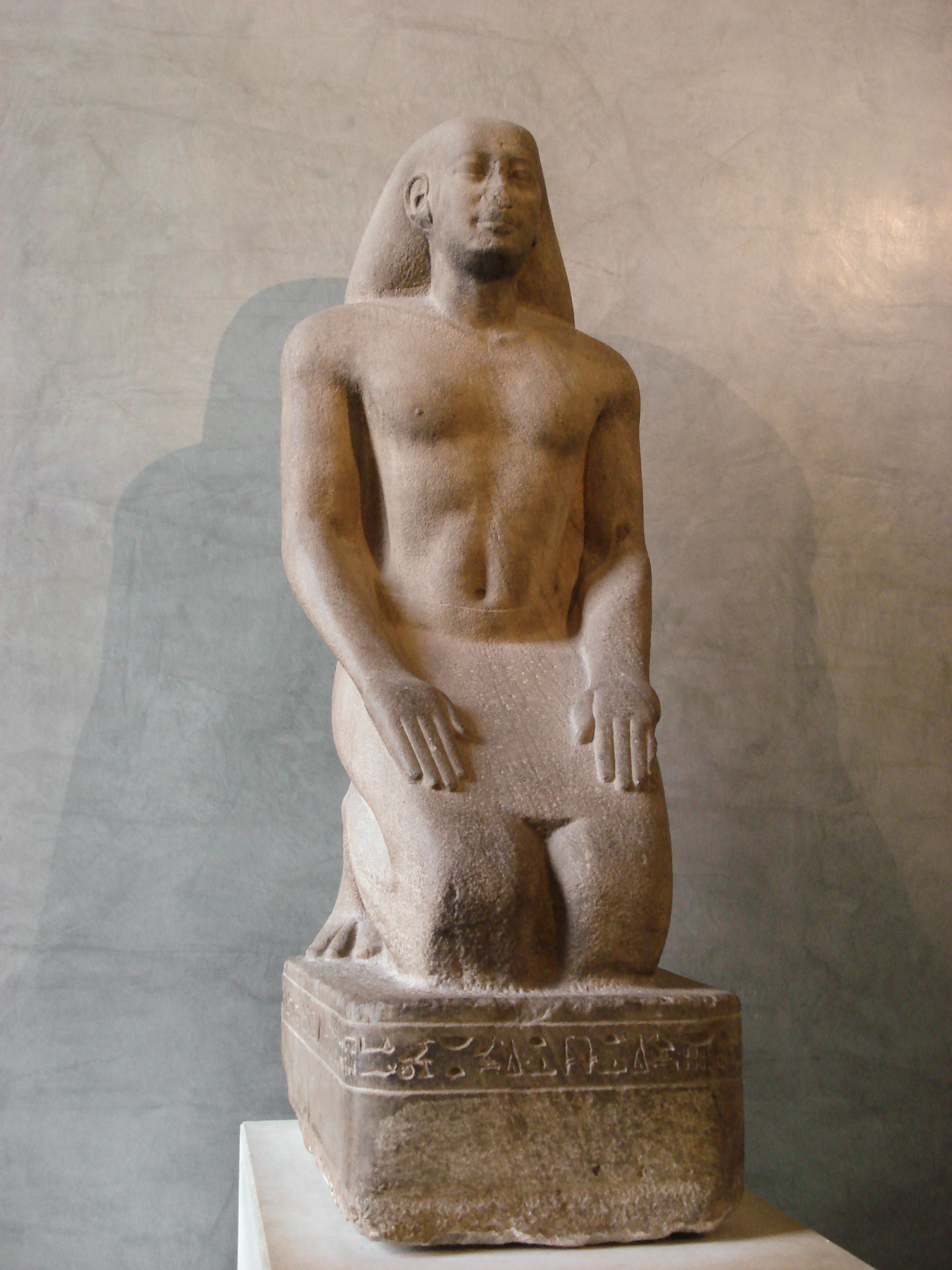
Nakhthorheb, haut fonctionnaire en prière. Quartzite, H. 1,4 m. Règne de Psammétique II (595-589). Louvre
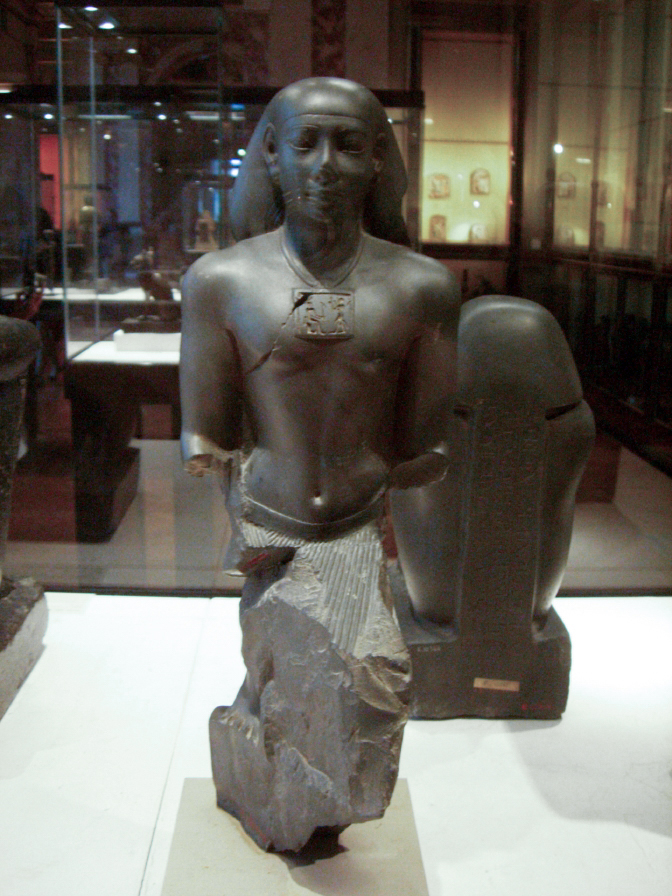
Statue de Iâhmessaneith, chef de la Cour de Justice. Grauwacke, H. 43 cm. Louvre
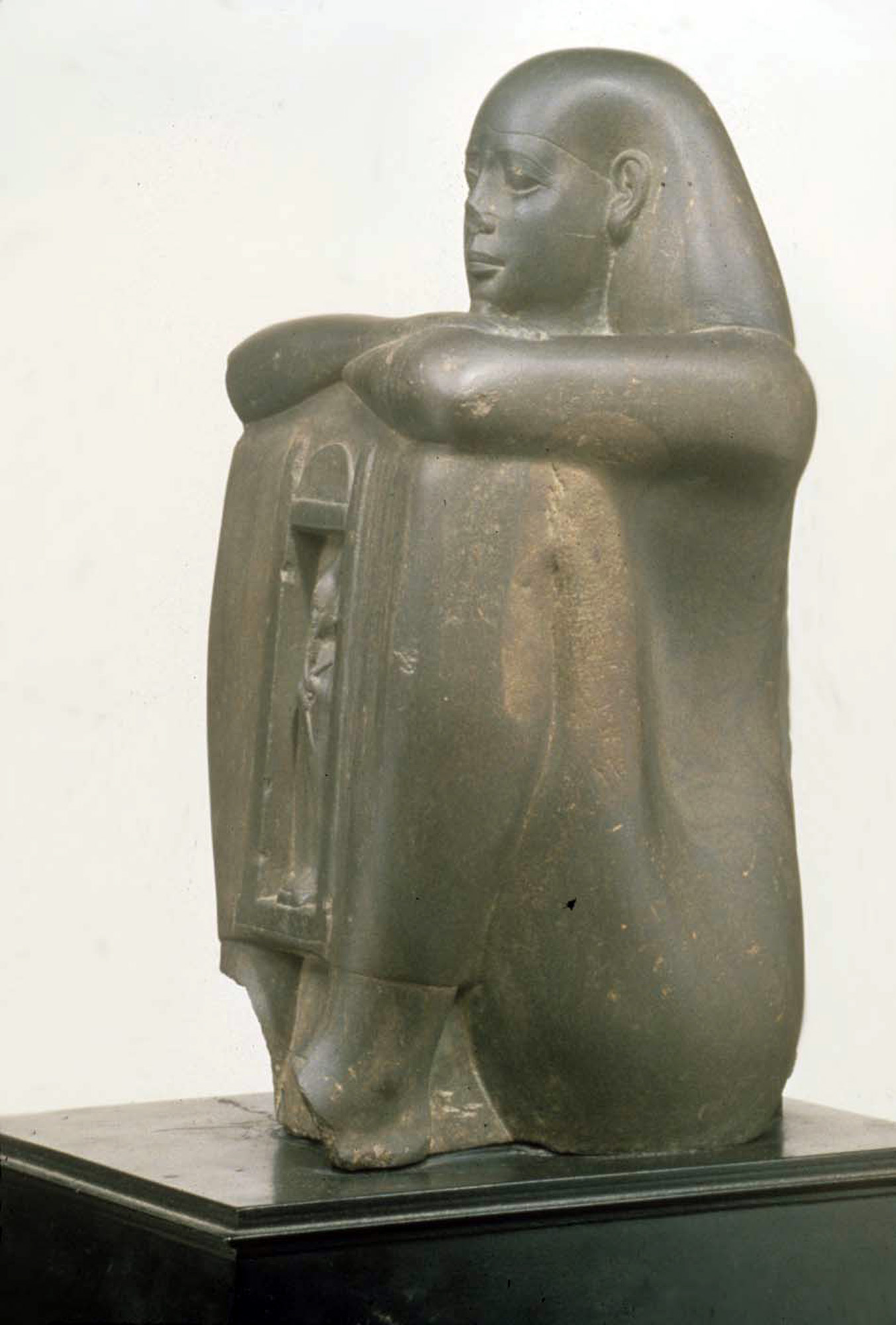
Gouverneur de Saïs, porteur de naos. Statue cube, r. de Psammétique Ier Grauwacke, H. 30 cm. Met
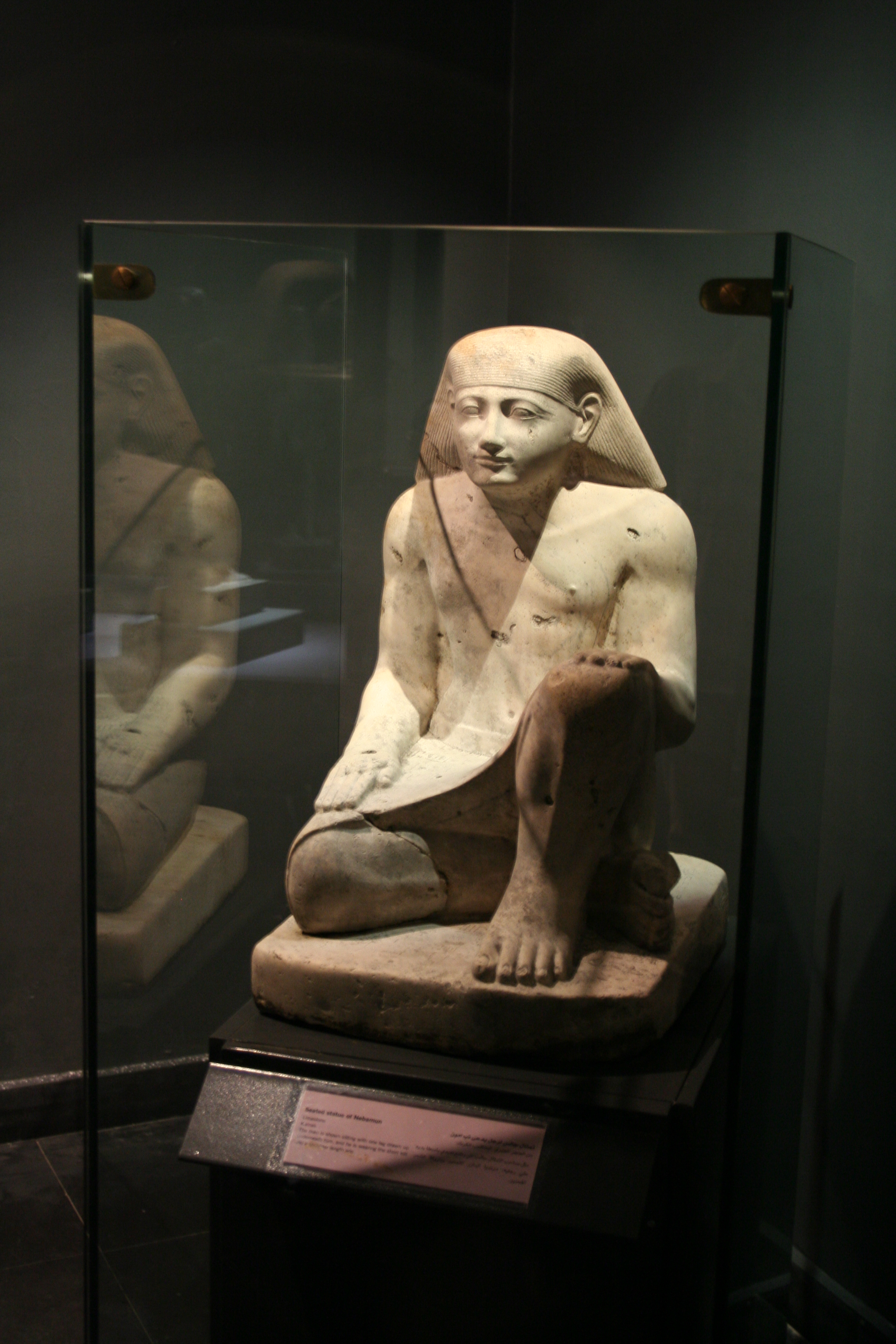
Scribe. Calcaire, H. 70 cm. Cachette de Karnak[5], r. de Néchao II. Musée national d'Alexandrie

Depuis la XXVe dynastie kouchite (780-715/656), la référence aux temps très anciens ancre le présent dans la continuité d'un passé prestigieux.
Les statues de l'époque kouchite font référence au Moyen et à l'Ancien Empire, tout en intégrant des éléments beaucoup plus récents. On peut donc parler d'éclectisme. La statue d'un dignitaire saïte, Nakhthorheb (Louvre), le montre bien : on retrouve les épaules larges caractéristiques de l'Ancien Empire ; ce style archaïsant avait été celui du roi kouchite Taharqa de la XXVe dynastie. Ici, les volumes sont encore plus simples, il n'y a plus guère de détail. À une exception près cependant : les masses musculaires du torse distinguent la poitrine, la cage thoracique et l'abdomen, mais cette distinction existait à toutes les époques, quoique de manière inconstante. Les genoux ne sont qu'indiqués. Le goût de l'époque est à la rondeur. Ainsi la coiffure n'est plus qu'une masse adoucie. Il s'agit d'une perruque-sac ((en) bag wig : Ouchebti d'Akhenaton), semblable au khat qui était porté dans les familles royales de la XVIIIe dynastie, et que l'on rencontre souvent à cette époque. Nombre de sculptures sont renforcées par un pilier auquel elles s'adossent. Le pilier porte habituellement des inscriptions. 
La statue cube d'un gouverneur de Saïs, sous 
Psammétique Ier, devient un joli jeu de courbes sur lequel flotte un doux sourire.

#### ... voire quasi néoclassiques
Autre effet archaïsant : des bras très courts, comme ceux des débuts du Moyen Empire, en particulier pour  certaines figures de scribe. Ceci ne doit pas surprendre, car pour le reste, la physionomie de tous ces visages ne ressemble plus à ce qu'était un portrait individualisé à l'époque précédente (les portraits de Taharqa, aux traits caractéristiques affirmés). Une douce idéalisation s'applique partout, et va parfois jusqu'à un « néo-classicisme froid et rigide ». Mais, en général, c'est bien la douceur qui règne, jusque dans les ouchebtis, élancés et finement détaillés, comme des portraits en miniature.

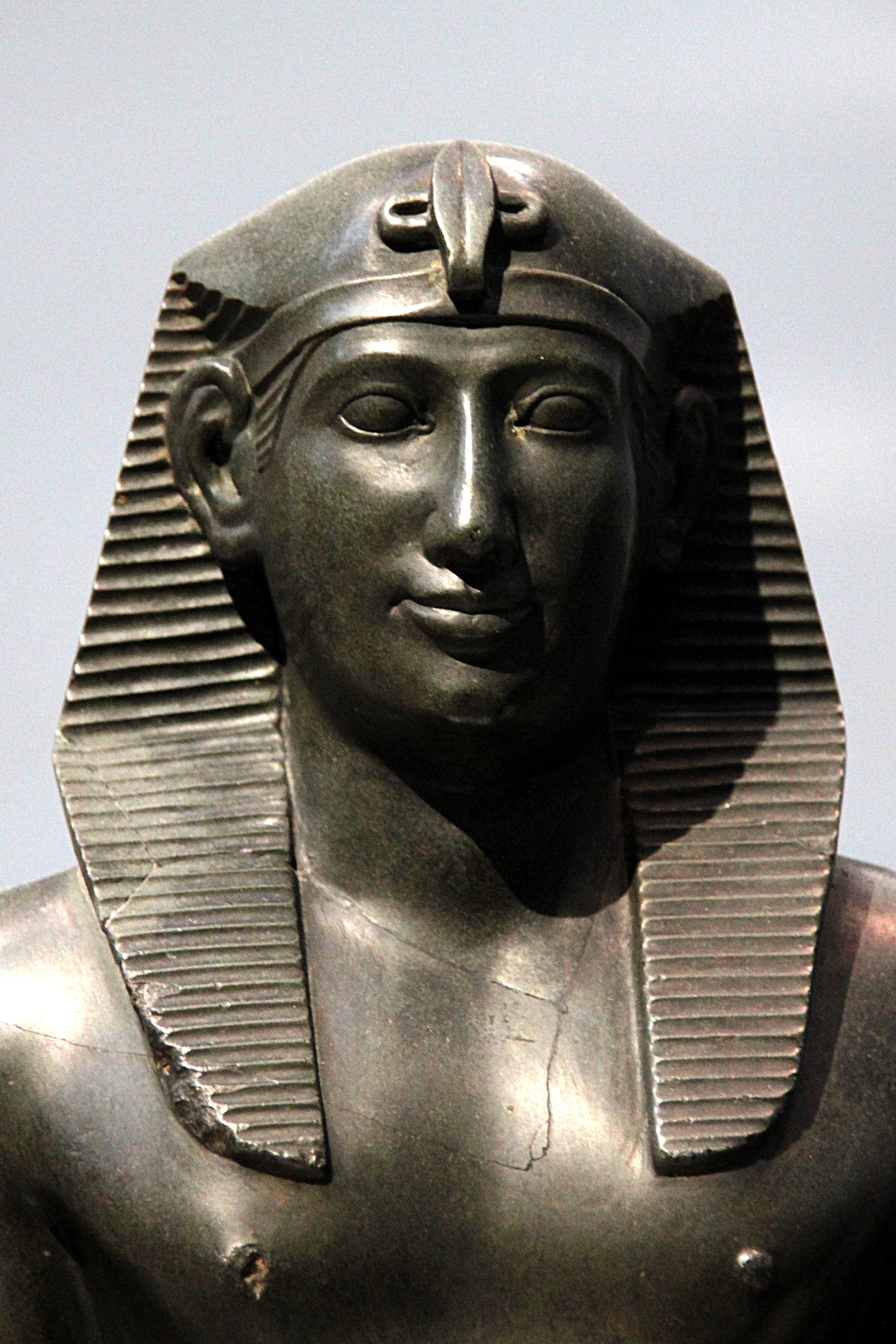
Psammétique II (595-589) XXVIe dynastie. Pierre. Louvre Lens
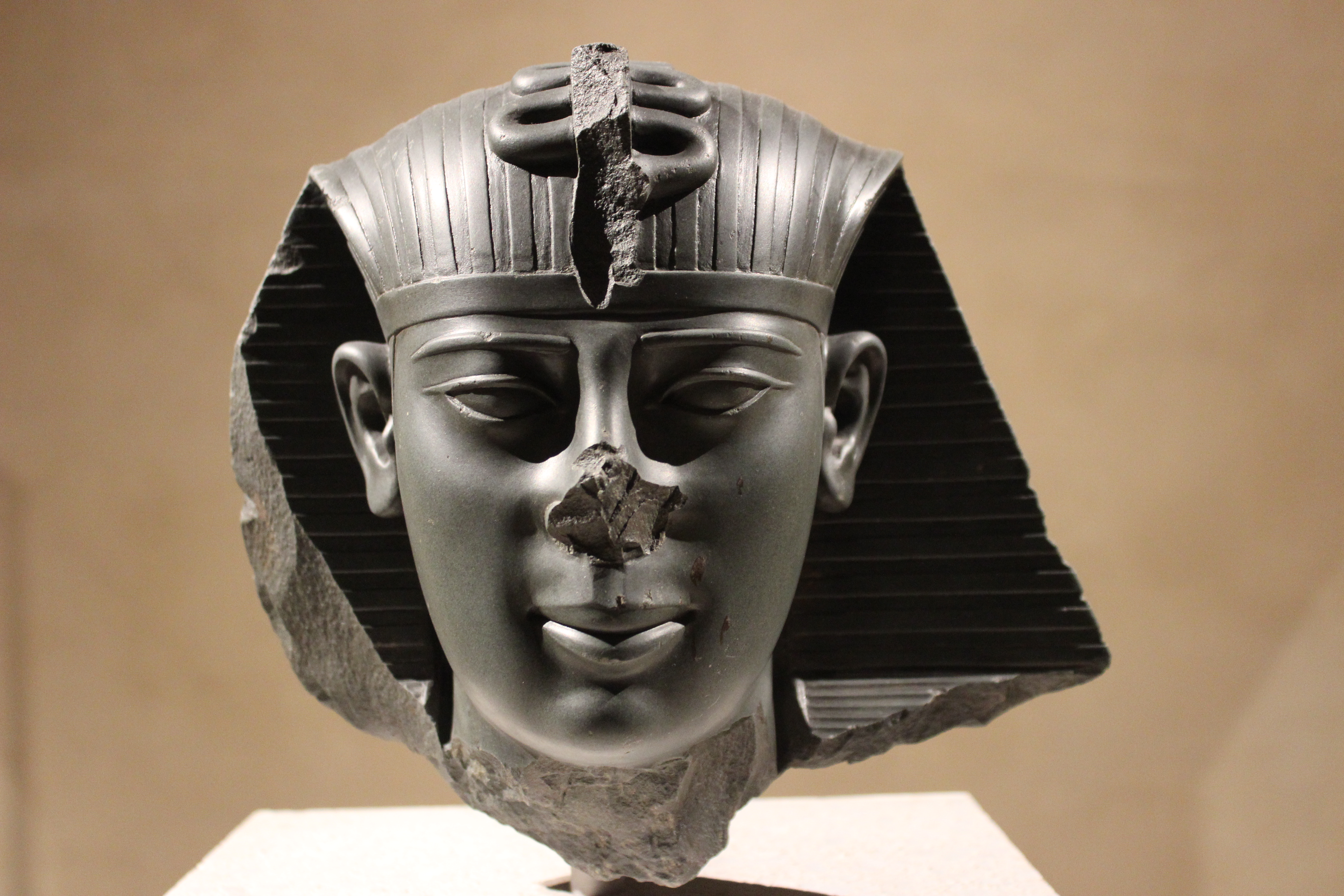
Le roi Amasis, v. 550. Grauwacke. Saïs. Neues Museum
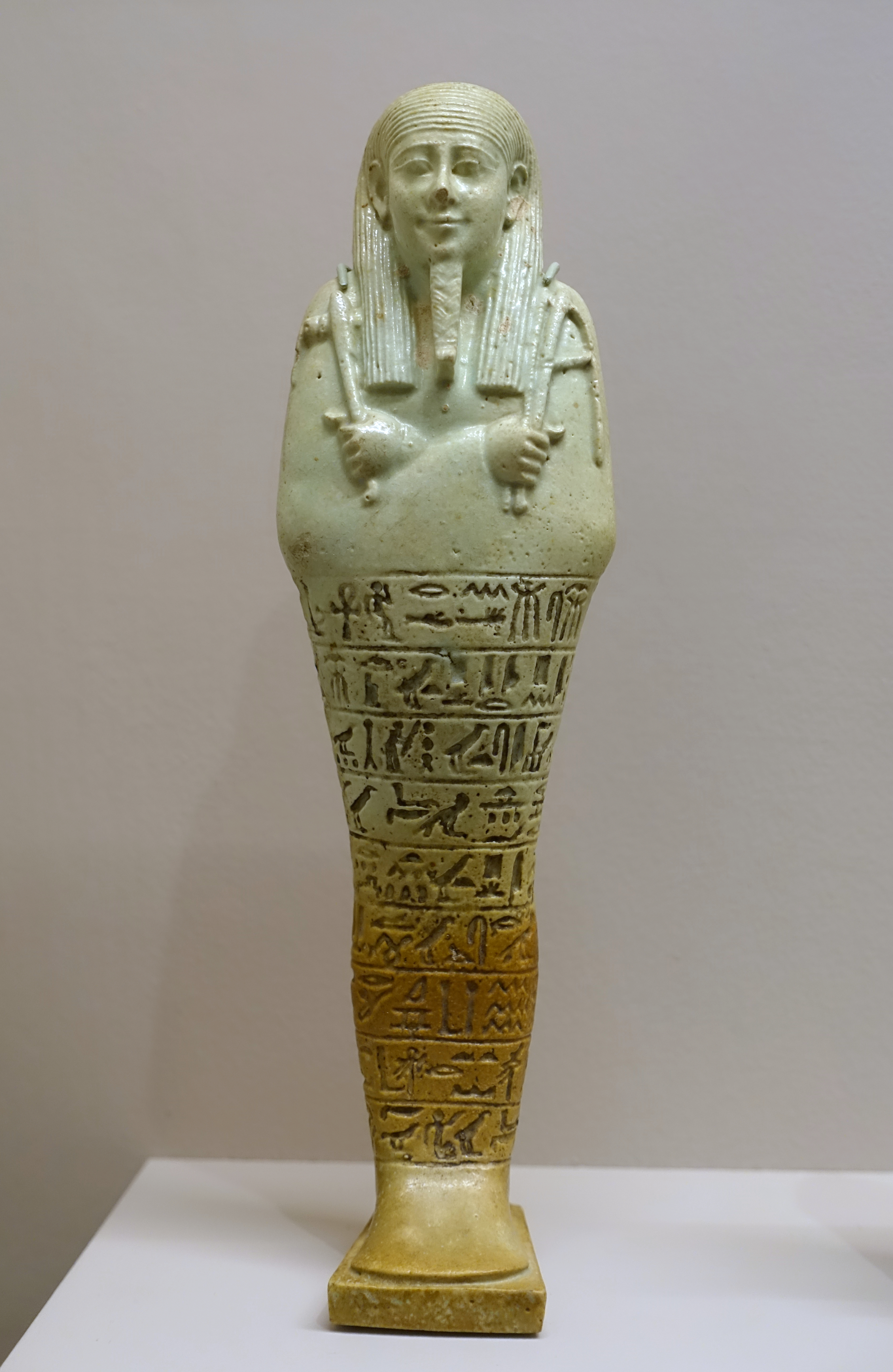
Ouchebti du roi Amasis. Faïence. Semitic museum
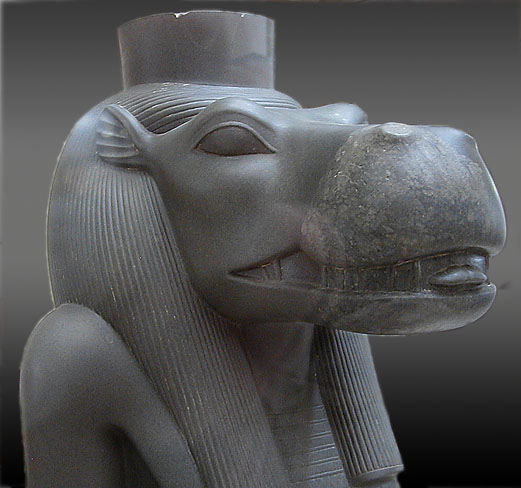
Statue de Taouret, détail (ens. H. 96 cm.). Grauwacke. Karnak. Règne de Psammétique Ier. Musée égyptien du Caire
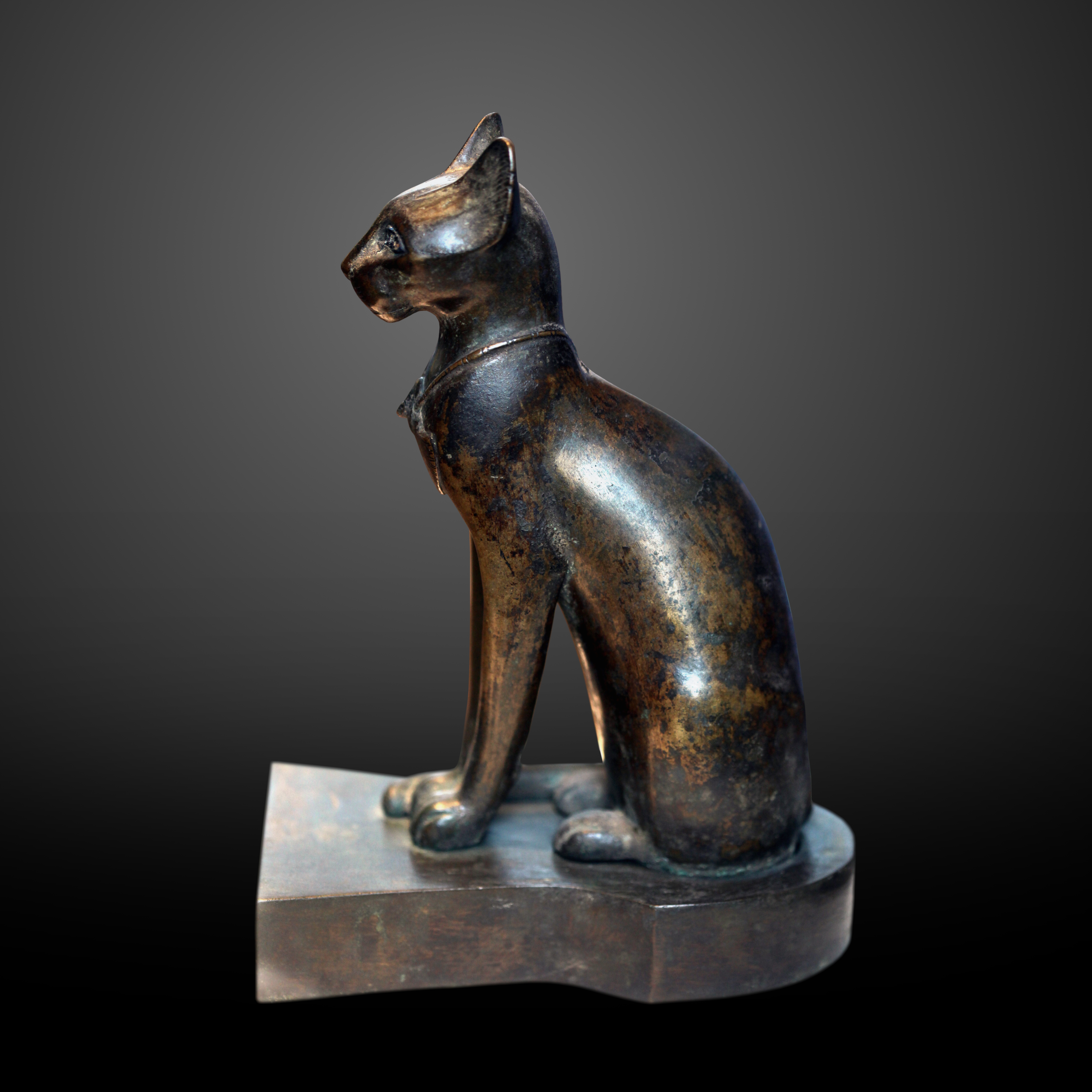
Statue de Bastet. Bronze et verre, H. 27,6 cm. R. de Psammétique Ier. Louvre

Ces nouvelles conventions, toutes en simplifications et rondeur, s'appliquent très souvent au traitement du visage d'une élite bien nourrie, comme on peut le constater sur le visage du roi Amasis : même menton arrondi, même sourire impersonnel. Cette rondeur « néoclassique » persiste au moins jusqu'à la XXXe dynastie, le portrait de Nectanébo II du musée des Beaux-Arts de Lyon présente la même bonhomie souriante. Une stylisation similaire s'applique à la statue de la déesse hippopotame Taouret : formes simples et courbes, qui conviennent au corps de la déesse. La pierre grauwacke, soigneusement polie, et utilisée depuis l'Ancien Empire, est bienvenue pour accentuer ce traitement tout en courbes luisantes. Le bronze subit le même polissage sur le corps souple du chat, image de la déesse Bastet, et qui devait reluire comme de l'or, dans l'Antiquité. La déesse-chat avait son plus grand et plus ancien temple dans la ville de Bubastis, dont étaient issus des rois saïtes (début de la Troisième Période intermédiaire  et Basse Époque), ville qui atteint alors son apogée. Un culte de Bastet s’installe aussi, à la Basse Époque, à Saqqarah. La déesse a donc été particulièrement entourée d'attentions dans le Delta et sa silhouette ronde et souple a fait l'objet d'une multitude de variations jusqu'à la dynastie lagide ou ptolémaïque (323/305-30) [ptolémaïque: relatif à Ptolémée Ier et à sa dynastie (les Lagides)].

#### Figures élancées

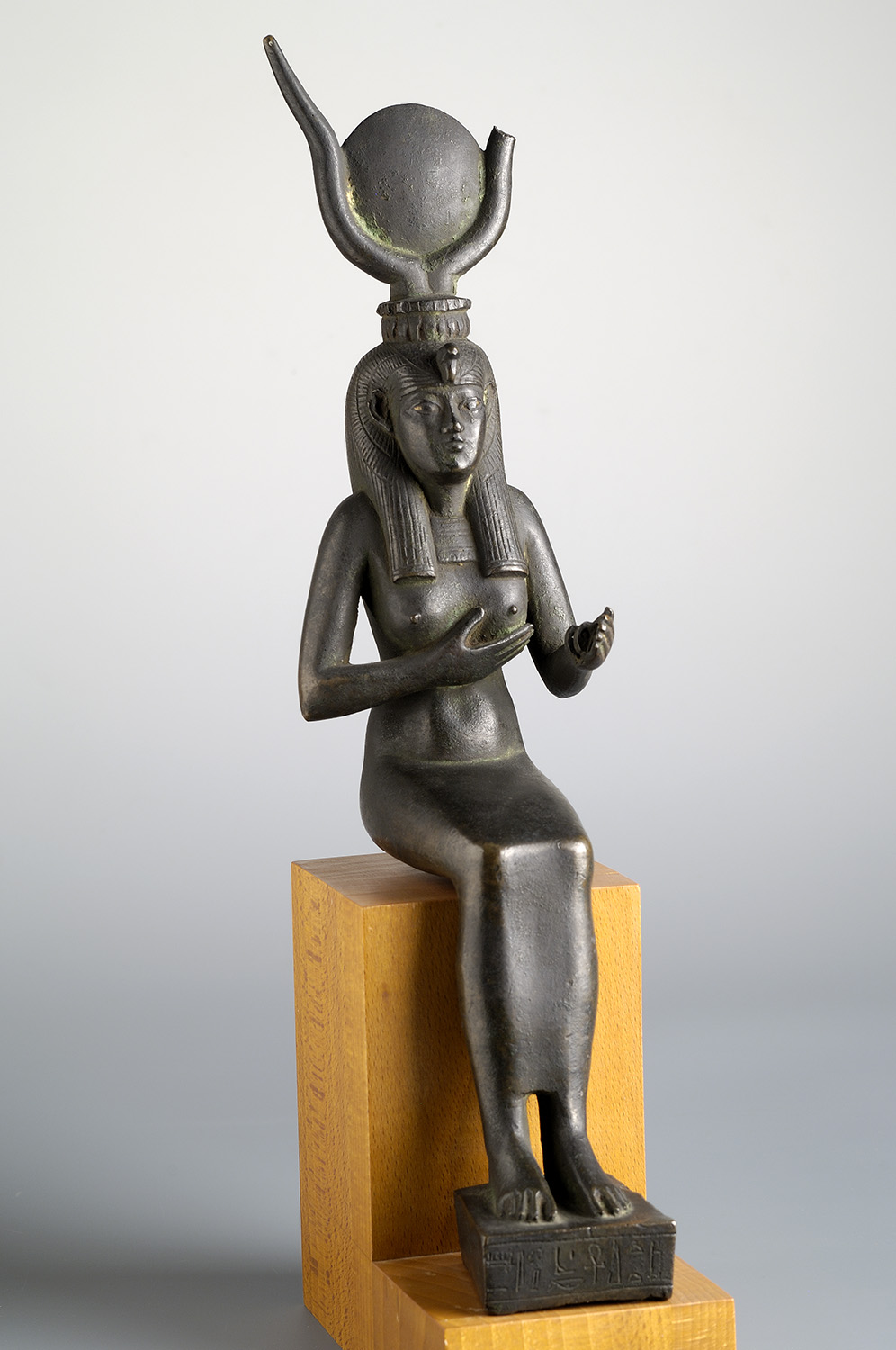
Isis-Hathor allaitant Horus. Bronze, H. 36,2 cm. Musée des Beaux-Arts de Lyon
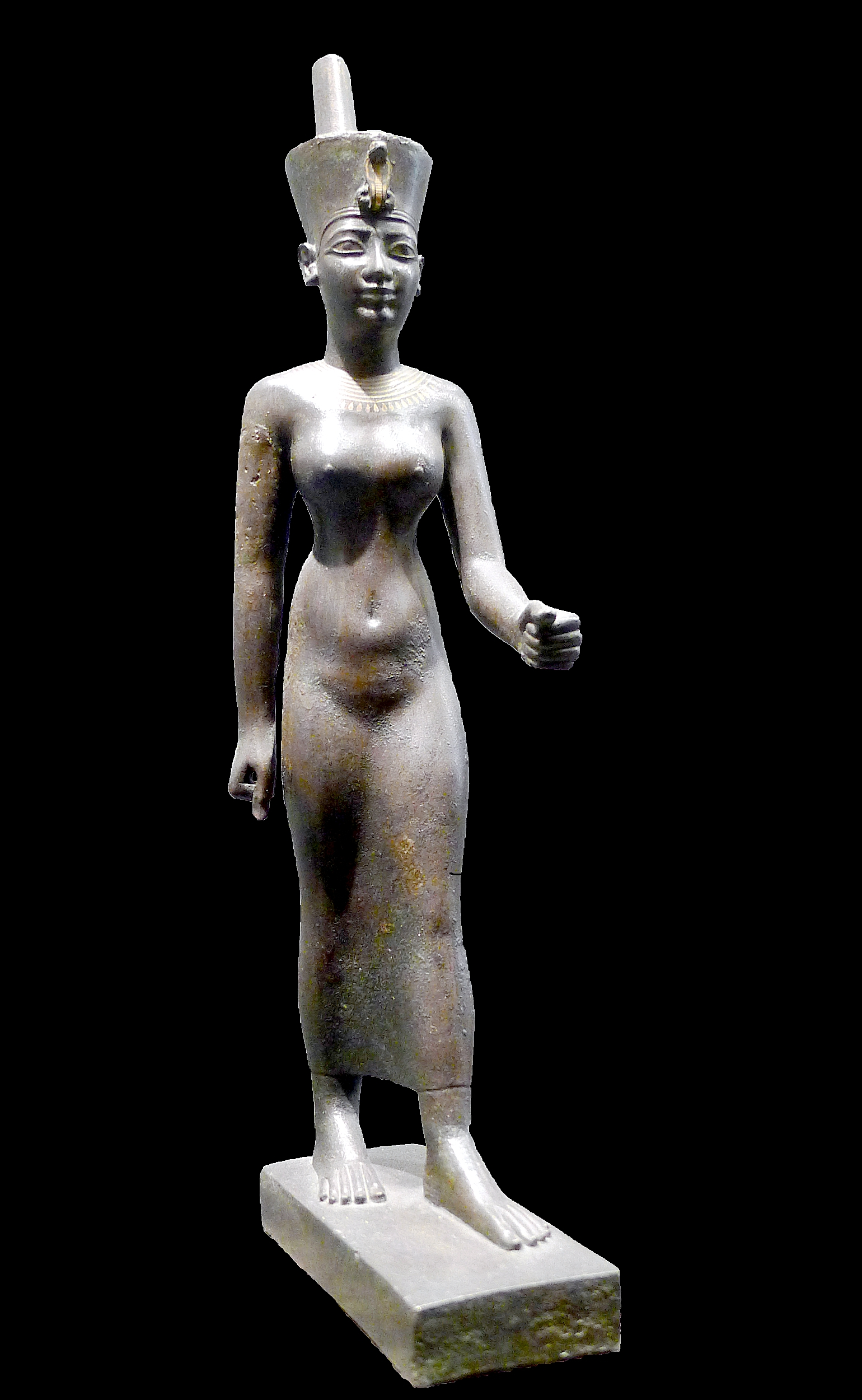
Neith, déesse guerrière. Bronze incrusté d'or. H. 23 cm. Basse Époque. Louvre
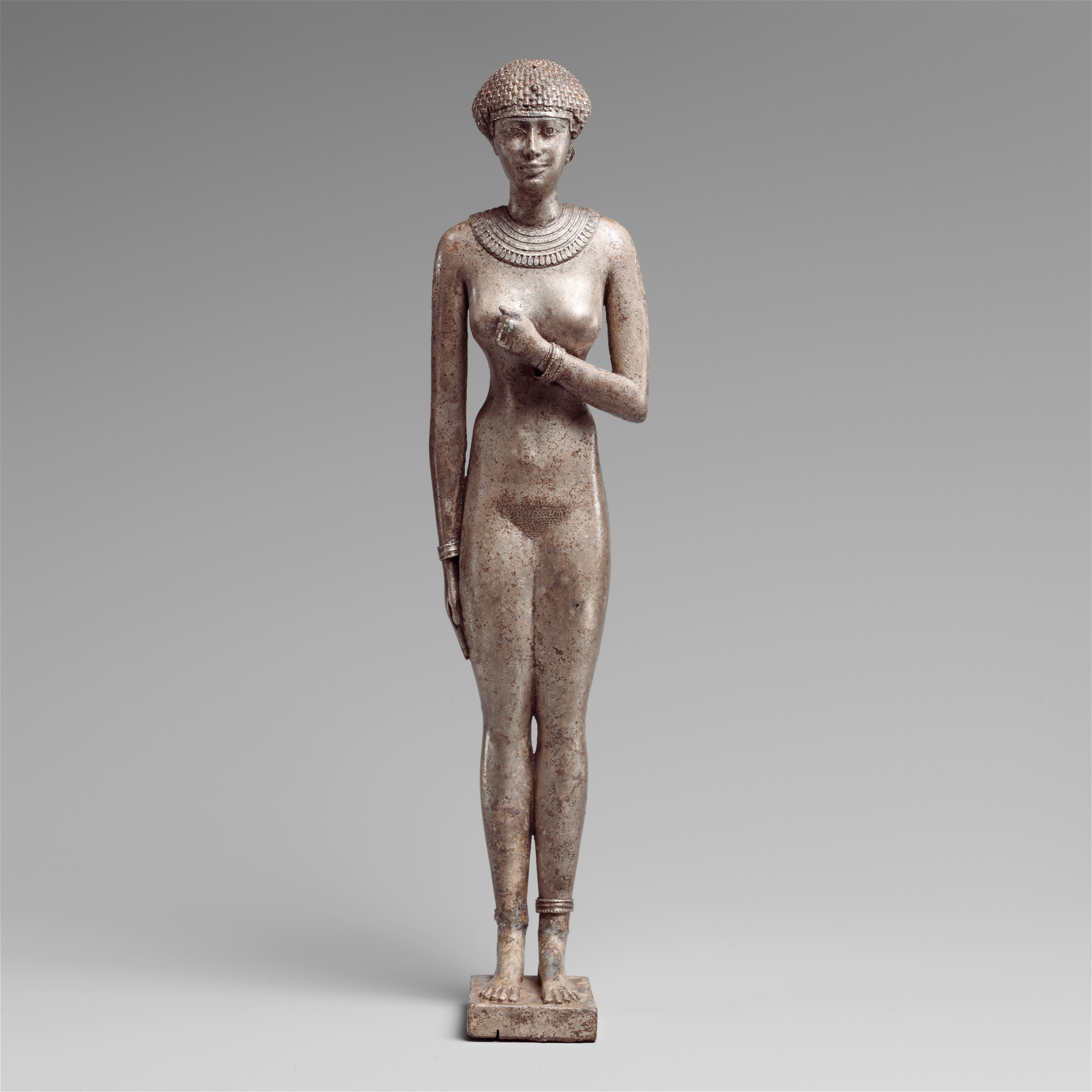
Statuette d'une reine (?), aux cartouches de Néchao II (610-595). Argent, H. 23,8 cm. Met
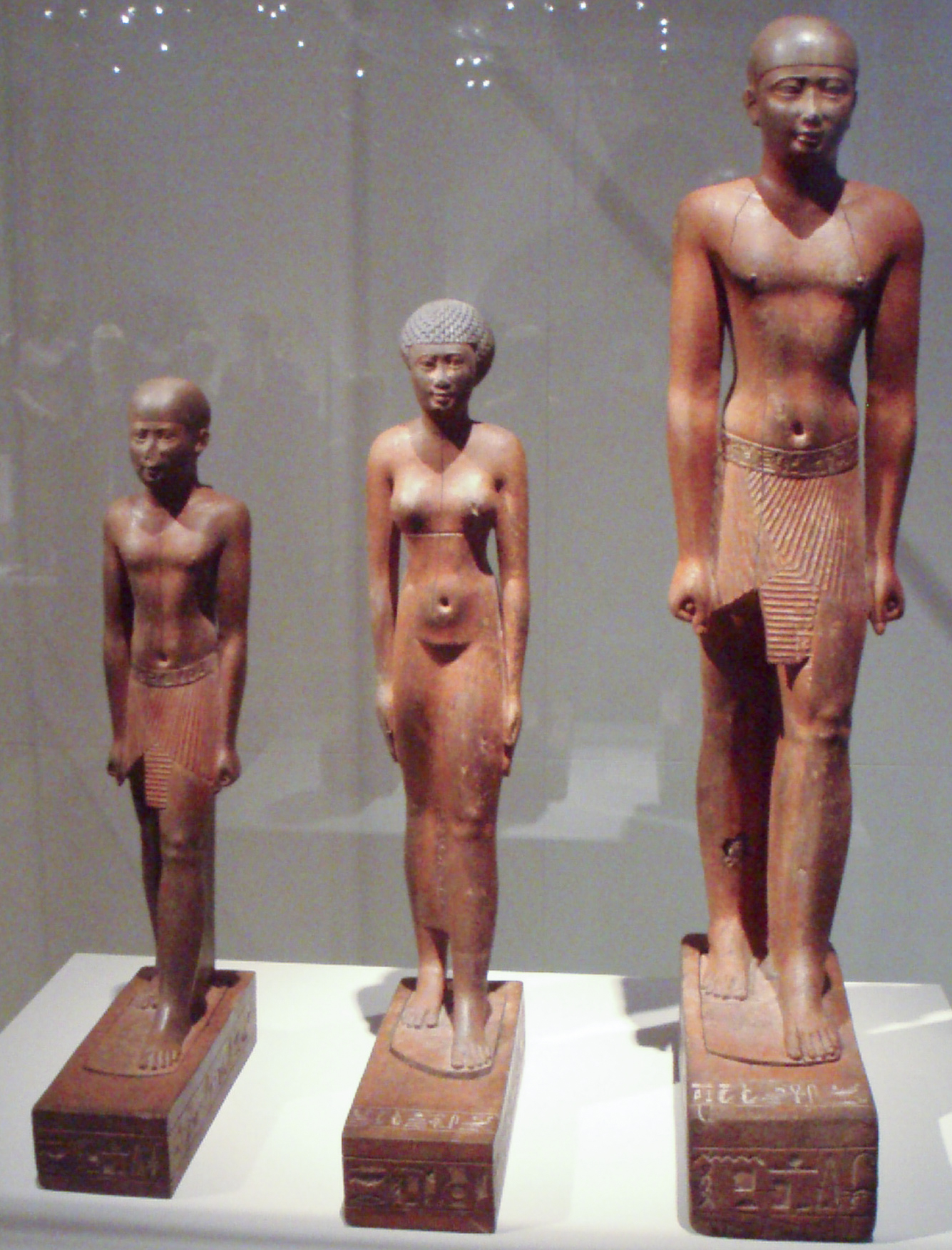
La sœur et les enfants de Psammétique Ier. Bois, v. 600. Neues Museum

La mode du corps élancé persiste depuis la XXIIe dynastie, au moins. La coutume de dessiner des épaules larges en renforce l'effet. Les statuettes préservées intégralement le montrent clairement. La déesse Neth, du Louvre et la reine en argent du Met, mais aussi la famille de Psammétique Ier, du Neues Museum, en bois, tous ont cette pose altière, puissante. 
Le modèle d'homme jeune et aux épaules larges, à l'ancienne, une jambe en avant a servi de référence aux sculpteurs grecs contemporains. La statue du kouros, qui apparait en Grèce, précisément à cette époque, est d'ailleurs associée à la fondation de la colonie grecque de Naucratis, dans le delta, un port au commerce intense avec les Grecs de l'Est, et avec Chypre. Les sculpteurs égyptiens, sur pierre, assuraient la stabilité de leurs statues debout en adossant leur figure sur un pilier, ce qui n'était pas d'usage constant dans la sculpture sur bois. Les grecs montrent fièrement, alors, qu'ils peuvent se passer de pilier, ce qui est une prouesse. Par ailleurs, les sculpteurs grecs élèvent la beauté parfaite de ces hommes jeunes, aux volumes athlétiques, par le Nu, propre à la Grèce antique, en Égypte, seuls les enfants et parfois les paysans étaient représentés nus. Les sculpteurs grecs se distinguaient ainsi très clairement de leurs modèles égyptiens et de leurs voisins orientaux. Ils en tiraient certainement la gloire recherchée. Le travail sur statuette en bronze, comme celles que pratiquaient les égyptiens, leur offrirent très vite, dès le VIe siècle, encore plus de liberté.

#### Bas-reliefs naturalistes héritiers de l'Ancien Empire
Les sculpteurs de bas-reliefs taillent encore une multitude de bas-reliefs véritables (Femme et enfant à la corbeille de fruits, Brooklyn Museum), dans le droit fil de l'Ancien Empire, avec des détails bien observées, sur les animaux en particulier, et avec des corps humains bien stylisés, naturalistes mais simplifiés. L'exemple des scènes de travaux agricoles, dans le bas-relief du Lirinon, va dans le même sens. La perruque ronde « nubienne » et l'apparence corporelle bien en chair semble aussi être celui de nubiennes que l'on reconnait, d'ailleurs, à leur visage. Le costume simple qu'elles portent serait une adaptation de la tunique portée par les Saïtes, comme sous-vêtement. Ce bas-relief véritable est exécuté avec un soin remarquable, et une très grande attention à l'action, et aux détails physiques, vestimentaires, une attention qui rappelle la qualité des bas-reliefs de l'Ancien Empire. Mais à côté de cela, les sculpteurs poursuivent la tradition du bas-relief « en creux » (Artisans au travail, Florence) qui rappelle les corps du Nouvel Empire, souples, et d'un naturalisme précis.

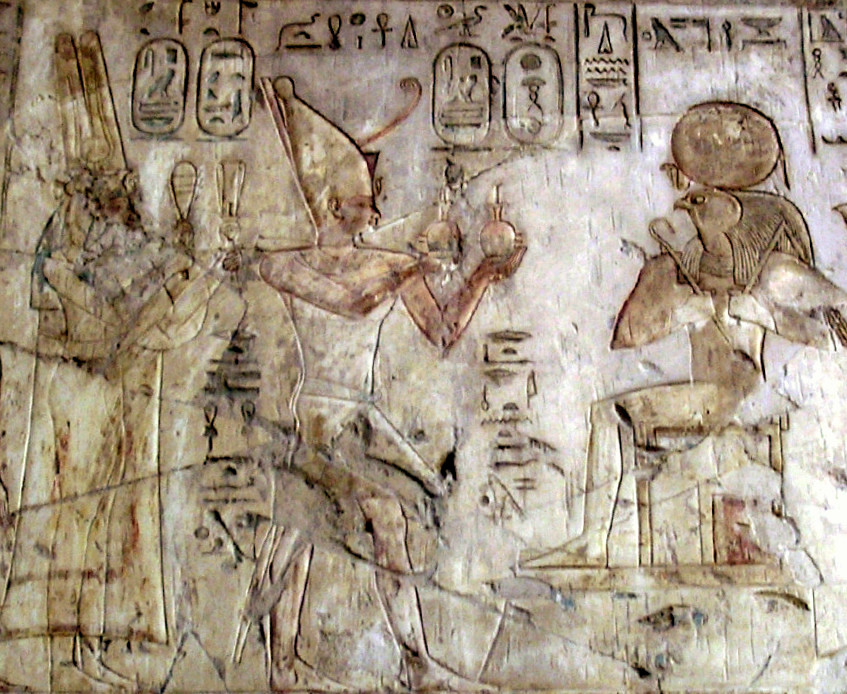
Psammétique Ier faisant une offrande au dieu Rê-Horakhty. relief en creux. Tombe de Pabasa (TT279), Thèbes, XXVIe dynastie.
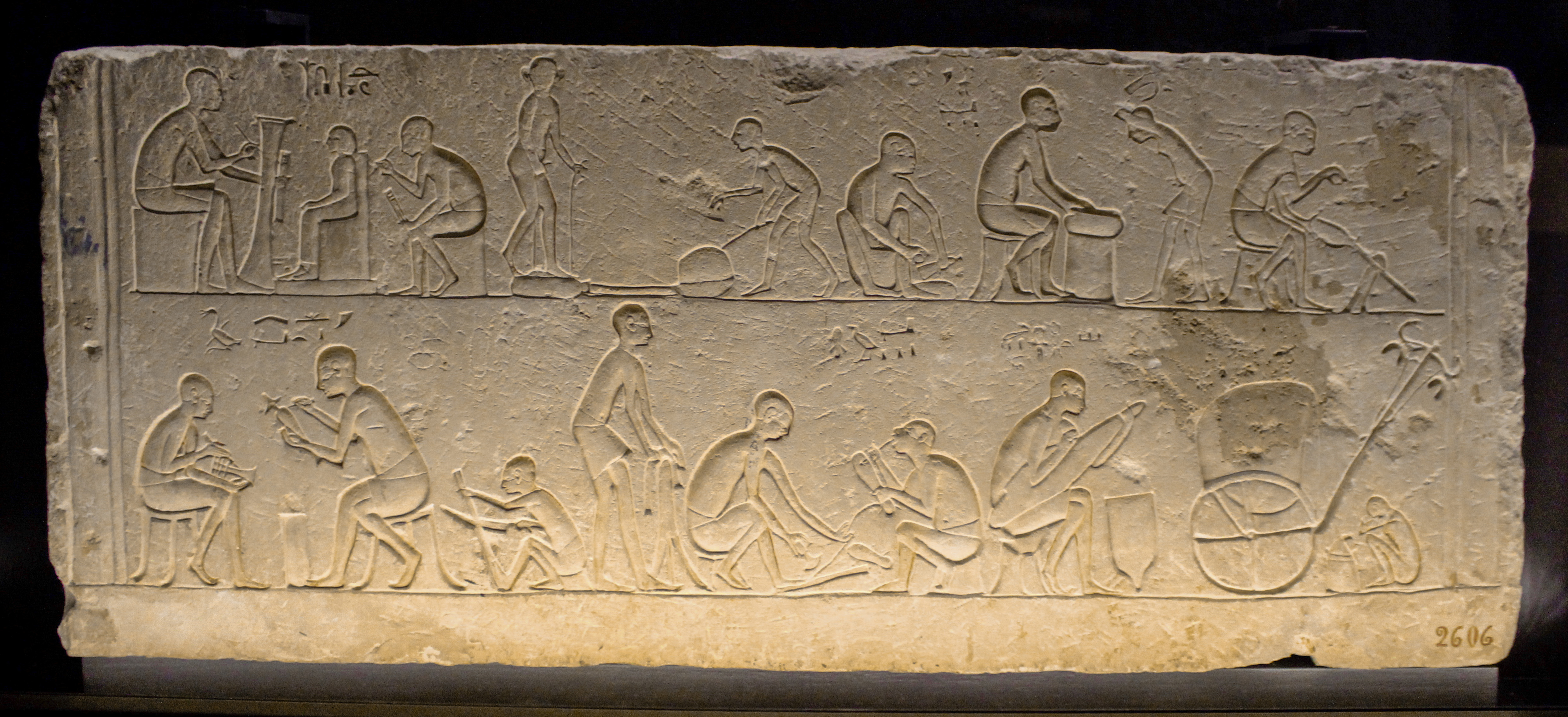
Artisans au travail. Calcaire, L. 94 cm. relief en creux Basse Époque, XXVIe dynastie, Saqqarah Musée archéologique national (Florence)
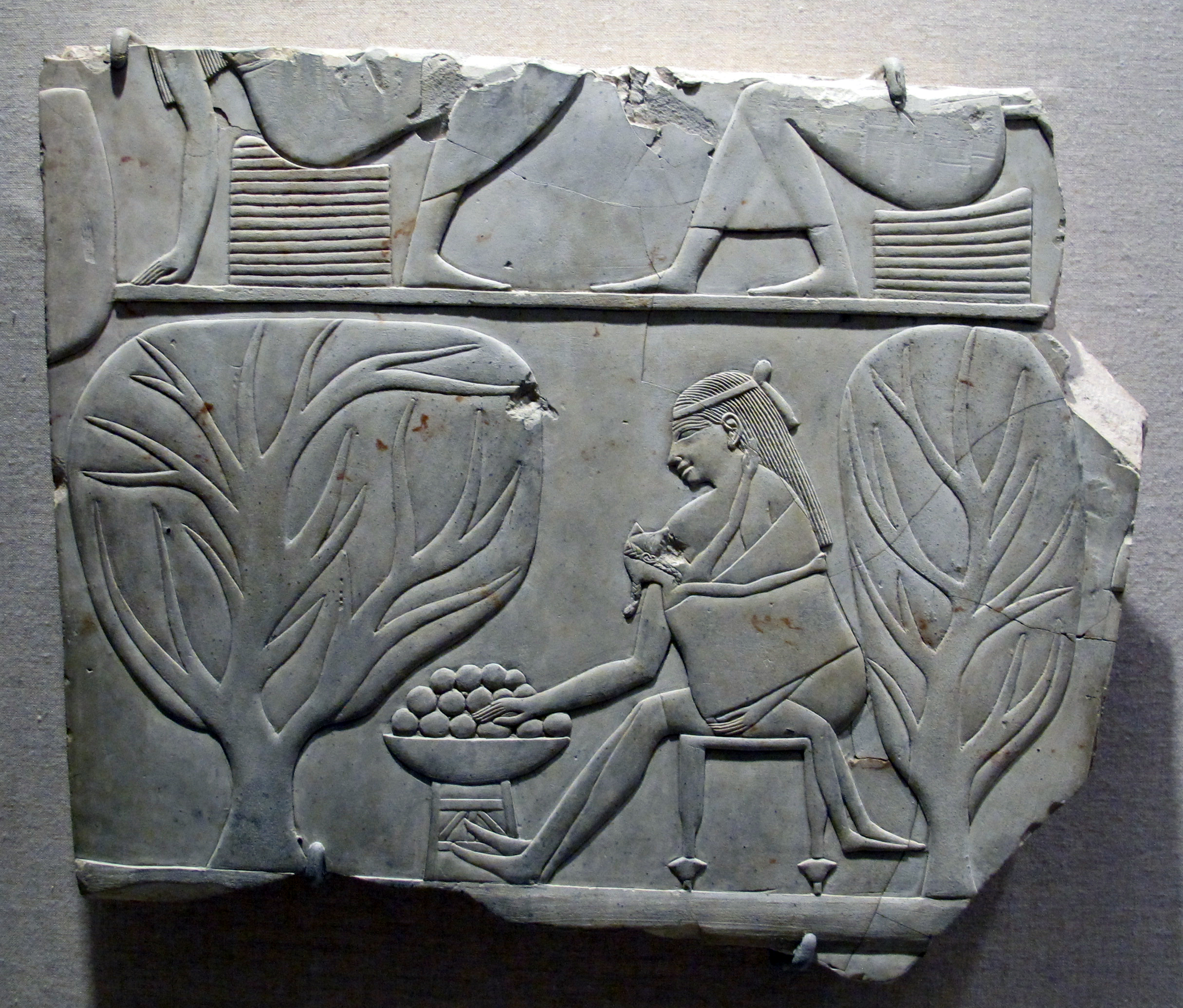
Femme et enfant à la corbeille de fruits. Bas-relief. 670-650. Brooklyn Museum
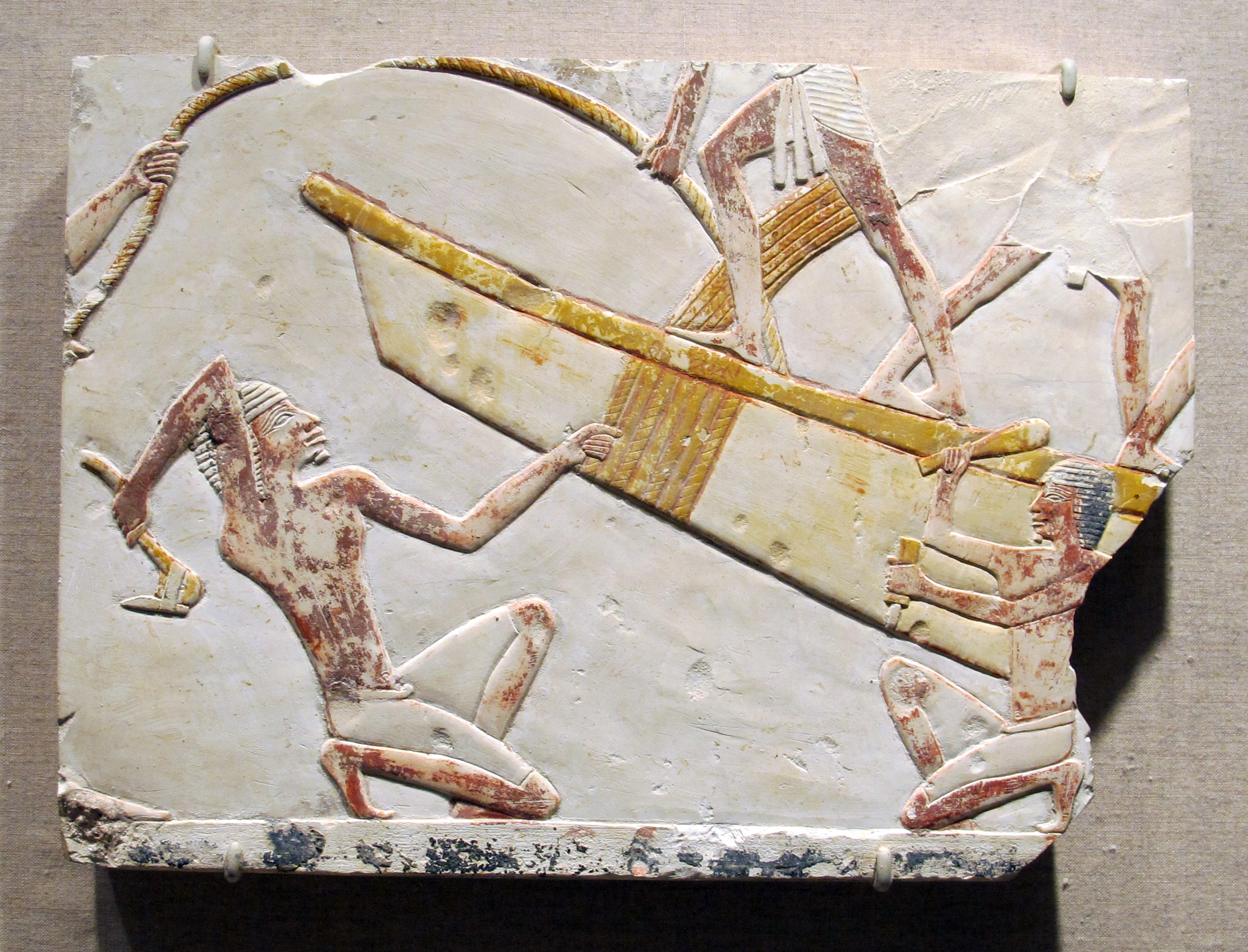
la construction d'un navire. Bas-relief. 664-634. Brooklyn Museum

#### Peintures funéraires

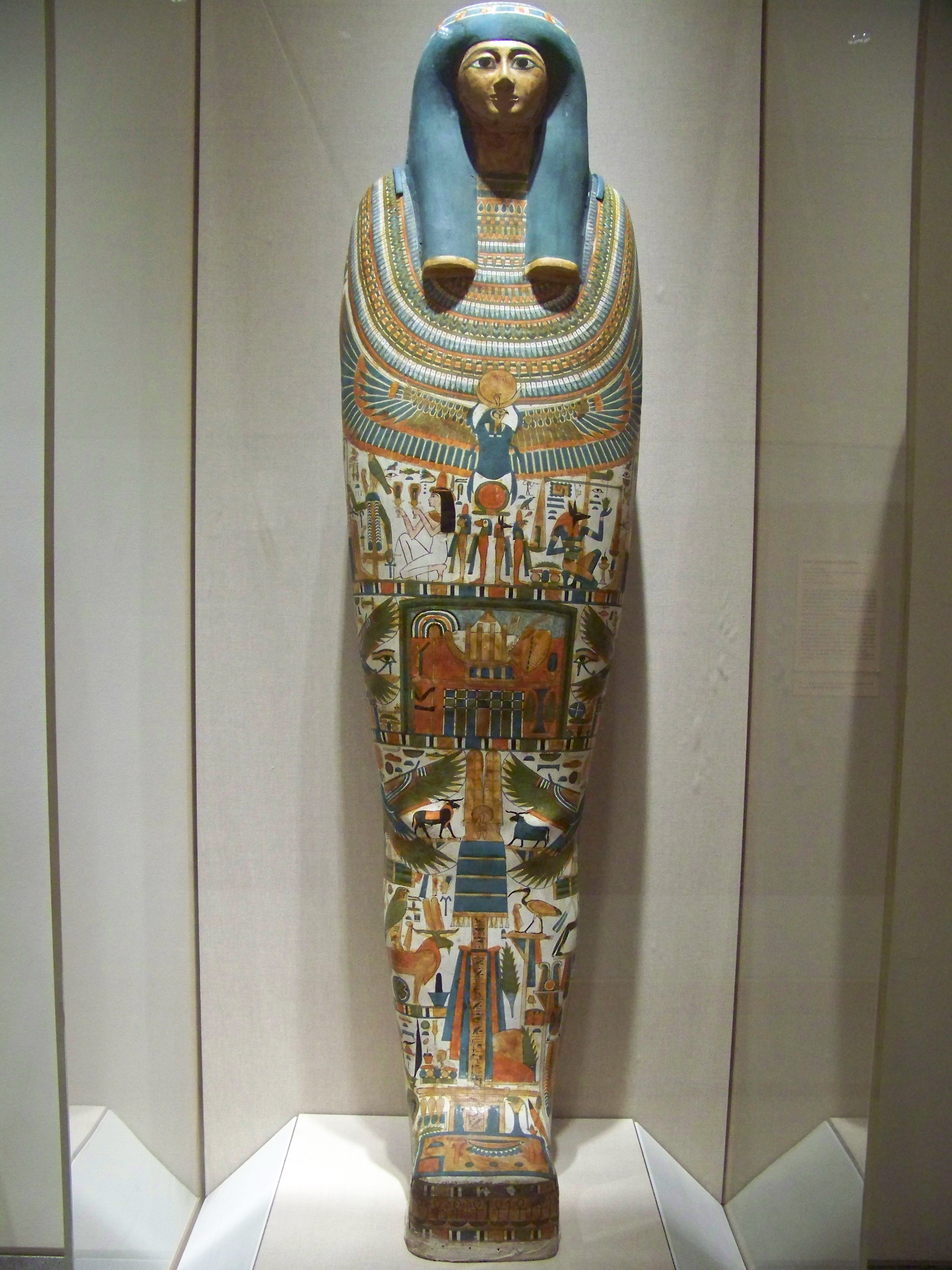
Cercueil intérieur en carton. Carton entoilé, stuqué et peint. 700-650. Brooklyn Museum
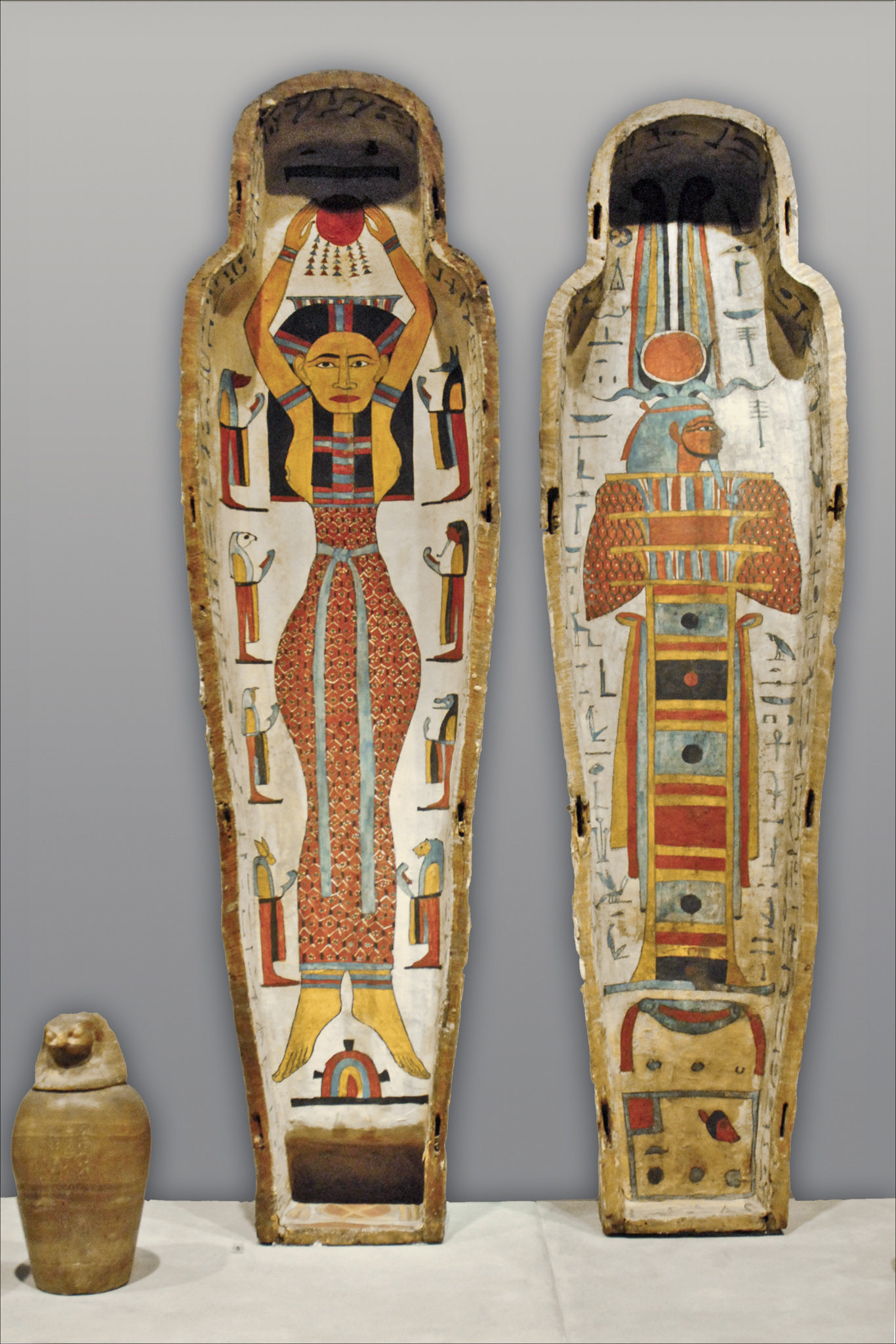
Cercueil de bois, vers 664-500. Bois entoilé, stuqué et peint. Musée des Beaux-Arts de Lyon
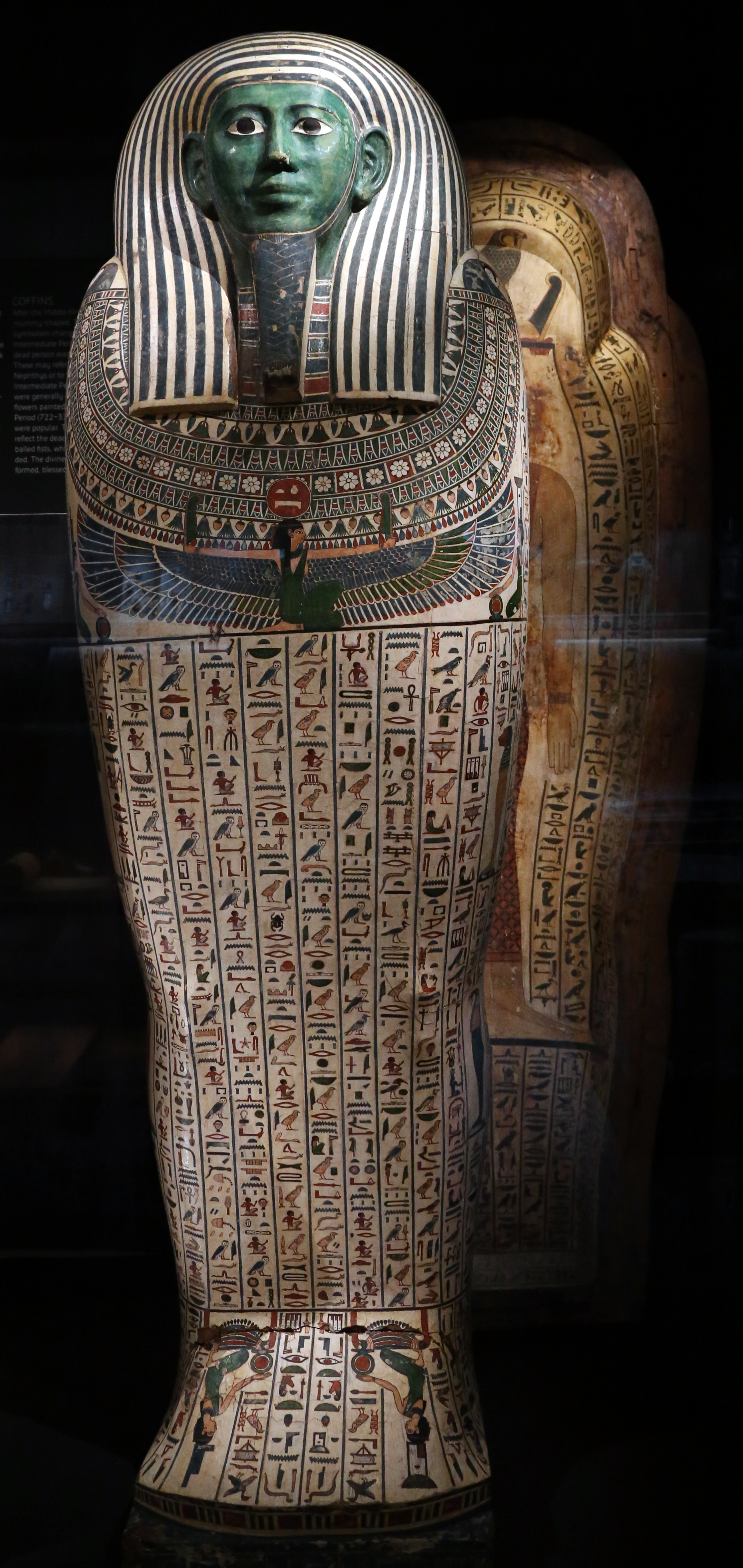
Cercueil externe, v. 650. Bois, H. 240 cm. Rijksmuseum van Oudheden
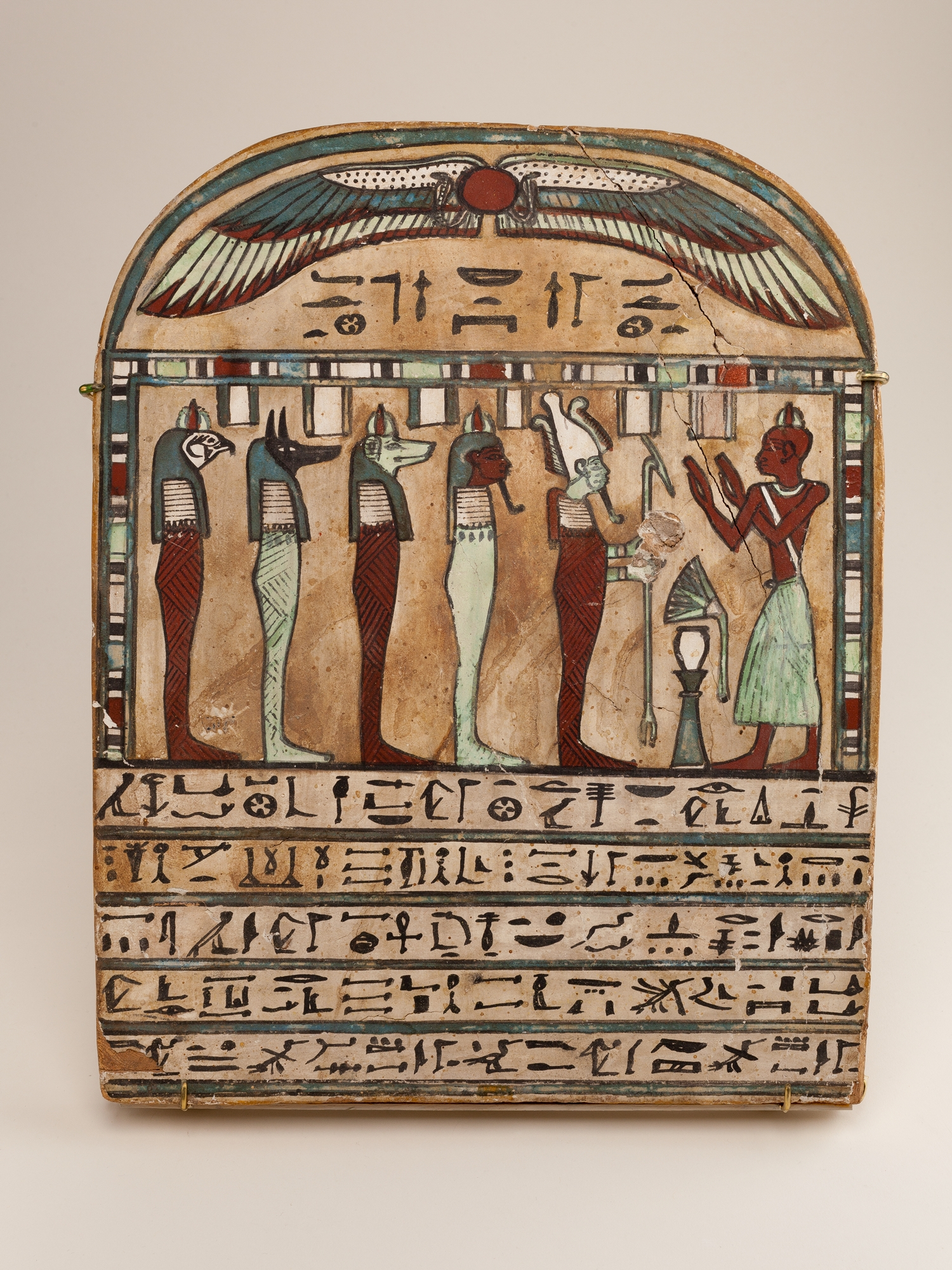
Pakeshi adore le dieu Osiris, suivi des quatre Fils d'Horus. Stèle. 25e ou 26e dyn. Bois enduit peint, H. 36,6 cm. Met
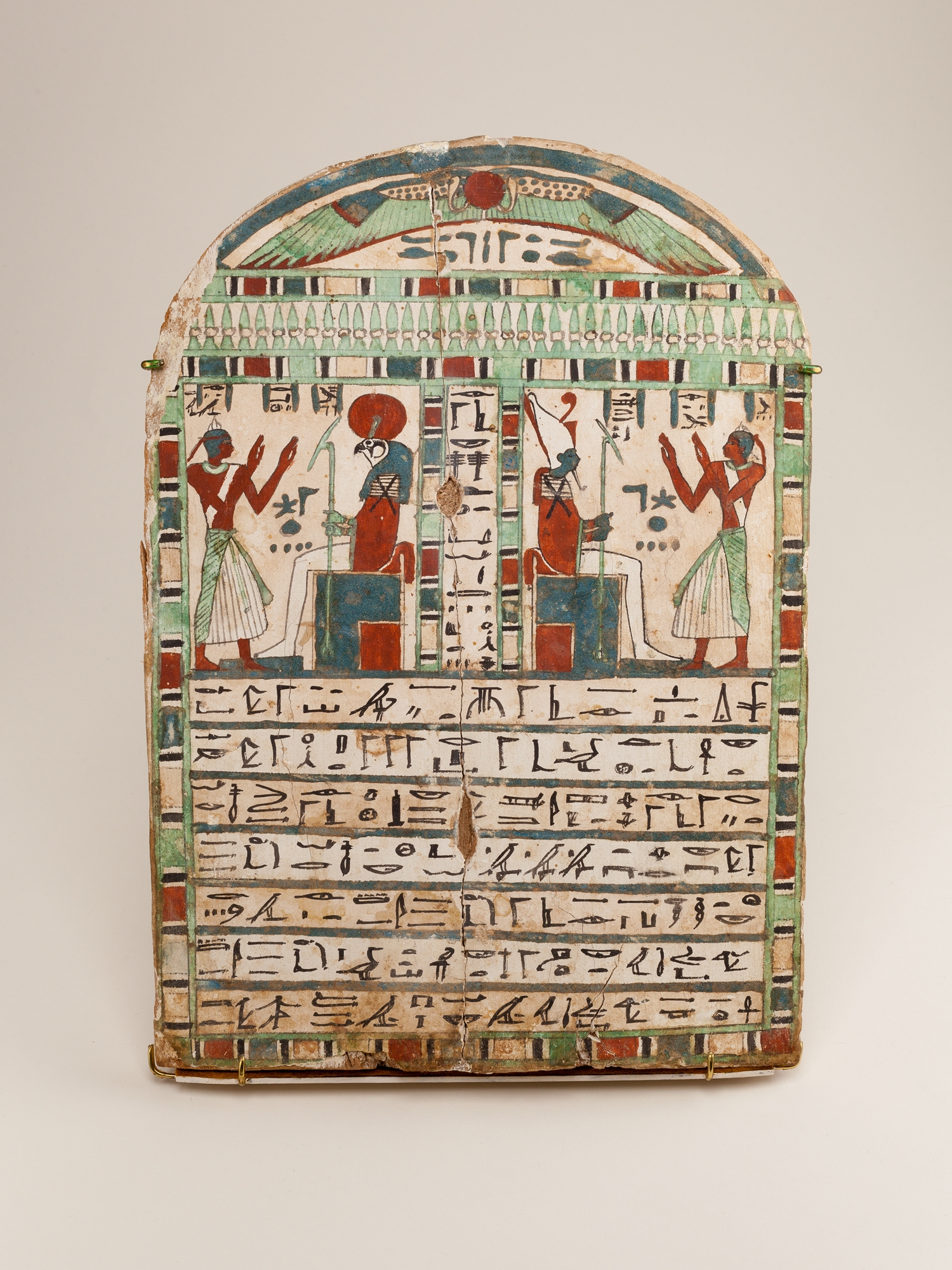
Le prêtre d'Amon, Irtihareru, adore Osiris sur le côté droit et Atoum sur le côté gauche. 25e ou 26e dyn. Stèle. Bois enduit peint, H. 36,6 cm. Met

## Dynasties perses,XXXedynastieet Royaume lagide

### Sculptures

#### L'art du portrait

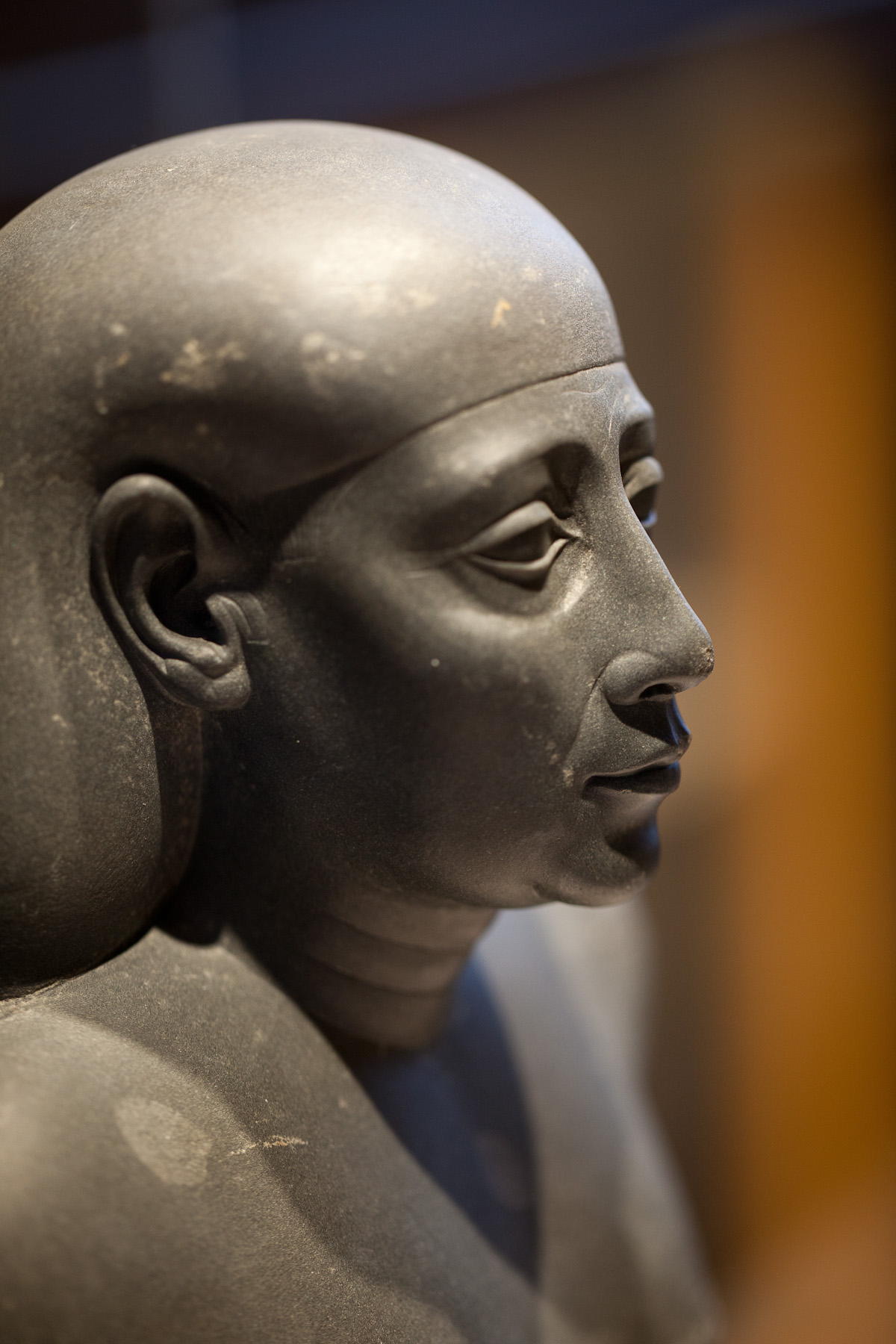
Statue d'un dignitaire de l'époque saïtico-perse, XXVIe-XXVIIe dynastie, Grauwacke, Louvre
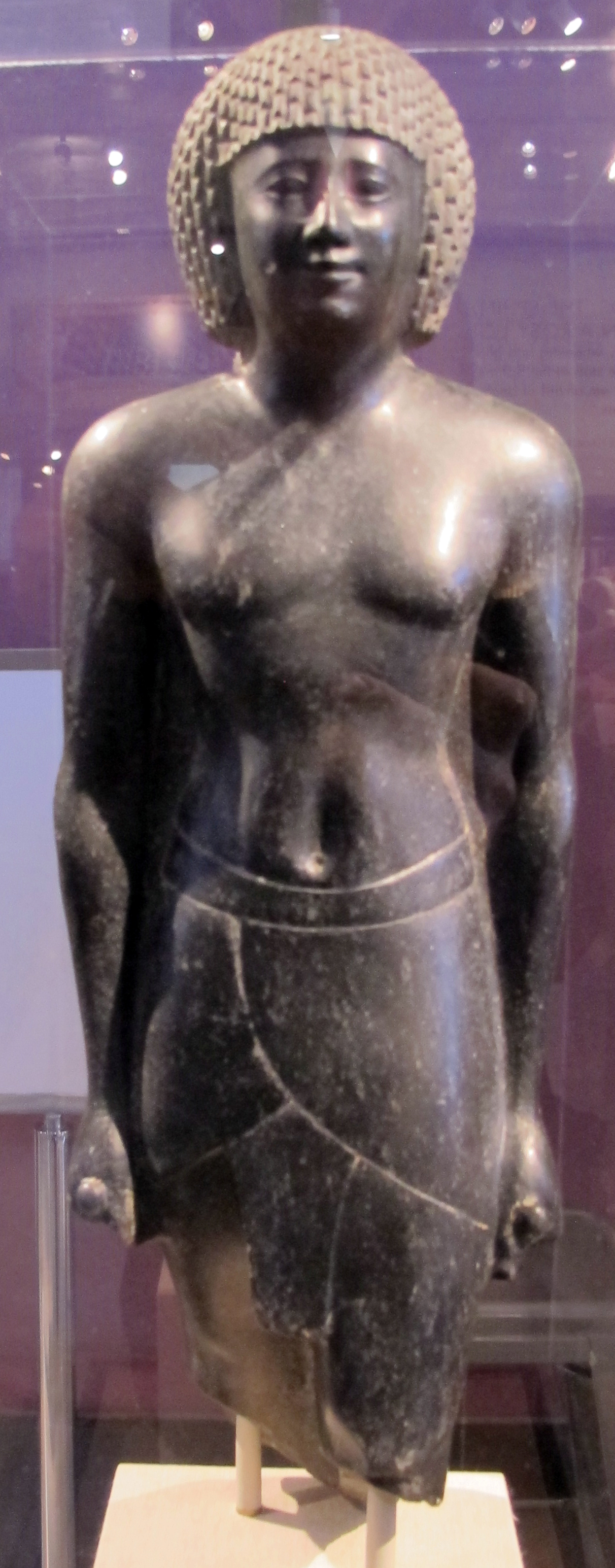
Un prêtre d'Atoum (r. Nectanébo Ier, XXXe dynastie.) Musée de Brooklyn
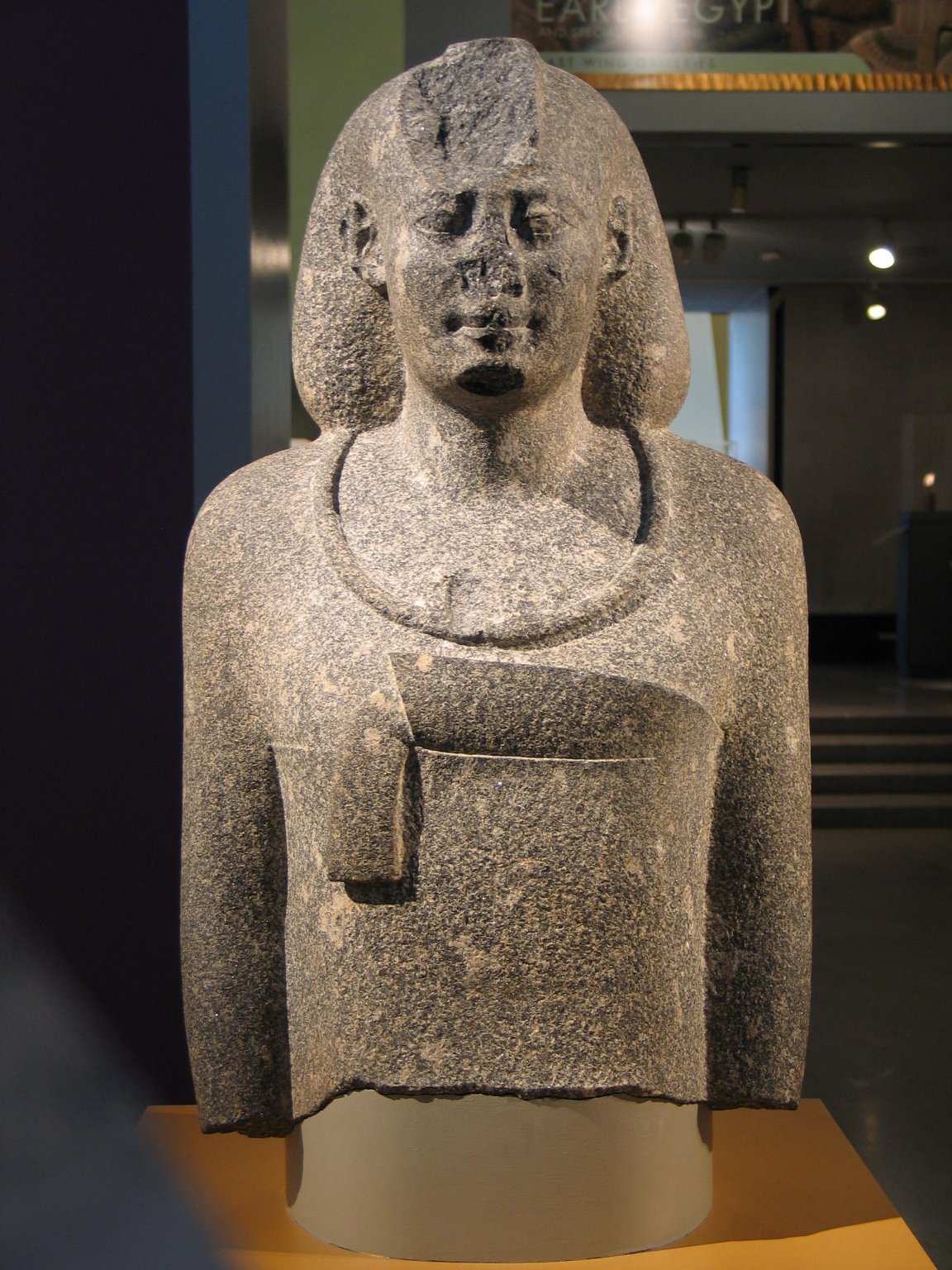
Égyptien en costume perse, 341-332, XXXIe dynastie, Granit, Musée de Brooklyn
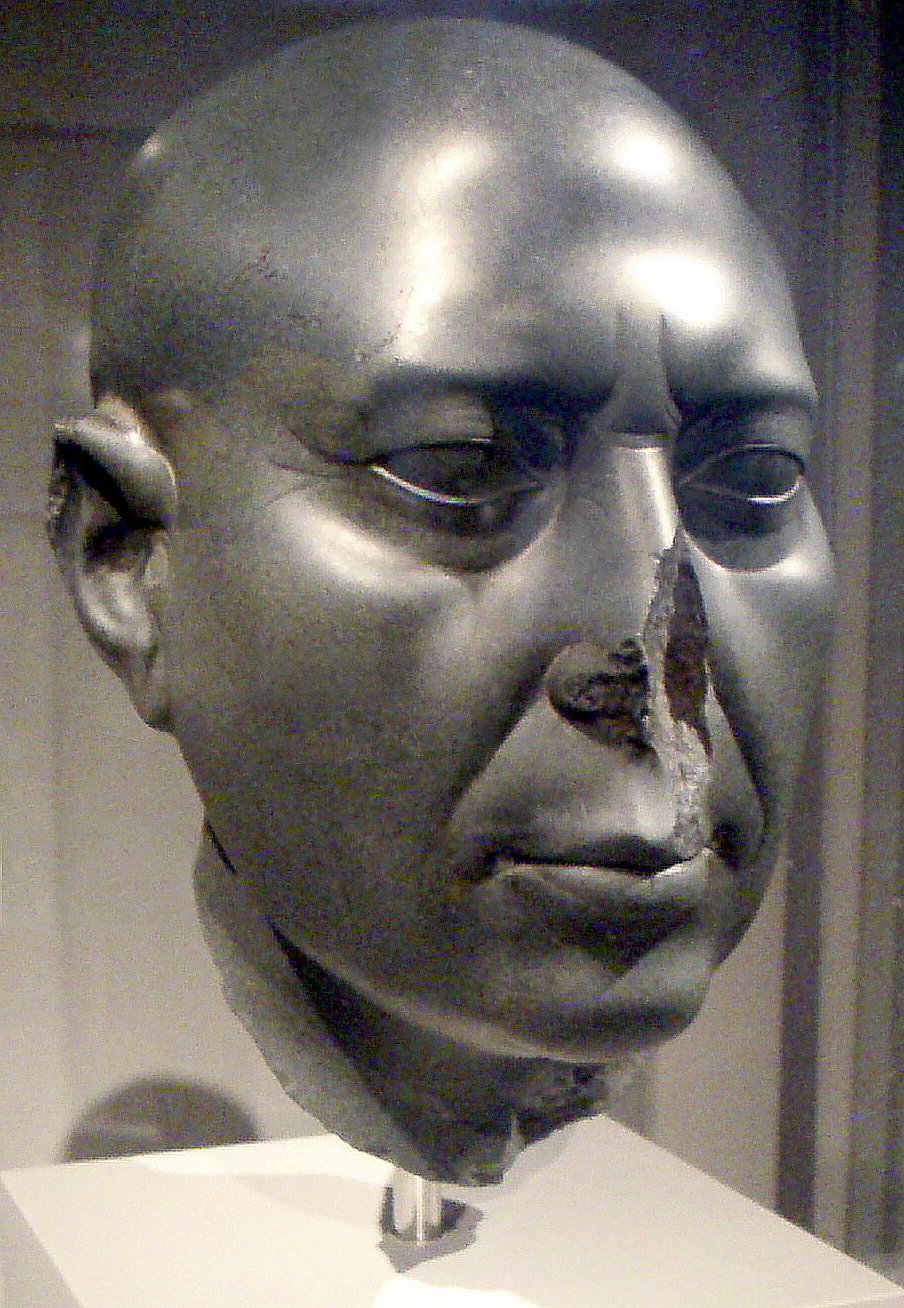
Tête verte de Berlin Dynastie lagide, v. -100/-50 Grauwacke, H. 21,5 cm, Musée égyptien de Berlin
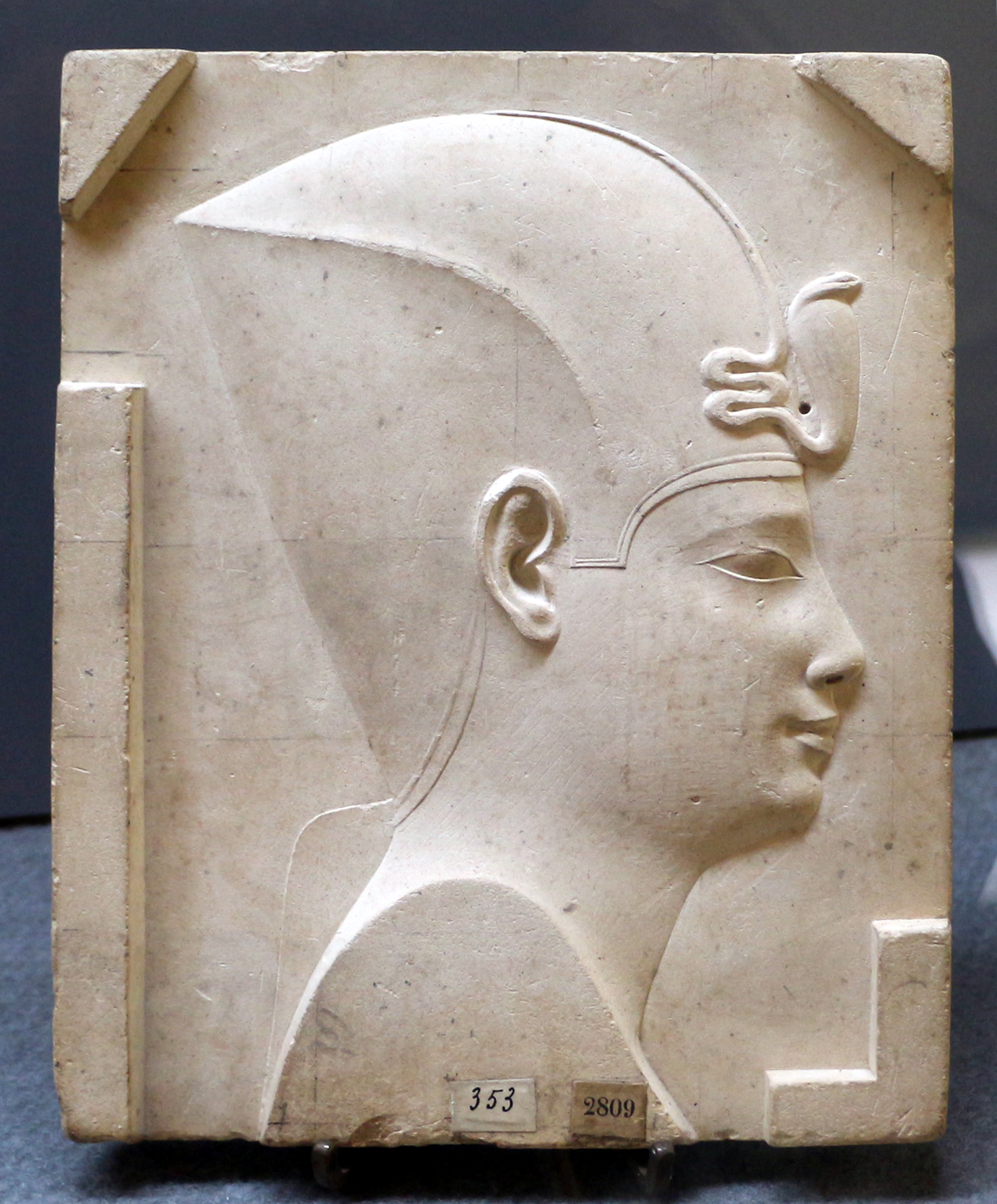
Modèle de sculpteur, fin XXXe dyn.-époque lagide, Bas-relief, plâtre, Musée archéologique de Milan

L'art du portrait poursuit les traditions antérieures. Un type de grès à structure très fine, le grauwacke, permet ce travail en souplesse qui plaît, surtout depuis la XXVIe dynastie, saïte. Il s'offre aussi à un travail de polissage méticuleux qui donne à ces sculptures un aspect métallique et quasi lumineux. La statue d'un dignitaire de l'époque saïtico-perse, du Louvre, et la célèbre tête d'homme du musée de Berlin présentent des caractères similaires. Tous deux portent des rides et un double menton. Les rides sont bien un signe qui marque un homme âgé, et cela se rencontre depuis les portraits de Sésostris III, comme un indice des qualités que l'on attribue à l'âge, l'expérience, voire la sagesse qui impose le respect. La jeunesse étant signe de force, pour ce type d'image. Le portrait de Berlin, montre, par ailleurs, des rides curieusement symétriques, ce qui pourrait bien indiquer que l'on est dans le registre des signes, plus que dans celui du « réalisme ». La symétrie indique qu'il s'agit d'un portrait idéalisé. La symétrie, a d'ailleurs été relevée sur un autre portrait célèbre du musée de Berlin, celui de Néfertiti, en calcaire peint et qui pourrait être, selon les spécialistes, un « modèle » de sculpteur. Le musée de Milan conserve, lui aussi, un modèle de sculpteur, mais en plâtre, le bas-relief d'un roi lagide. Dans tous ces exemples l'idéalisation est d'autant plus efficace qu'elle est discrète, et ces portraits semblent quasi vivants tant ils portent des signes individuels qui donnent l'impression d'être parfaitement reproduits. Le modèle de sculpteur permettait la mise au point d'une « image type » pouvant être reproduite en différents lieux.
Les costumes, celui du prêtre d'Atoum du musée de Brooklyn et celui de l'égyptien en costume perse, respectivement des XXXe et XXXIe dynasties, sont des indicateurs du degré d'attention que l'art égyptien attache aux signes permettant d'identifier clairement et rapidement chaque « personne » par sa fonction, sa place, son statut, avec des attributs clairement visibles. Le prêtre reprend la pose et les attributs d'un prêtre de l'Ancien Empire, avec un corps plus svelte, qui est dans l'esprit de cette époque « tardive ». Quant à l'égyptien de la XXXIe dynastie, le costume perse était peut-être, tout simplement, un geste de loyauté envers le pouvoir en place.

#### L'image du pouvoir

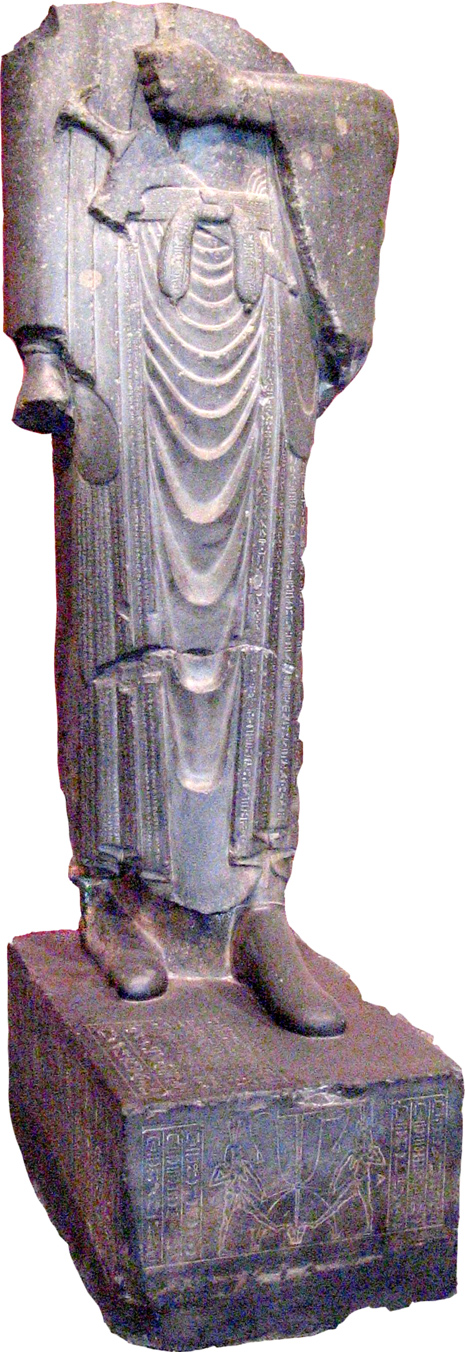
Darius Ier. H. 2,3 m. Ve siècle. XXVIIe dynastie, Réalisée en Égypte
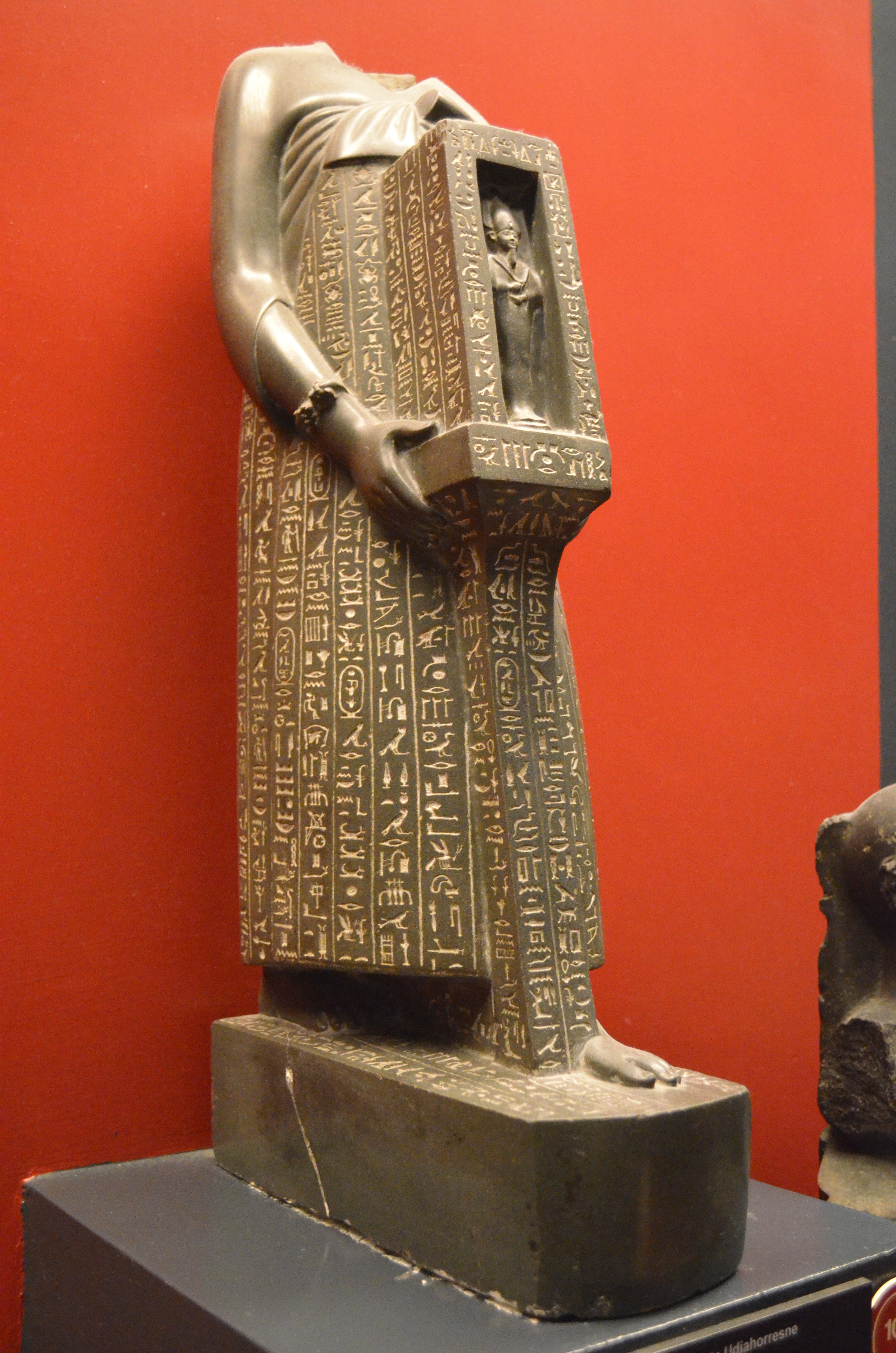
Statue de prêtre portant un naos à Osiris. Basalte vert. Saïs, XXVIIe dynastie, Musée grégorien égyptien
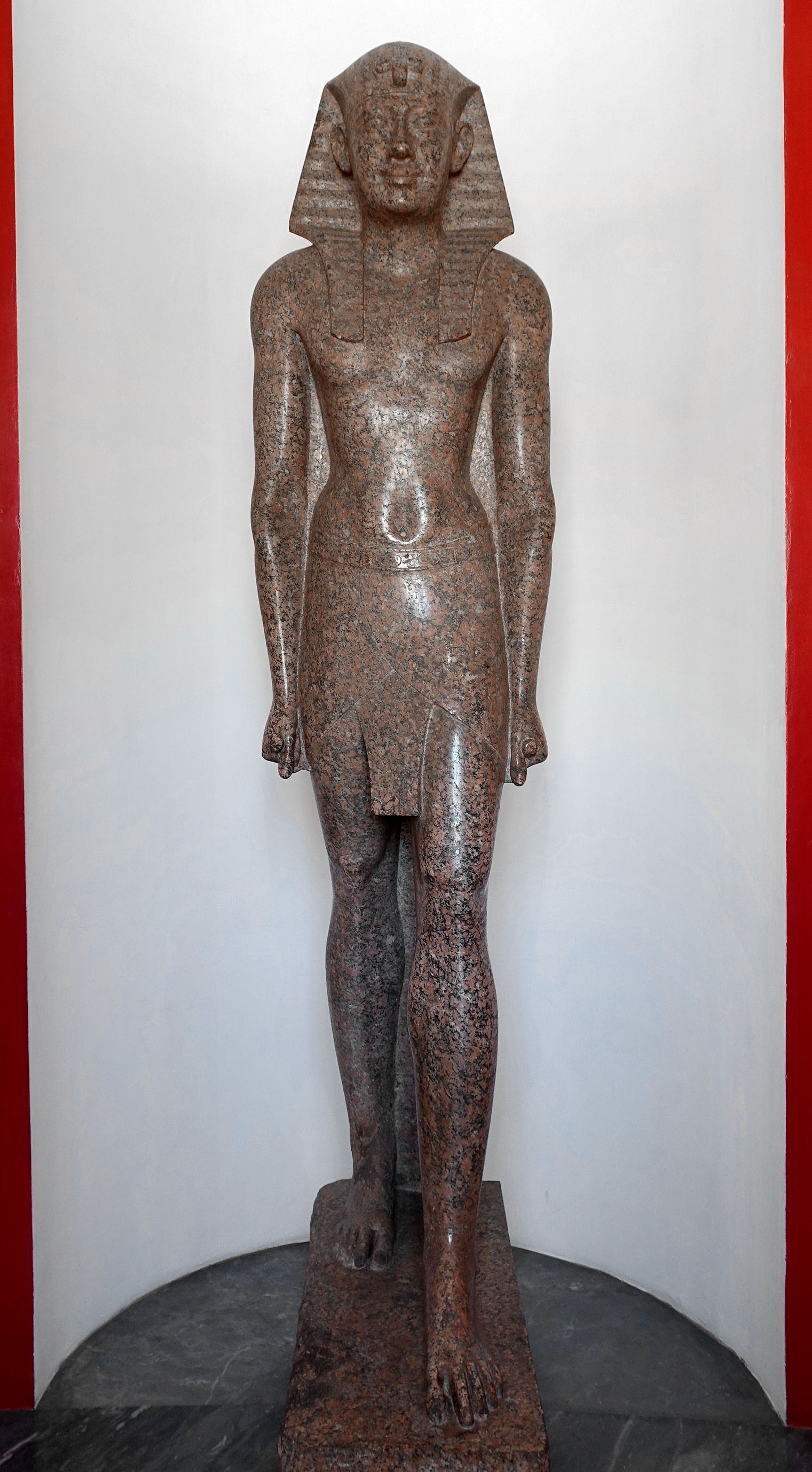
Ptolémée II debout, Granit rouge, Musée grégorien égyptien

Réalisée en Égypte, la statue de Darius Ier reprend, en partie, la pose égyptienne, le pied gauche en avant. Pour le reste, le drapé aux grands plis raides couverts de signes cunéiformes, le poignard à la ceinture, on est dans la rhétorique du pouvoir telle qu'elle s'exprime dans l'empire Perse. Il est d'ailleurs assez remarquable que la grande statue d'un haut dignitaire et prêtre du Musée grégorien égyptien, porte un vêtement couvert de textes hiéroglyphiques. Dans ce texte, les perses sont décrits comme respectant les traditions de l'Égypte. Il y a là comme une proximité entre les deux statues, dans la pose et le traitement du drapé, qui semblent significatifs de stratégies.
À l'époque du Royaume lagide, pour les statues officielles, les souverains adoptent leur politique iconographique en fonction de la destination de leur image. Dans une ville à majorité grecque, l'effigie relève de la tradition hellénistique, et dans des villes majoritairement égyptiennes, on reprend des schémas classiques, de la XVIIIe dynastie, mis au goût de l'époque aux proportions élancées.

#### Stèles

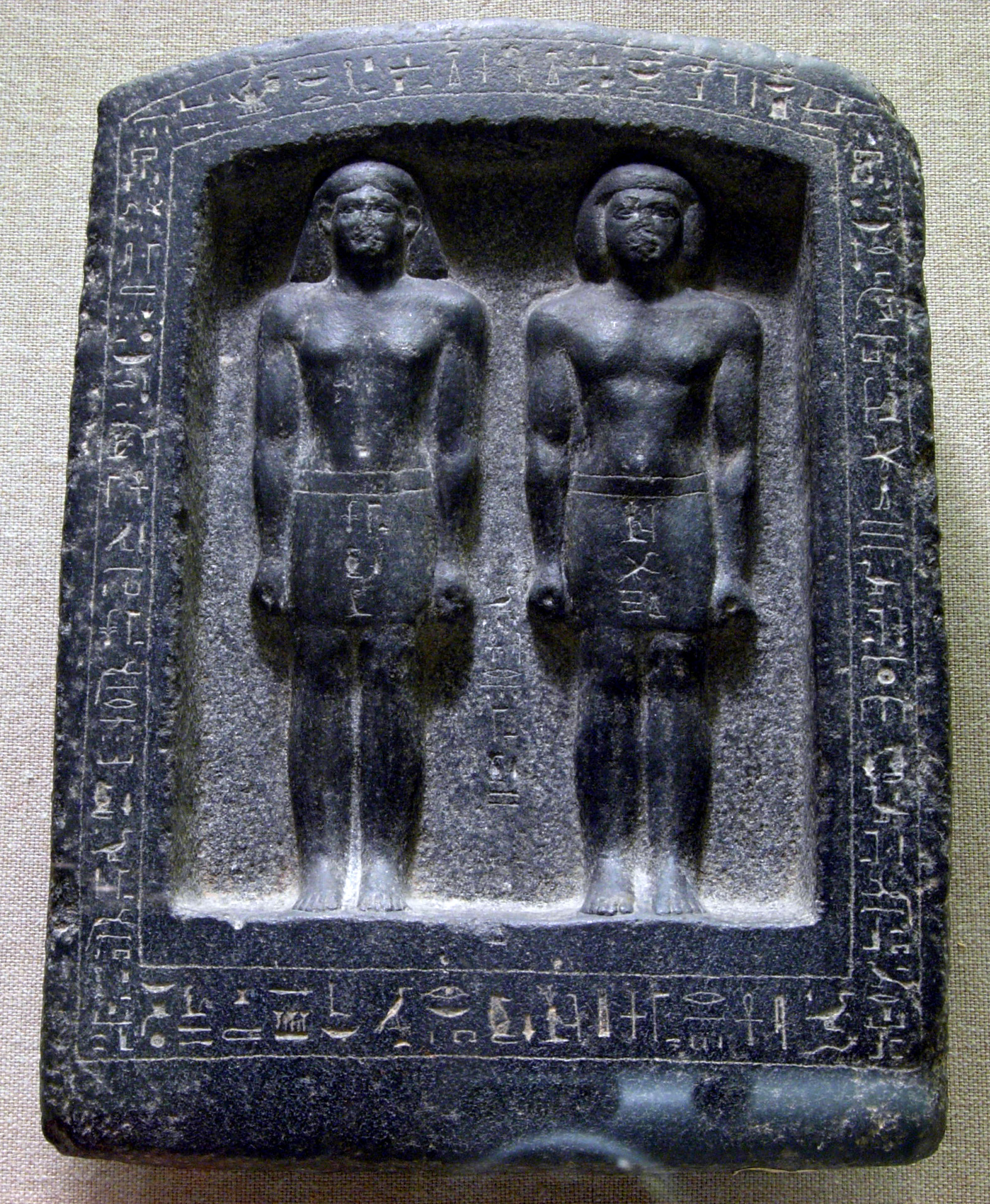
Père et fils. Stèle-naos, basalte, XXVIe dynastie, r. Psammétique Ier. Met
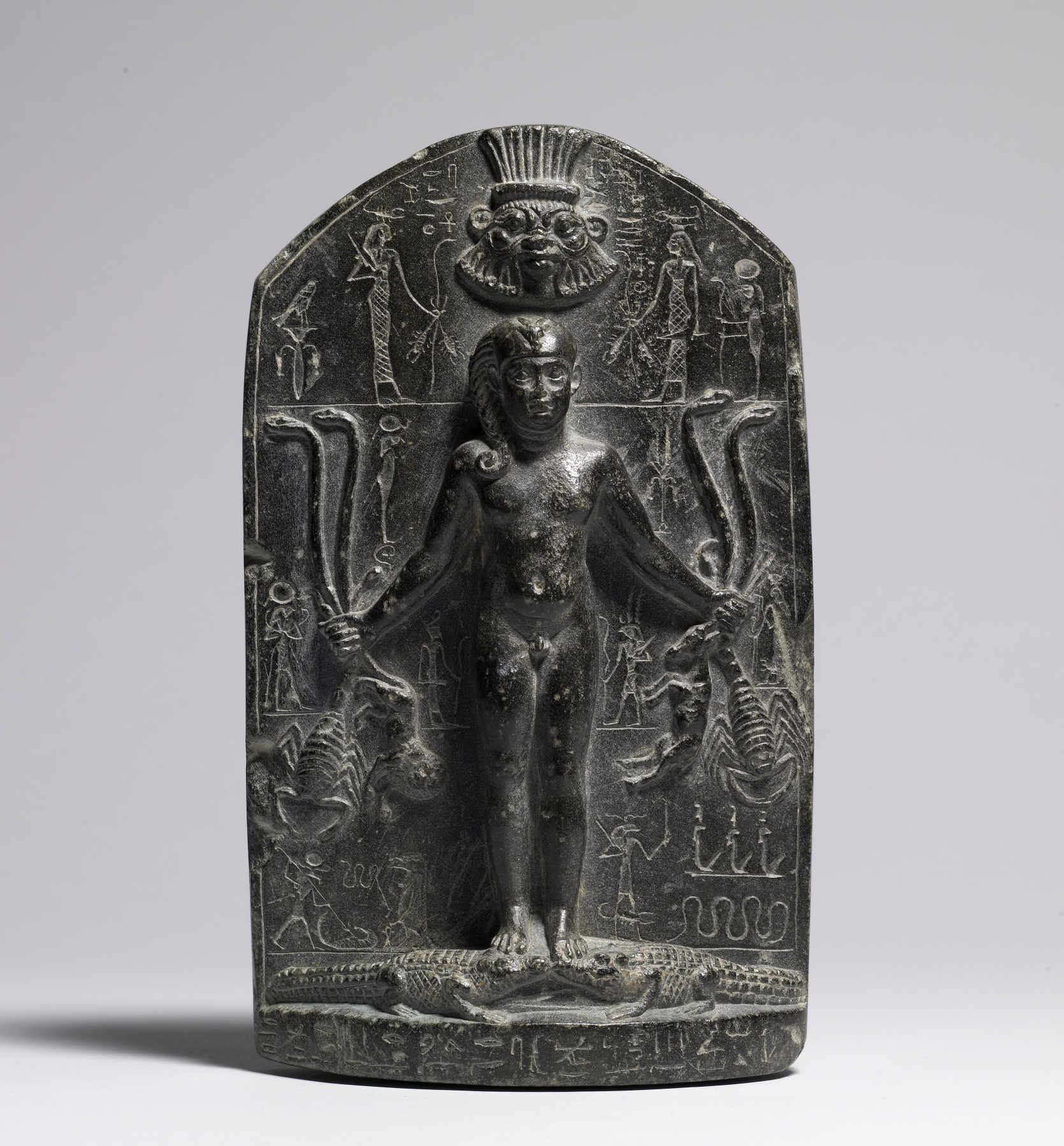
Horus sur les crocodiles. Stèle protectrice, 380-350. Stéatite noire, H. 23,5 cm. Walters Art Museum
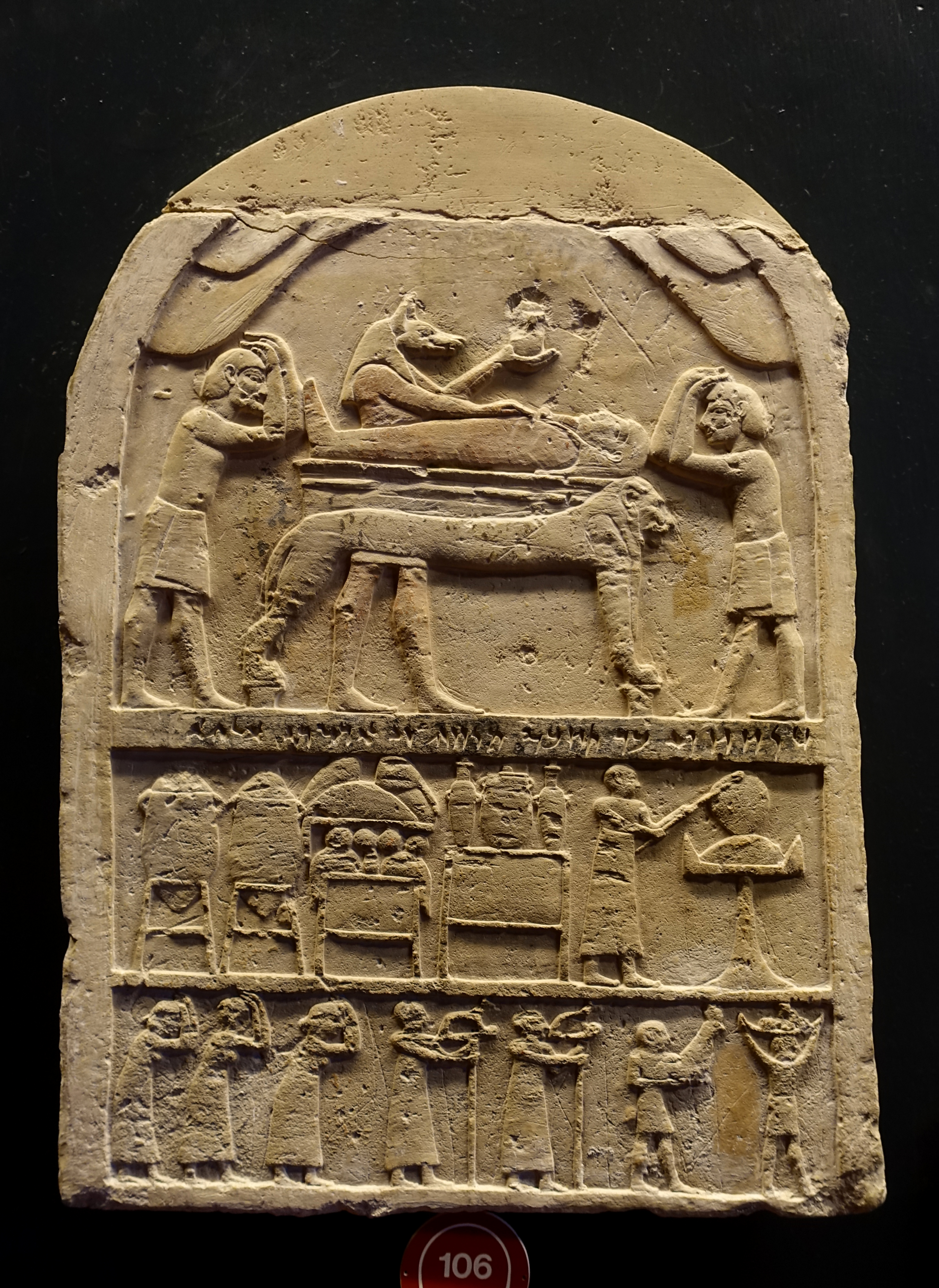
Ankh-Hapy Stèle avec inscription en Araméen. Calcaire. XXVIIe dynastie. Musée grégorien égyptien
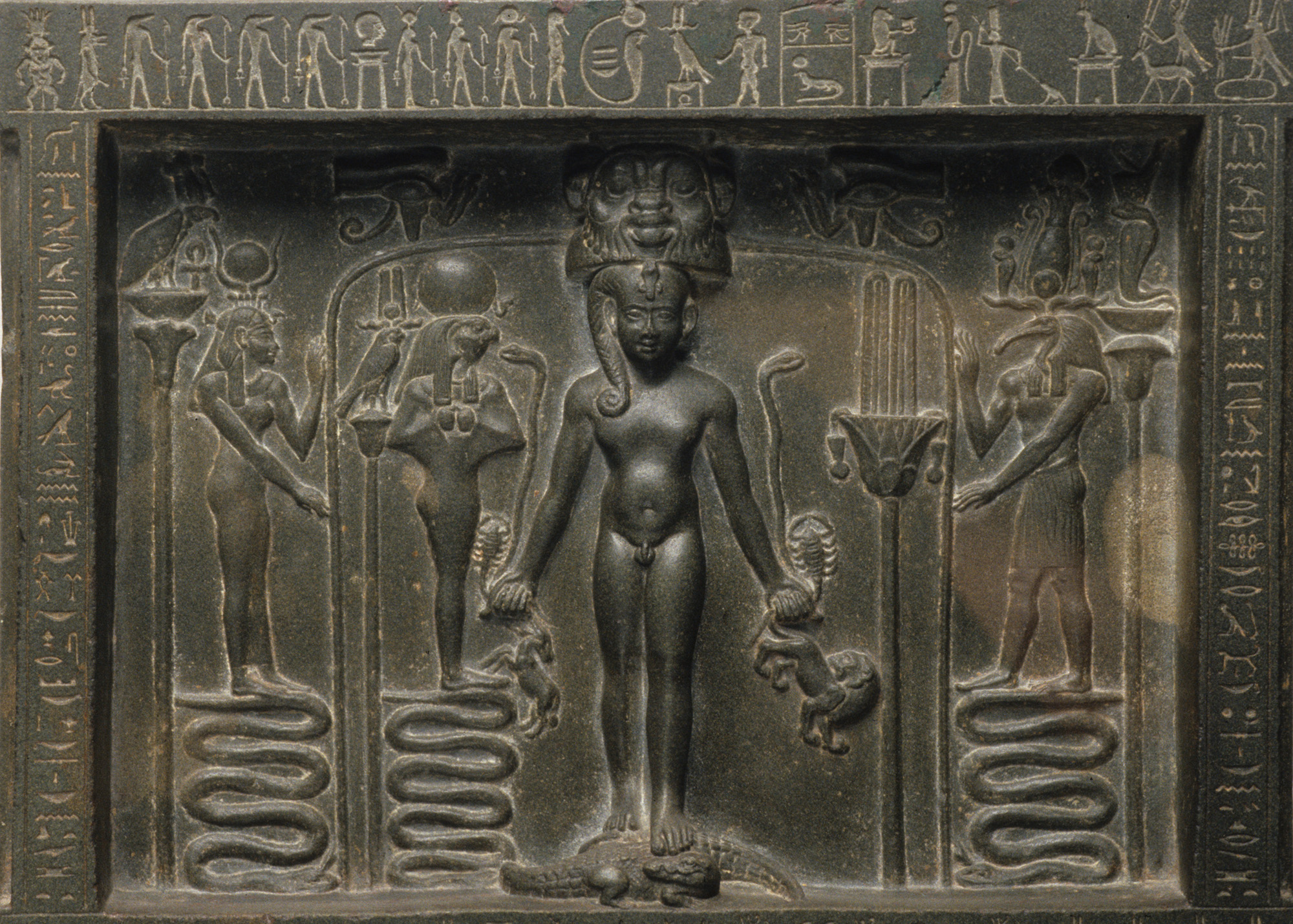
Horus sur les crocodiles. Stèle protectrice. Grauwacke (grès argileux). Détail. r. Nectanébo II, 360–343
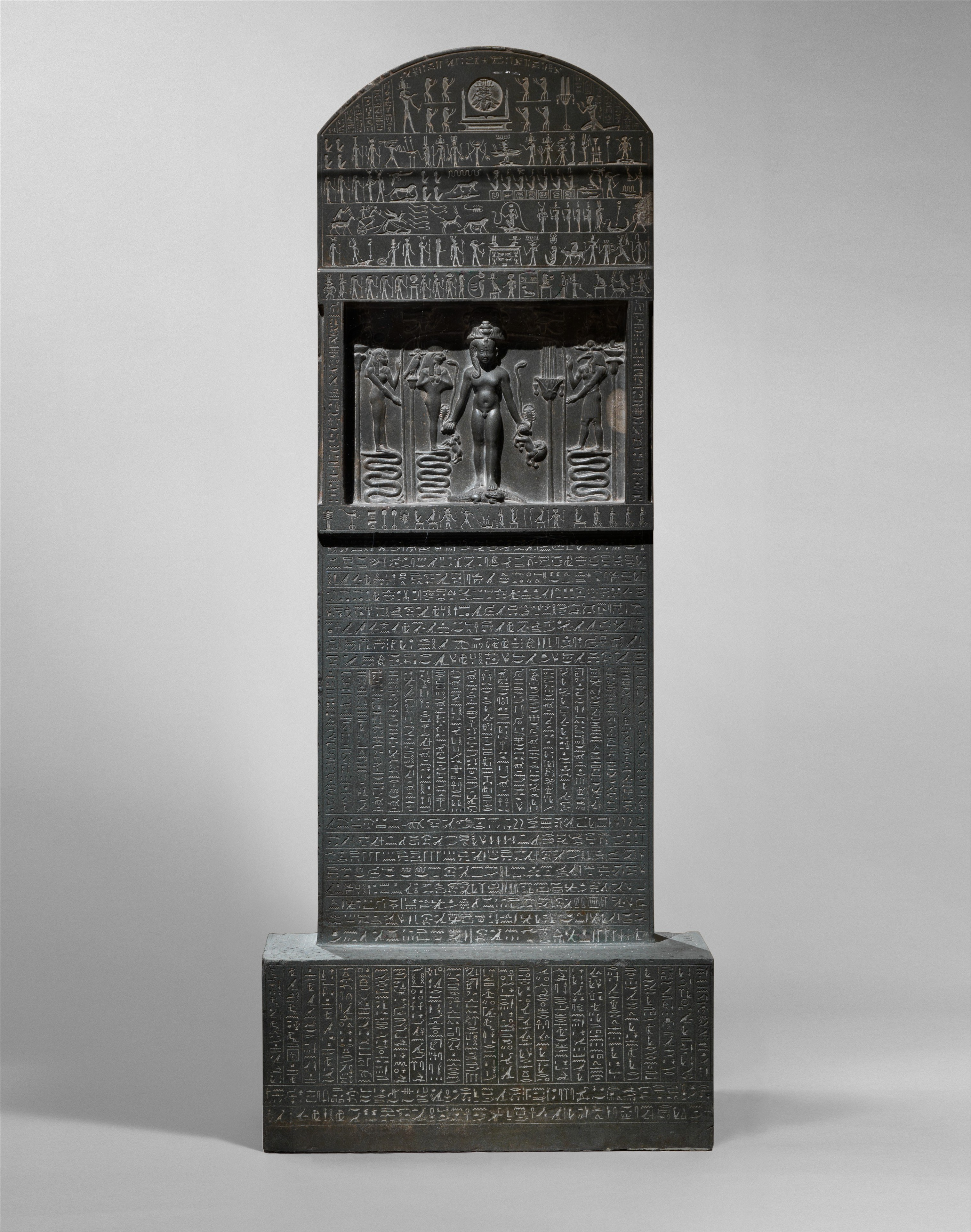
Idem, H. 83,5 cm. Stèle protectrice, 360–343. Grauwacke. Stèle dite « Metternich ». Met

La stèle taillée sous Psammétique Ier reflète cependant le style de l'Ancien Empire, suivant le mouvement de la Renaissance égyptienne initiée sous Taharqa. Les deux hommes aux carrures d'athlètes sont issus du même prototype aux épaules larges selon le code en usage dans l'Ancien Empire. À l'opposé de ce style ancien, les stèles à l'enfant Horus, cent ans plus tard, sous les Nectanébo, ont un tout autre style. L'enfant, représenté selon les codes en usage, est nu, mais son corps est ici tout en rondeurs. Il est représenté en très haut relief dans la stèle du Walters Art Museum. L'attention à l'anatomie du corps potelé de l'enfant est manifeste, quasi « hellénistique ». Pour symboliser ses pouvoirs magiques, Horus tient des serpents et des scorpions ainsi qu'une antilope (par ses cornes) et un lion (par sa queue) dans ses poings fermés. La figure du dieu Bès est aussi présente en tant que protection. L'eau qui était versée sur la stèle était un remède magique, elle s'imprégnait des formules magiques inscrites, ruisselant sur elles. Le motif de l'enfant Horus sur les crocodiles indique l'engouement pour la théologie des dieux-enfants au cours de la Basse Époque. Peut-être est-ce dû à la vitalité que l'on espère toujours pour ses enfants.
La stèle à l'inscription araméenne participe de ces formes hybrides où se rencontrent des personnages du Levant dans une structure de tradition égyptienne. Le rôle essentiel de la Méditerranée à cette époque, entraînait définitivement l'Égypte à la rencontre des peuples du Nord.

### Architectures
Attentifs à respecter les pratiques religieuses locales, les souverains perses, et, à leur suite, les souverains lagides ont favorisé sinon commandité la construction de nouveaux temples comme celui d'Hibis dans l'oasis de Kharga (Darius Ier) et le temple d'Horus à Edfou (Ptolémée VI et Ptolémée VIII). Dans le même temps, les derniers souverains d'origine locale poursuivent cette tradition constructrice. Trois kiosques-propylées, sinon quatre ont été construits sous la XXXe dynastie, à Kharga, à Philæ et à Hermopolis. Le dernier a été détruit en 1826. Les deux premiers sont des œuvres originales d'architectes qui bénéficient de la petite échelle pour expérimenter de nouvelles solutions. Ces temples sont, dorénavant, consacrés bien plus au service des dieux qu'à la gloire des souverains. Ces temples kiosques reprennent, en beaucoup plus petit, celui, gigantesque, réalisé à Karnak par Taharqa, souverain kouchite, ou nubien, de la XXVe dynastie. La grande qualité des reliefs bénéficie de la longue tradition sculpturale et des nombreux chantiers qui maintiennent des équipes de haut niveau depuis longtemps. Elles savent s'appuyer sur les meilleurs modèles anciens avec quelques nuances plus rondes, plus douces. Les chapiteaux se juxtaposent en de subtiles variantes de formes, où les références diverses deviennent l'occasion d'inventions élégantes et particulièrement colorées dans l'oasis de Kharga. Les plus singuliers sont ces chapiteaux composites sur plusieurs étages (Temple d'Isis (Philæ) : vestibule de Nectanébo Ier).

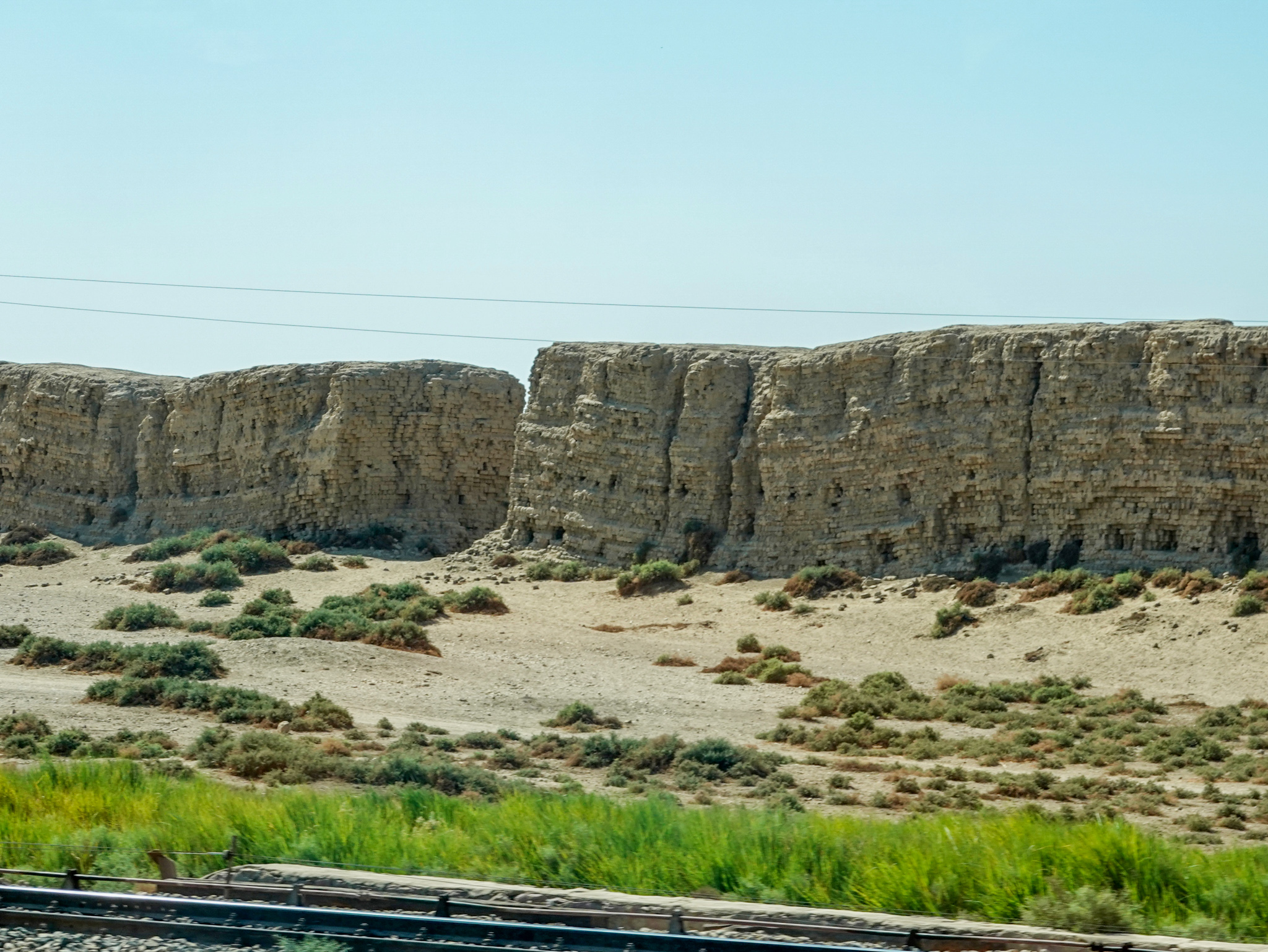
Mur d'enceinte à El Kab, de Nectanébo II

Les douces ondulations qui parcourent le mur de la grande enceinte du temple d'Amon Rê à Karnak ont fait d'abord coulé beaucoup d'encre. Elles ont fait, plus récemment, l'objet d'une étude approfondie portant sur la structure même de cet édifice. Réalisée sous Nectanébo Ier, cette méthode de construction a été appliquée ailleurs : à El Kab, les murailles du roi Nectanébo II et aussi à Dendérah. Elle est très différente de ce qui se faisait auparavant, au Nouvel Empire (Medinet Habou et Ramesseum), en lits de briques horizontaux. Ici, les lits de briques, posés en chaînette, y font preuve d'une solidité remarquable. Et le mur, construit sur ce principe, en courbes alternées, prend un curieux rythme de vagues, en surface comme en épaisseur. Ce n'est pas un effet décoratif mais structurel, pour assurer une résistance optimale de l'ensemble. D'une douzaine de mètres à la base, à Karnak, le mur s'élevait en effet à 21 m. au dessus du seuil.
En ce qui concerne le temple d'Isis à Philæ, celui-ci a été le dernier à résister à la montée du christianisme, jusqu'en 536 de l'ère commune, grâce à la popularité de ce culte au-delà de la frontière, auprès de Nubiens du royaume de Méroé qui obtiennent, malgré les difficultés, la possibilité d'y venir en pèlerinage encore à cette date tardive. Dans les fondations du temple, on a mis au jour des blocs rattachés au règne de Taharqa. Le temple d'Isis a donc été totalement reconstruit par Nectanébo Ier. Il sera, d'ailleurs, constamment remodelé par les souverains ptolémaïques qui n'ont pas hésité à démonter et remonter, en le déplaçant, le bâtiment originel. Les chapiteaux campaniformes qui subsistent sont couronnés d'un bloc quasi cubique dont chacune des quatre faces représente la tête d'Hathor.
Les investissements dans ces temples d'Isis sont révélateurs de la restructuration du panthéon au profit des divinités féminines, avec les nouveaux développements de la théologie osirienne. La religion égyptienne n'est pas restée inamovible, l'architecture en témoigne.

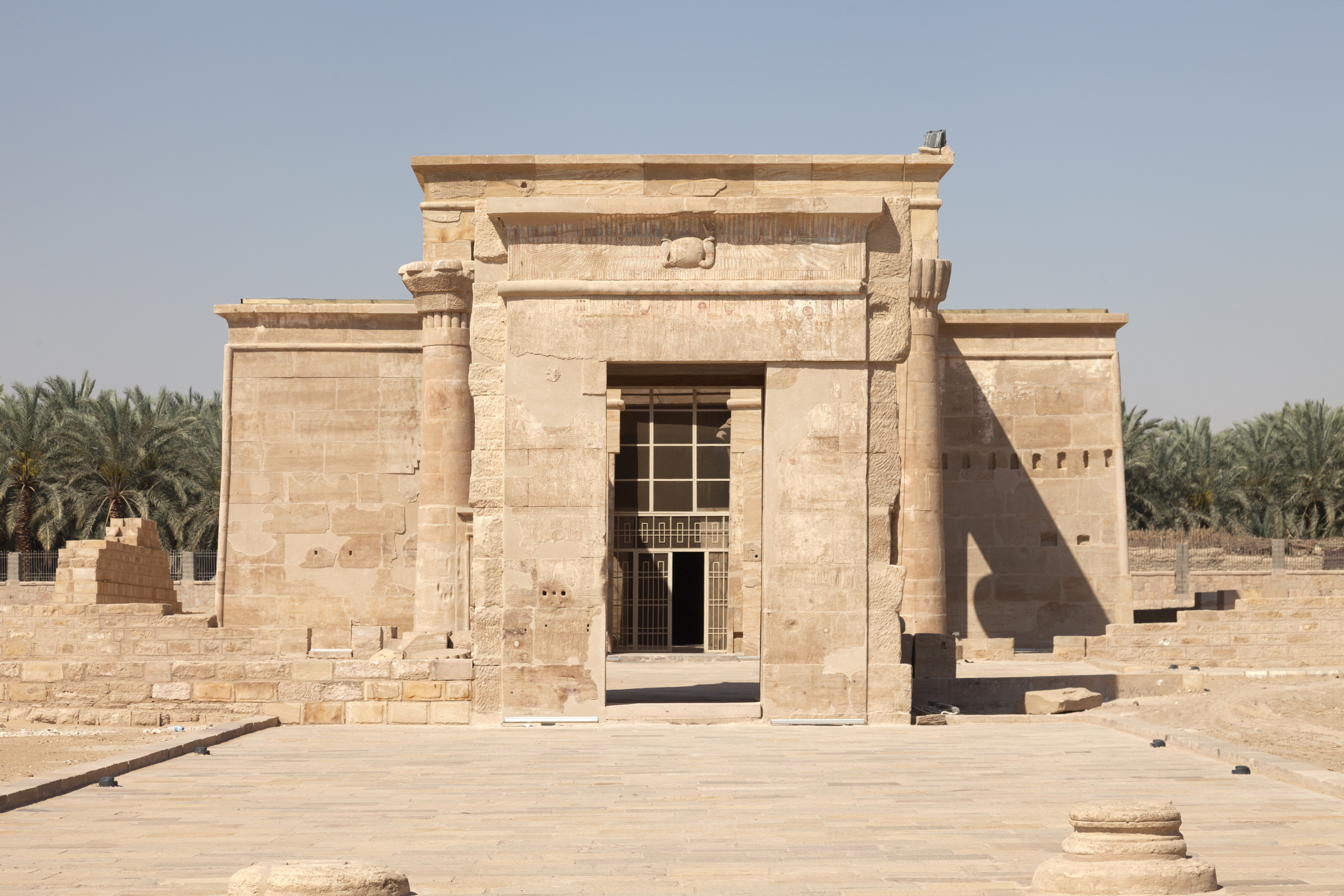
Oasis de Kharga : Temple d'Hibis, porte intérieure (Darius Ier, 27e dyn.), suivi du kiosque (Nectanébo, 30e dyn.) et du temple[32].
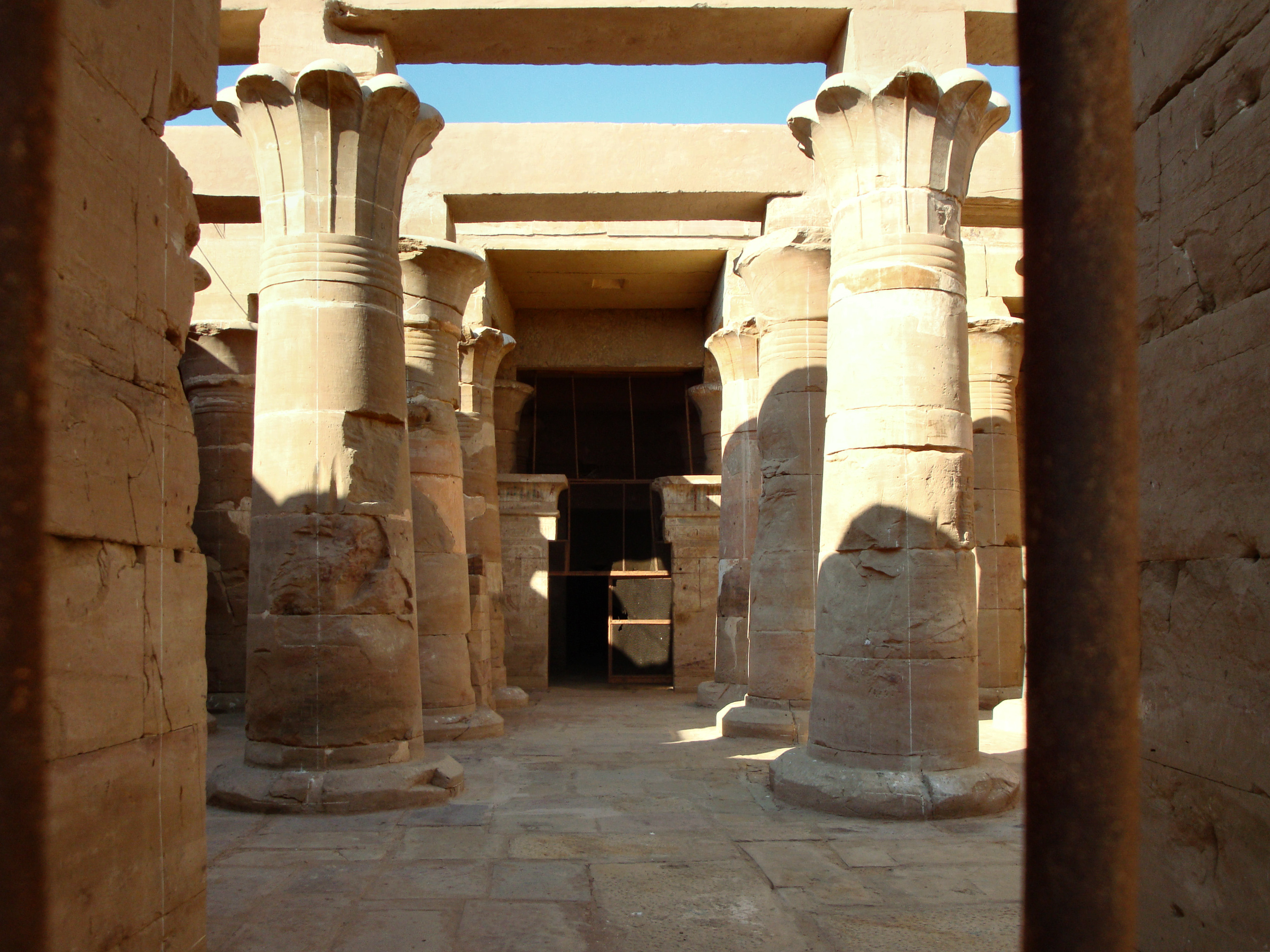
Temple d'Hibis. 1re salle hypostyle (Achoris, 29e dyn.), ouvre sur la 2e, la 3e et le sanctuaire (Psammétique II, 26e dyn.)
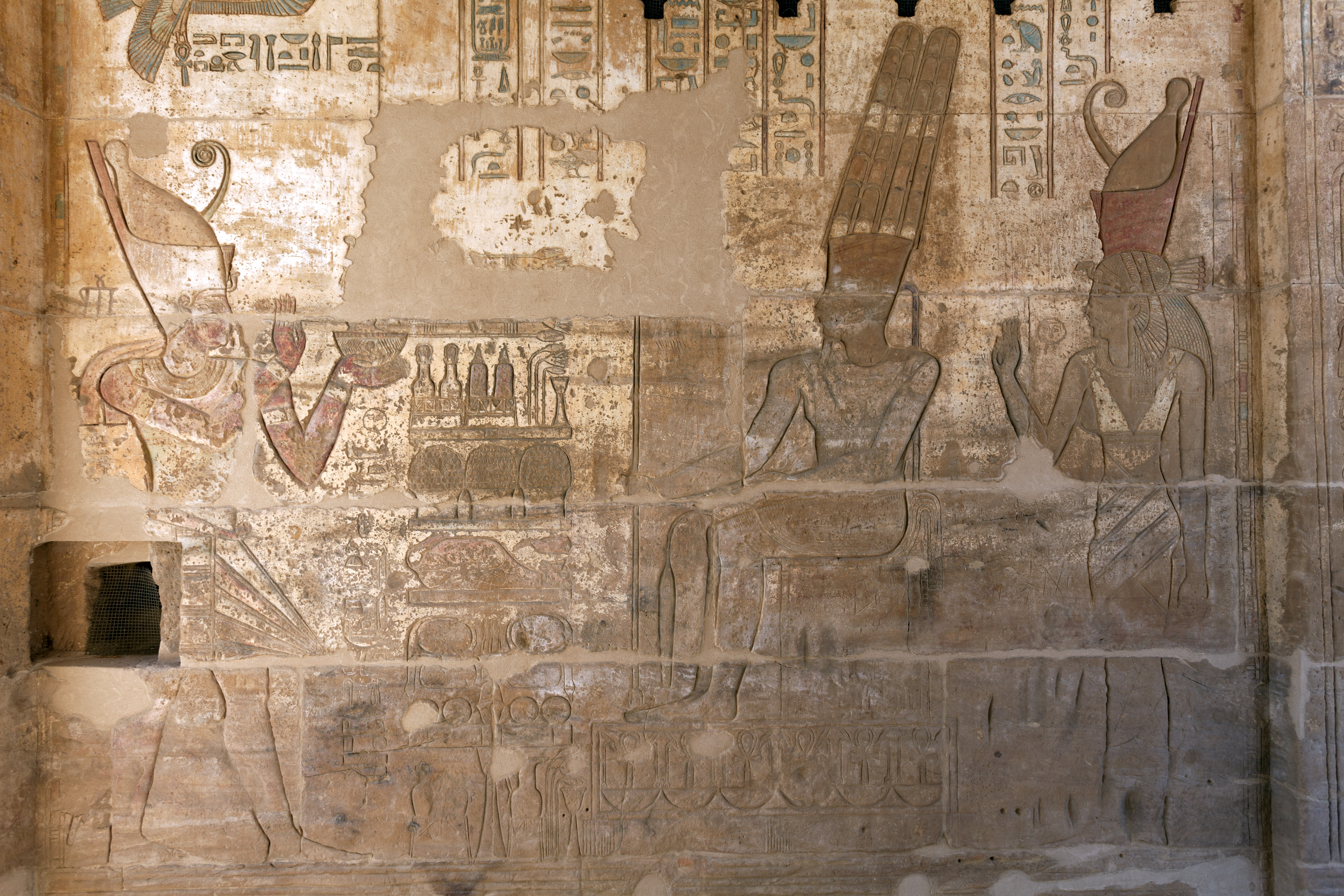
Temple d'Hibis, porte intérieure : Darius Ier offre une Maât à Amon et à Mout. relief en creux peint
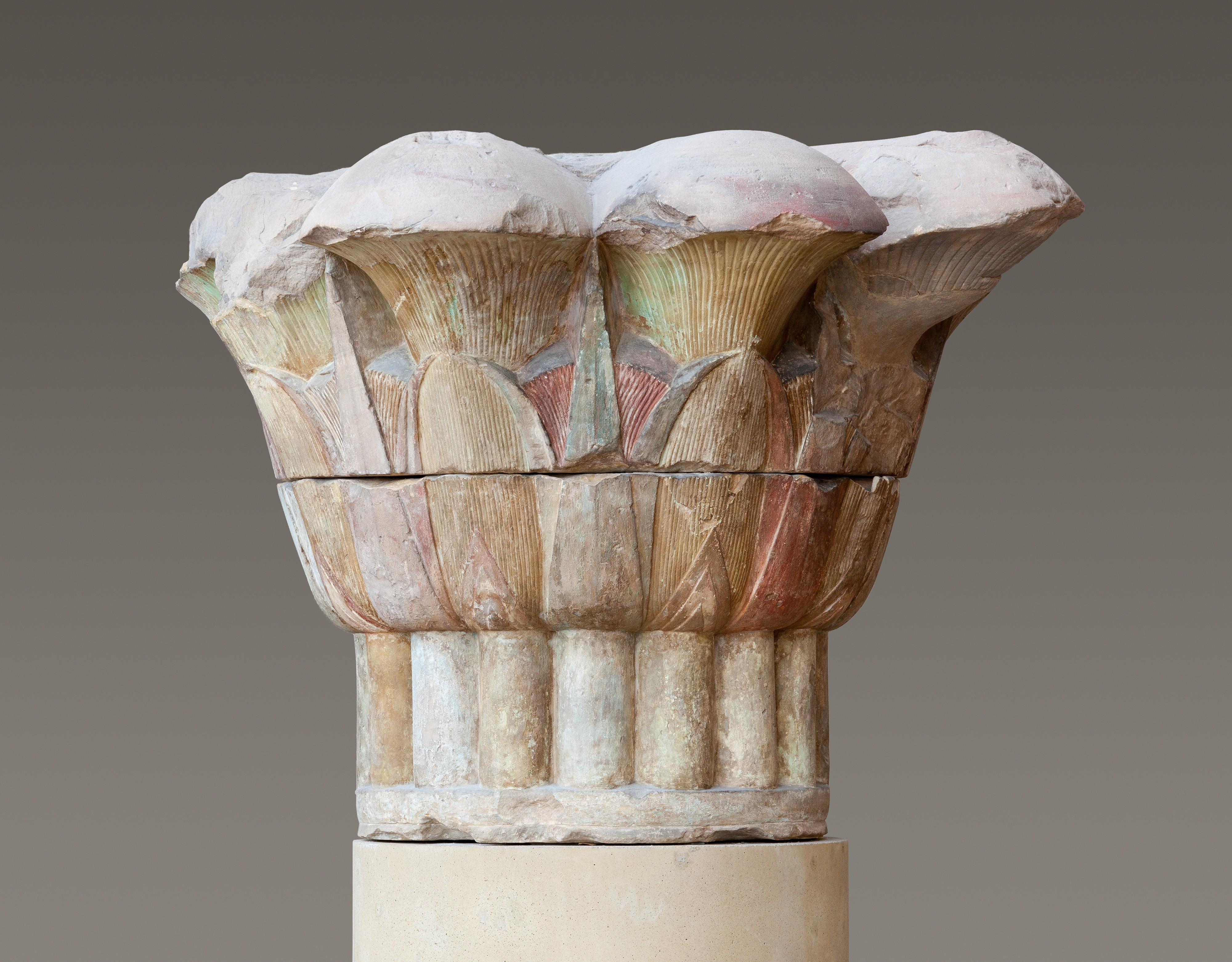
Temple d'Hibis, chapiteau composite papyriforme. Grès peint, H. 126 cm. Met
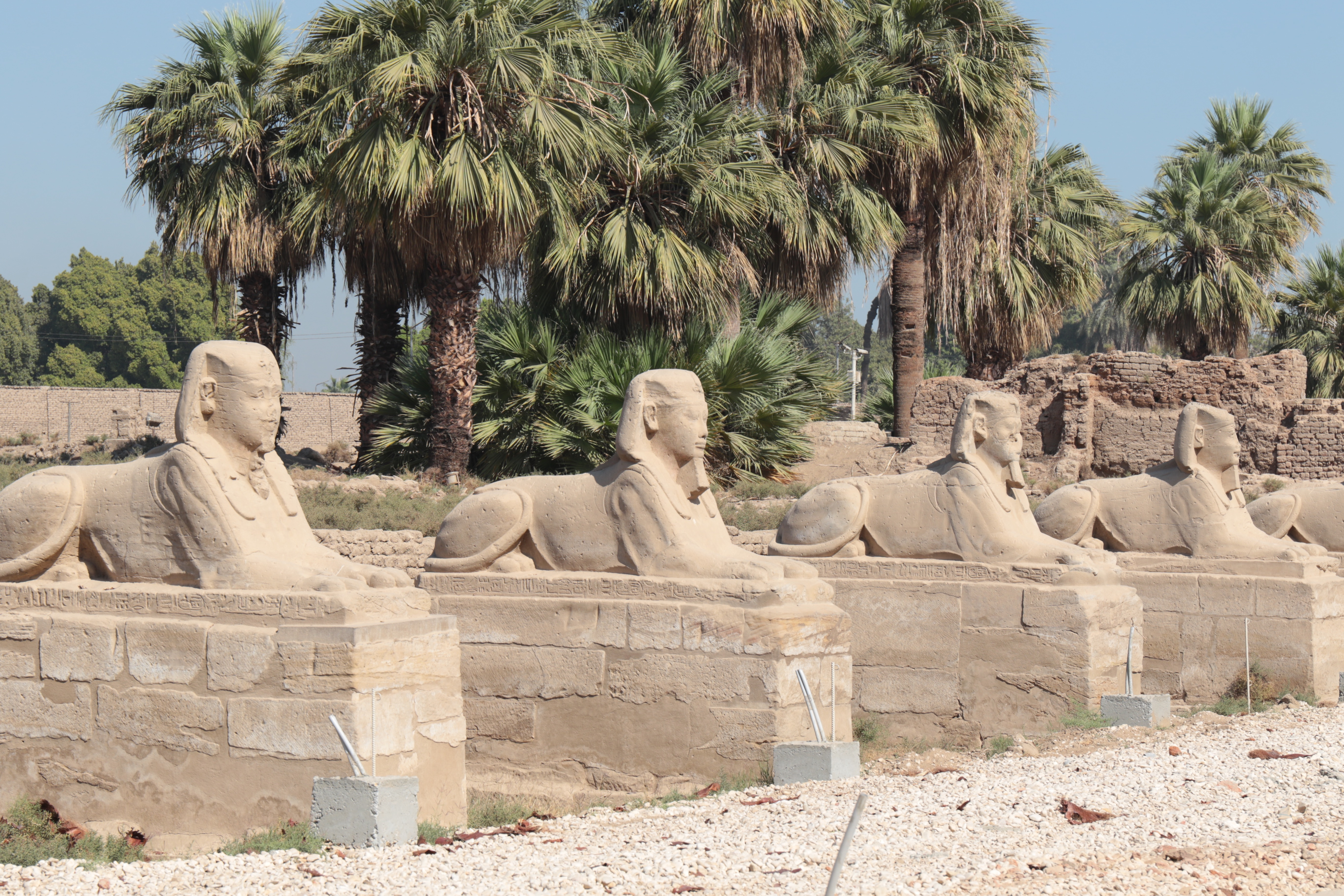
Allée des sphynx. Dromos reliant le temple d'Amon (Louxor) au premier pylône de l'enceinte d'Amon-Rê à Karnak. Nectanébo Ier, XXXe dynastie
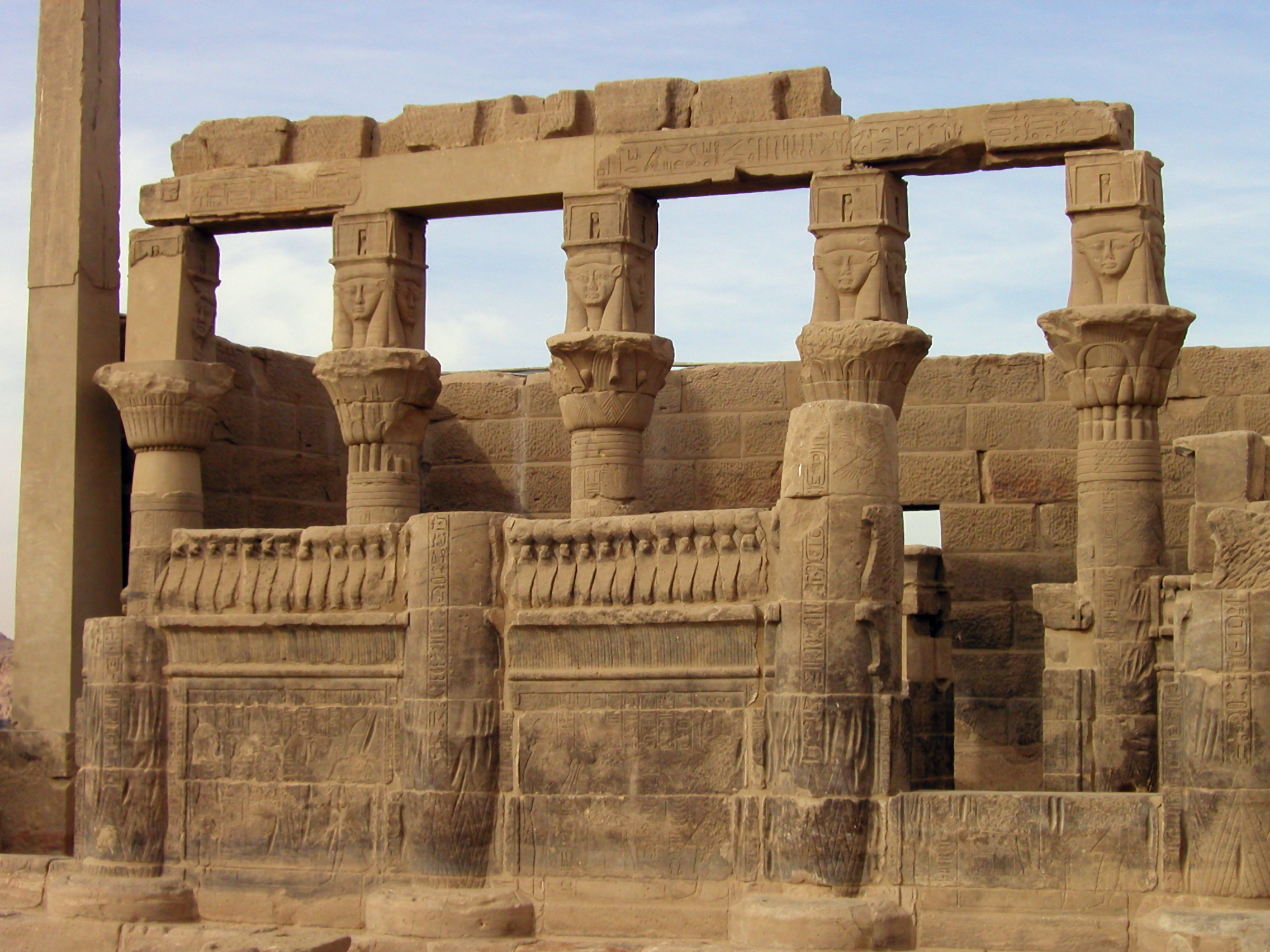
Temple d'Isis (Philæ). Vestibule de Nectanébo Ier, XXXe dynastie. Chapiteaux composites ouverts et hathoriques. Île d'Aguilkia (temples déplacés de Philæ)
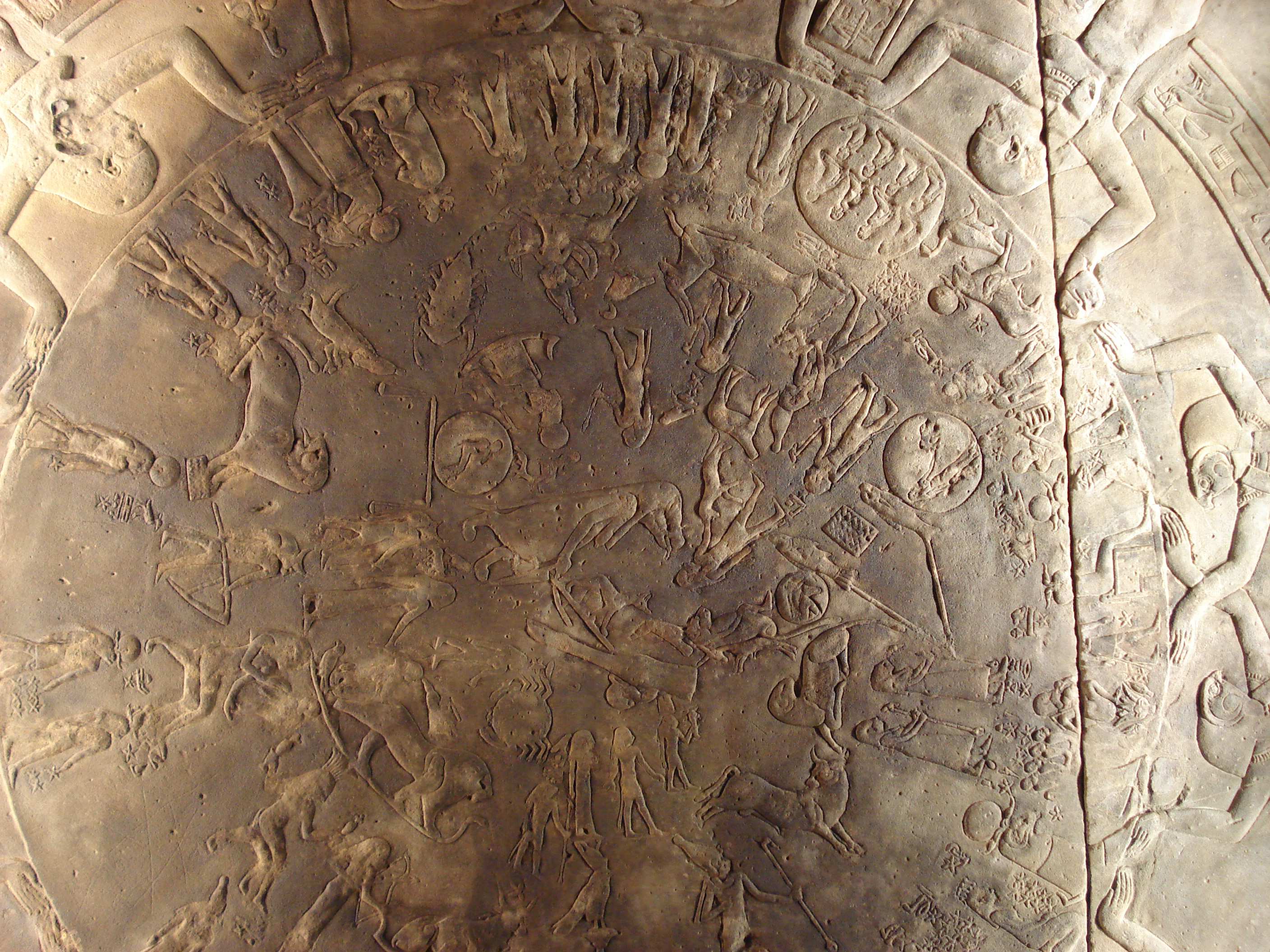
Zodiaque de Dendérah. Temple d'Hathor (Dendérah). Ptolémée XII, époque ptolémaïque
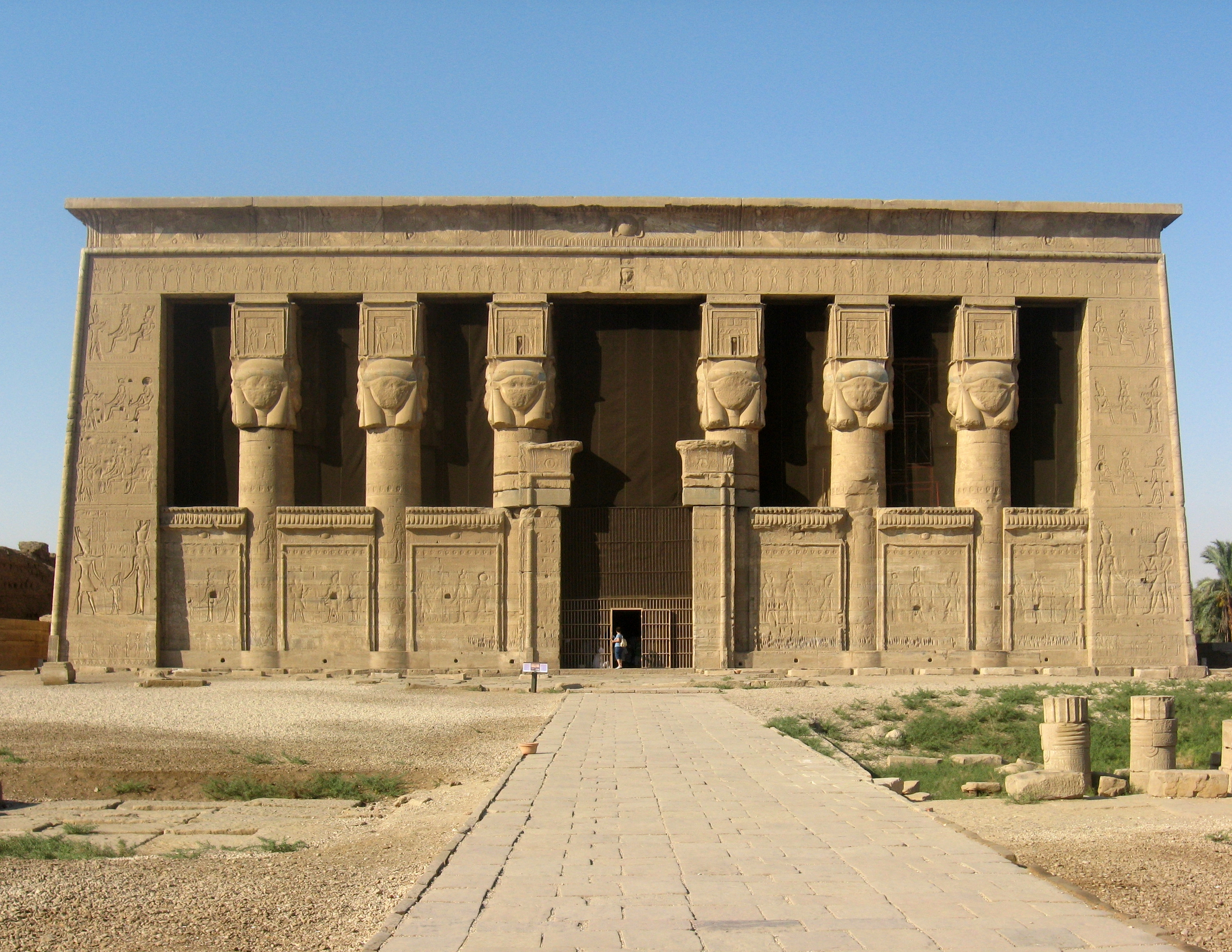
Temple d'Hathor (Dendérah). Ptolémée XII

Au cours de la période ptolémaïque de nouvelles constructions sont édifiées en Haute Égypte, comme le temple d'Hathor à Dendérah et le Temple de Sobek et Haroëris à Kôm Ombo. Pour autant, les rois n'oublient pas de veiller aux restaurations nécessaires, et parmi elles le kiosque de Taharqa et la porte du 2e pylône, dans le temple d'Amon à Karnak. Quant à l'état de conservation de ces édifices, dans certaines constructions ptolémaïques, comme la porte du 2e pylône au temple d'Amon à Karnak, « à certains endroits, particulièrement aux registres supérieurs, l’enduit est relativement bien conservé. Cet enduit cache en grande partie la grande qualité des figures gravées dans la pierre mais présente l’avantage de conserver les couleurs et les détails figuratifs tels le décor des habits et des trônes ». Ces enduits peints sont de plus en plus restaurés, aujourd'hui, comme justement, à Dendérah.

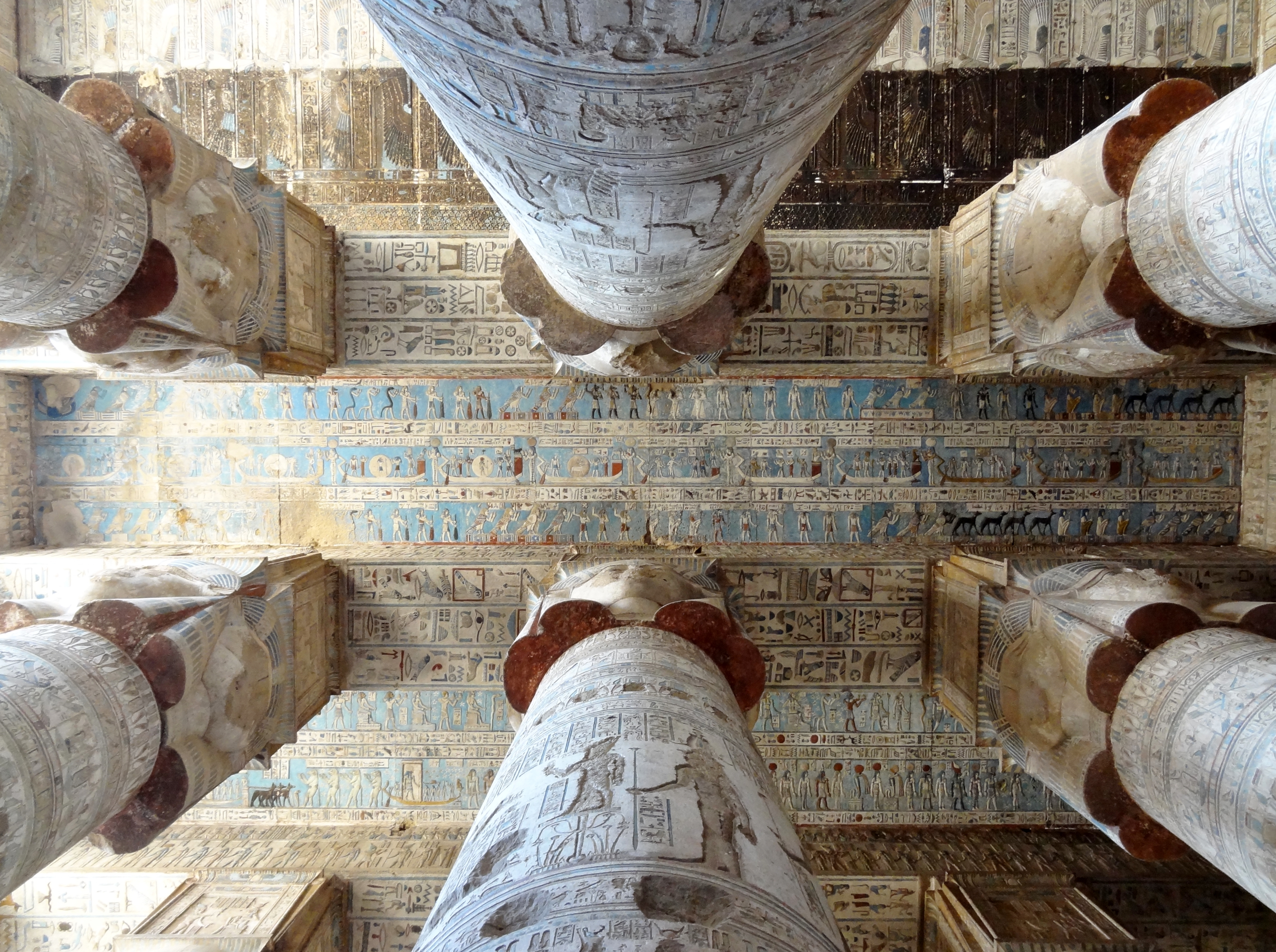
Plafond à bas-relief peint, restauré. Pronaos, Temple d'Hathor (Dendérah). Ptolémée XII

### Arts funéraires

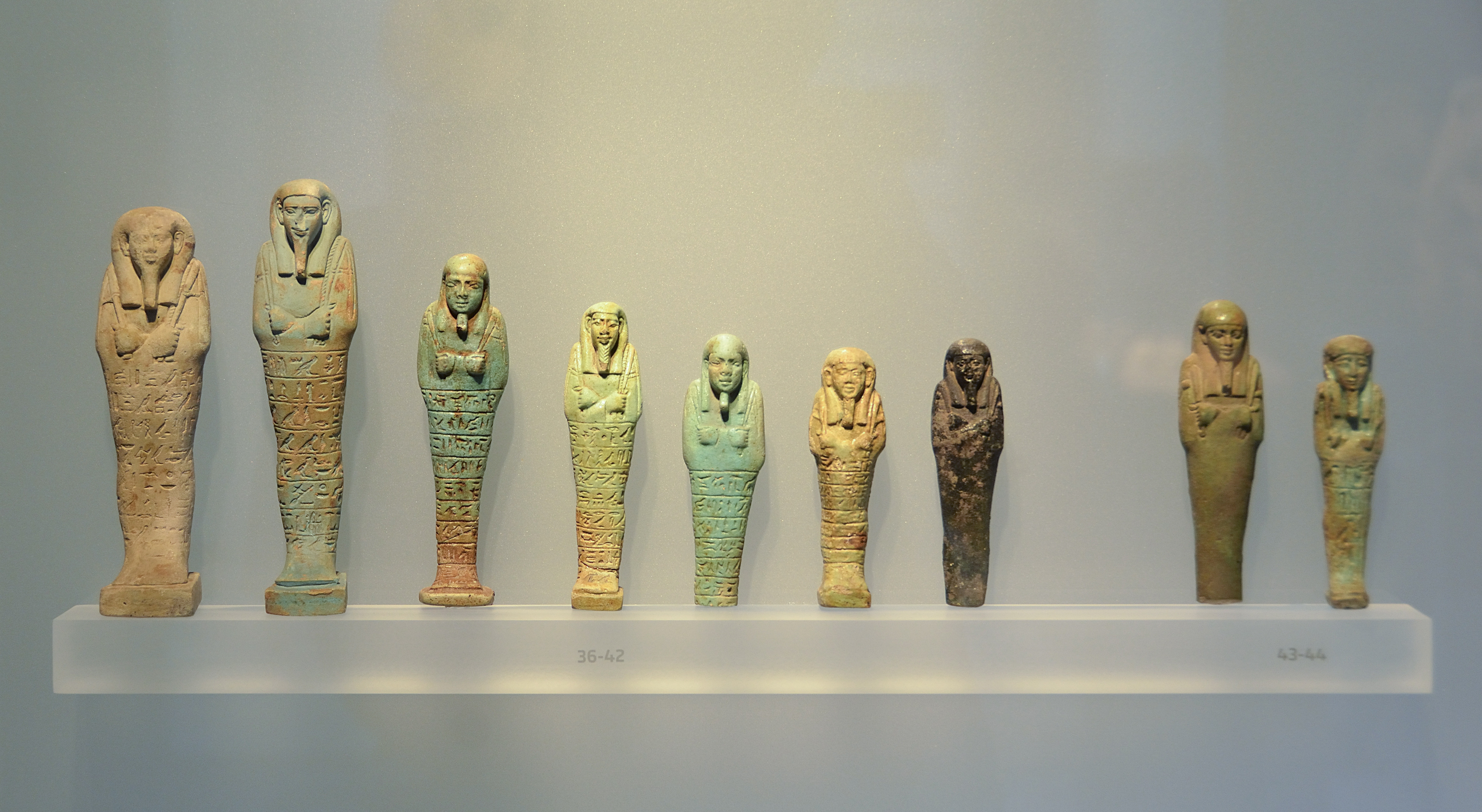
Ouchebti des XXVIe, à g., et XXVIIe dynastie, à dr. Faïences. Archaeology Museum, Schloss Eggenberg, Vienne
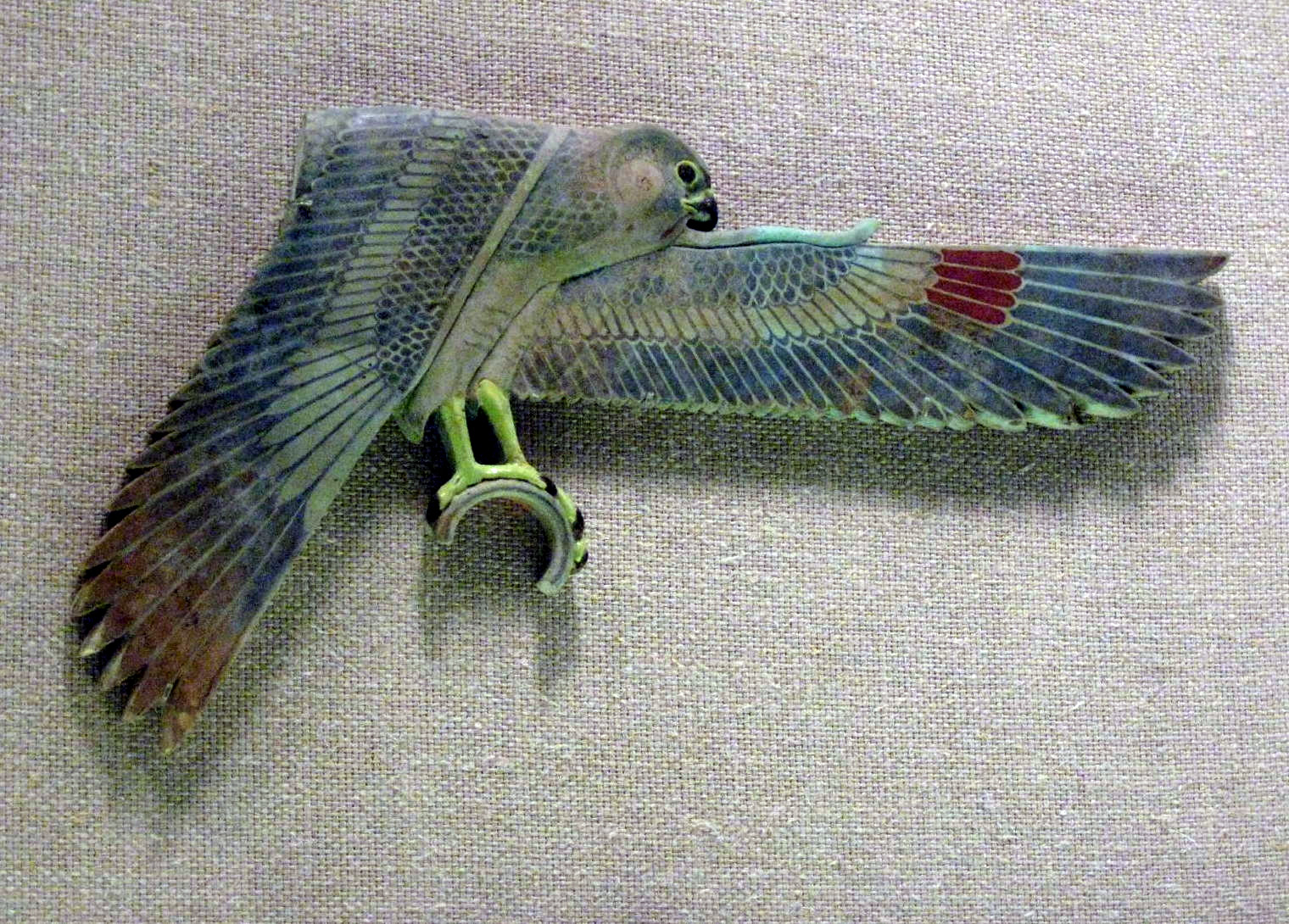
Faucon aux ailes déployées. Faïence, L. 30 cm. IVe siècle, XXXe dynastie ? . Met

L'usage des ouchebti devient, depuis l'époque saïte, une pratique massive, produite par milliers. Un très grand nombre est réalisé en fritte glaçurée (faïence égyptienne). La plupart ne sont que de petites effigies moulées approximativement, mais certaines ont les caractères de portraits du défunt, car les ouchebtis sont censés effectuer les travaux commandés par Osiris à la place du défunt.

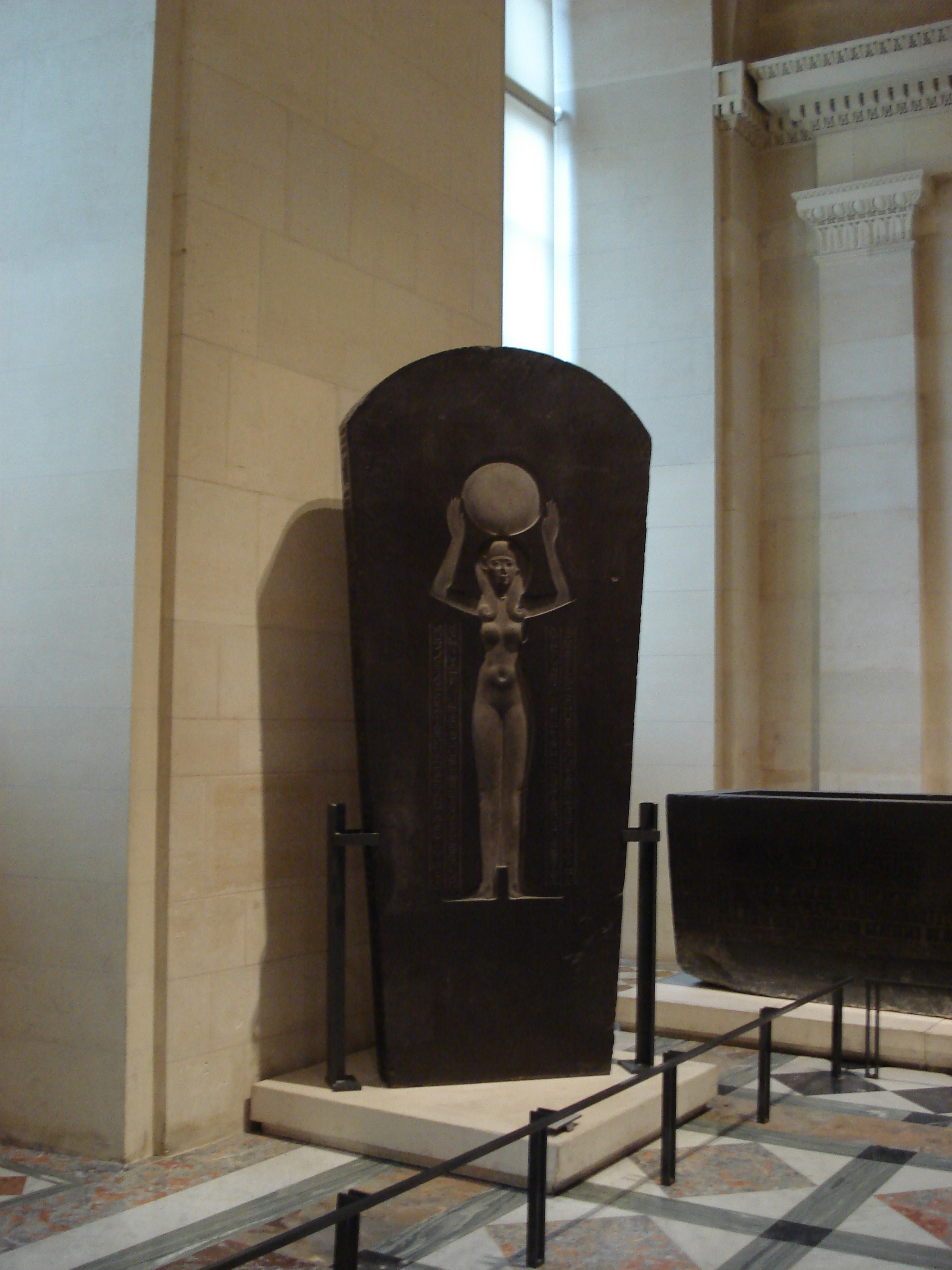
Sarcophage de Djedhor, XXXe dynastie. Louvre
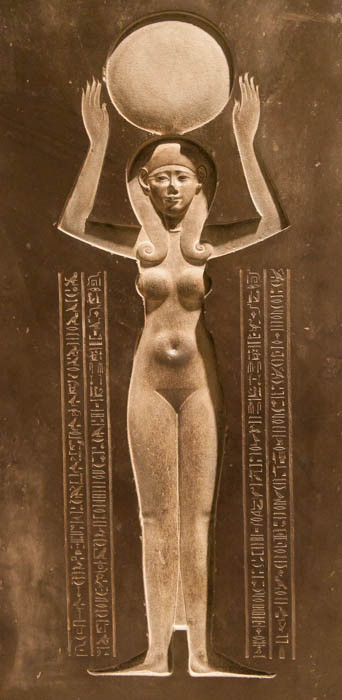
Couvercle du sarcophage de Djedhor
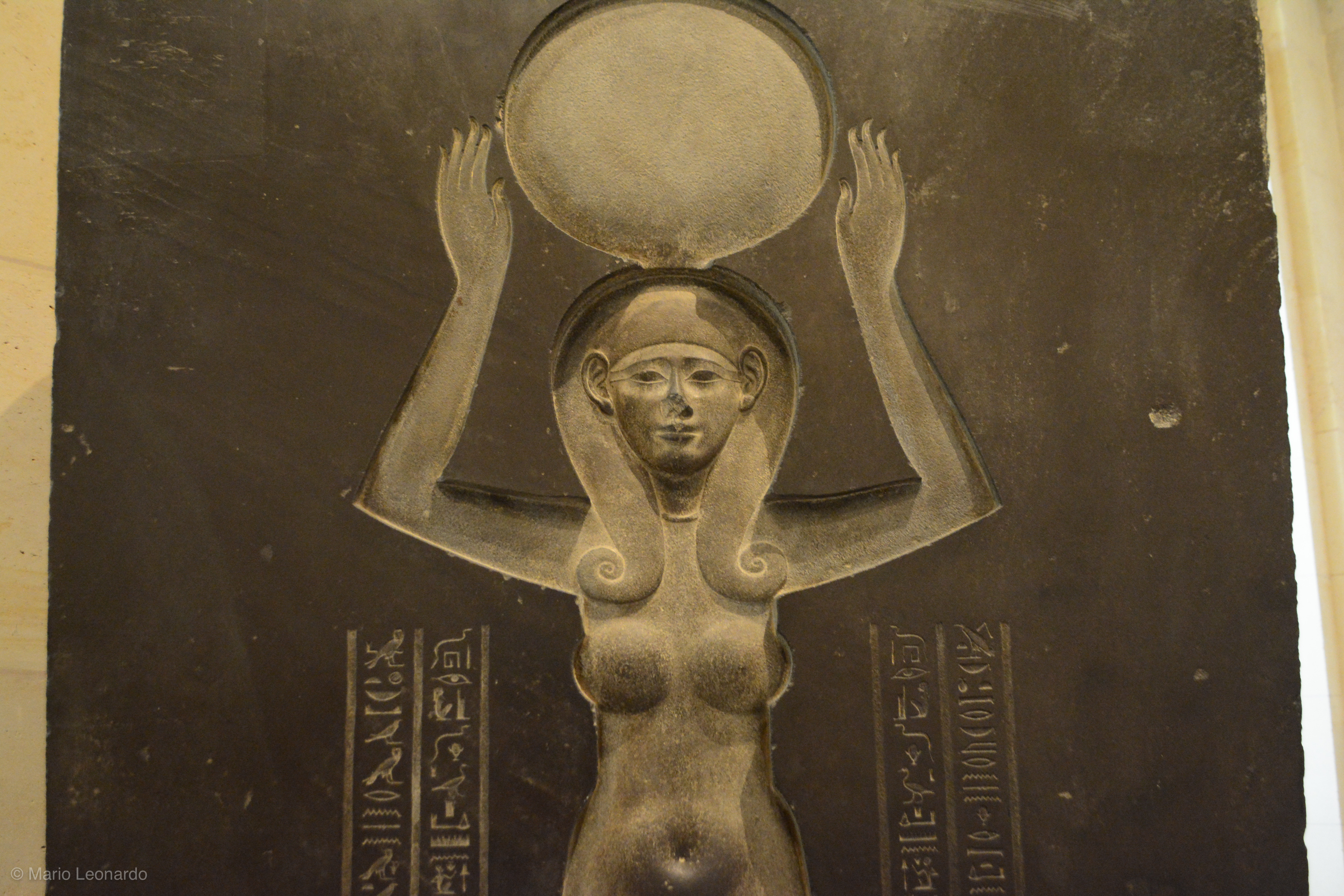
Couvercle en haut-relief du sarcophage de Djedhor, XXXe dynastie.
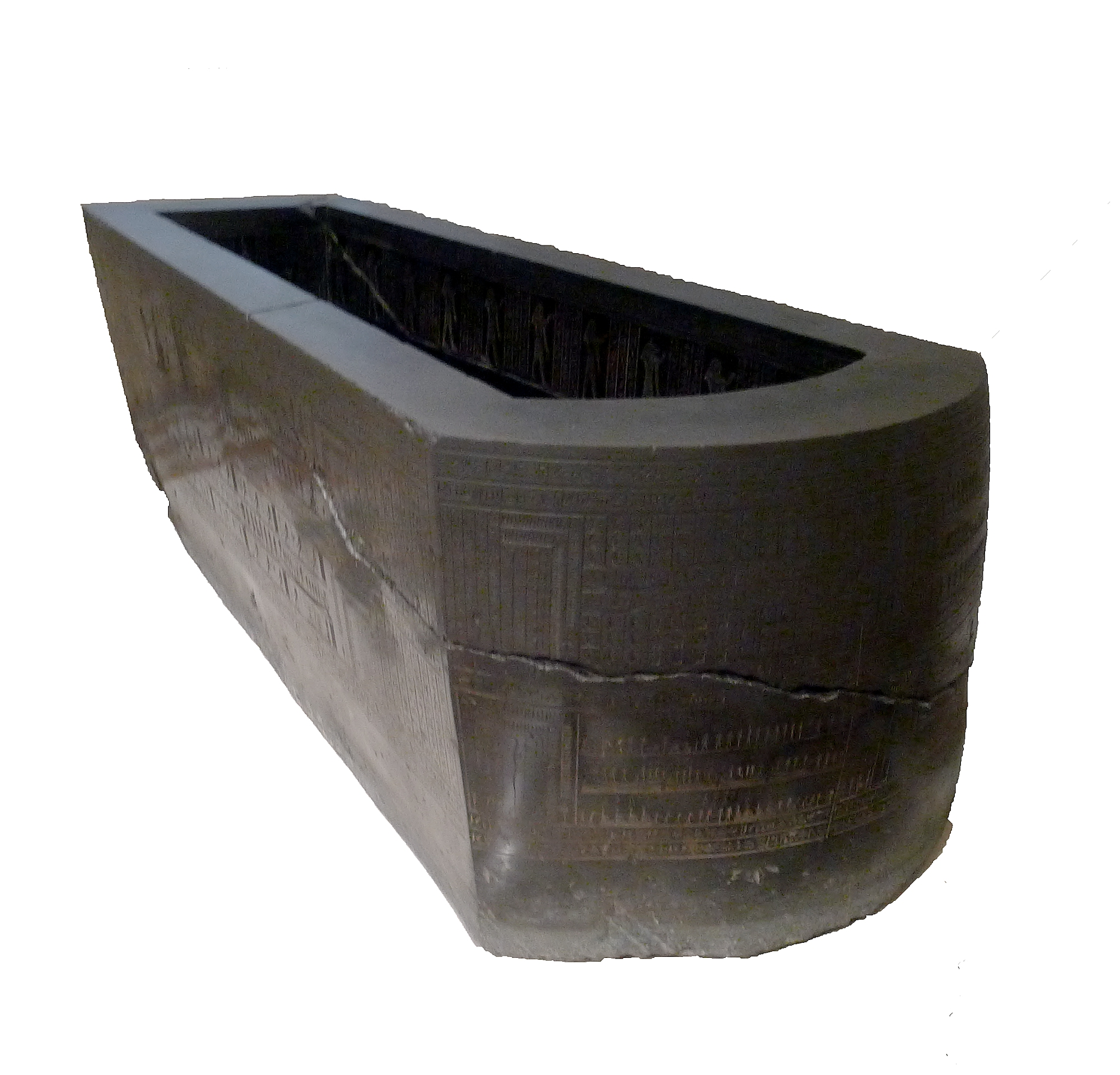
Cuve du sarcophage de Djedhor. Grauwacke, reliefs en creux incisés[38].

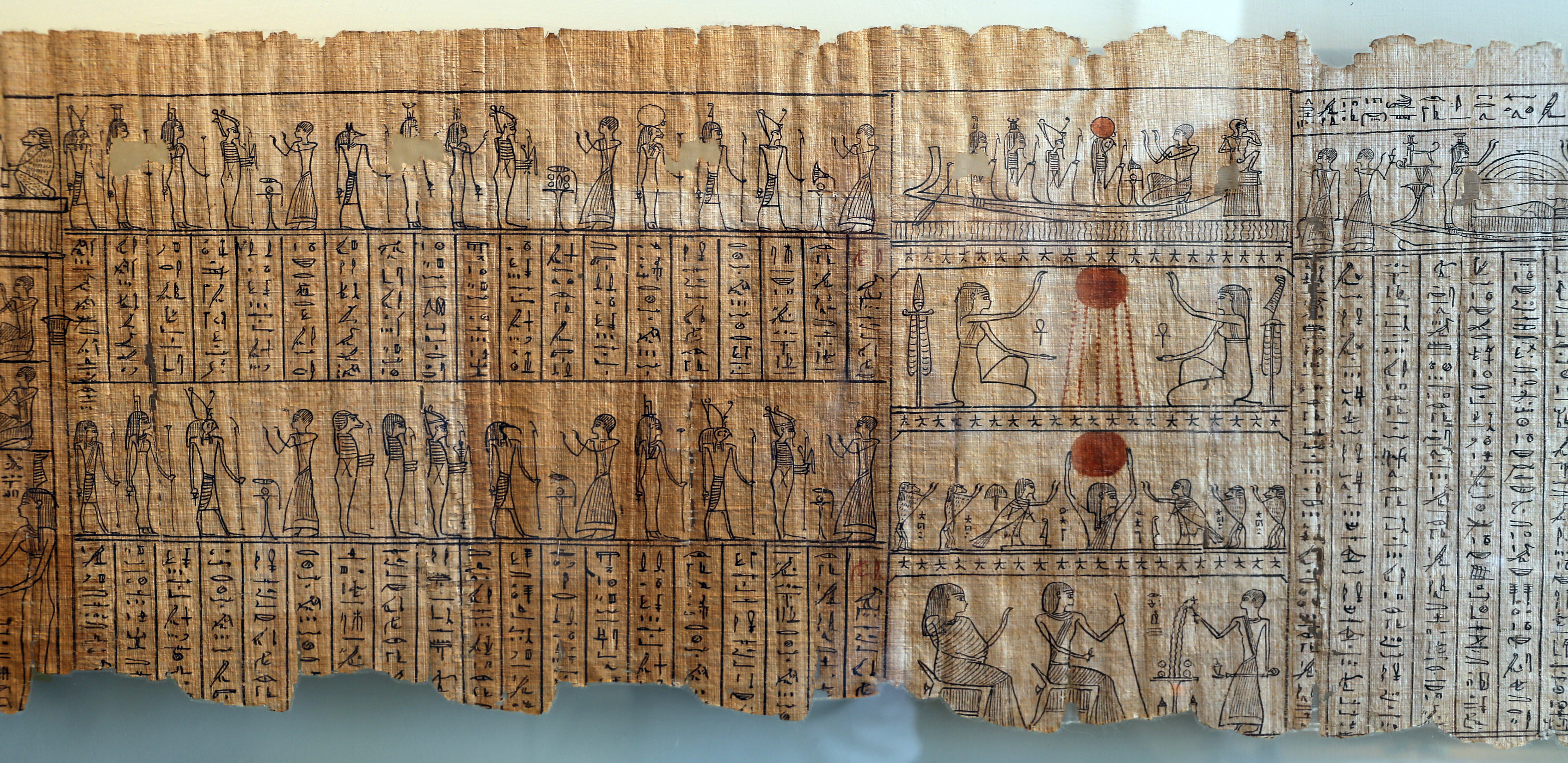
Livre des morts de Harimouthes. Papyrus. Dynasties perse - époque ptolémaïque. Musée archéologique national de Parme

### Formes hybrides
Le tombeau de Pétosiris, vers 340, est celui d'un prêtre du dieu Thot qui a l'aspect architectural d'un tombeau classique de la Renaissance saïte, avec de superbes chapiteaux composites et une chapelle ornée de tableaux rituels conventionnels, mais où les « scènes de la vie quotidienne » du vestibule mêlent allègrement des personnages typiquement hellénistiques à des scènes typiquement égyptiennes, comme venues de l'Ancien Empire. 

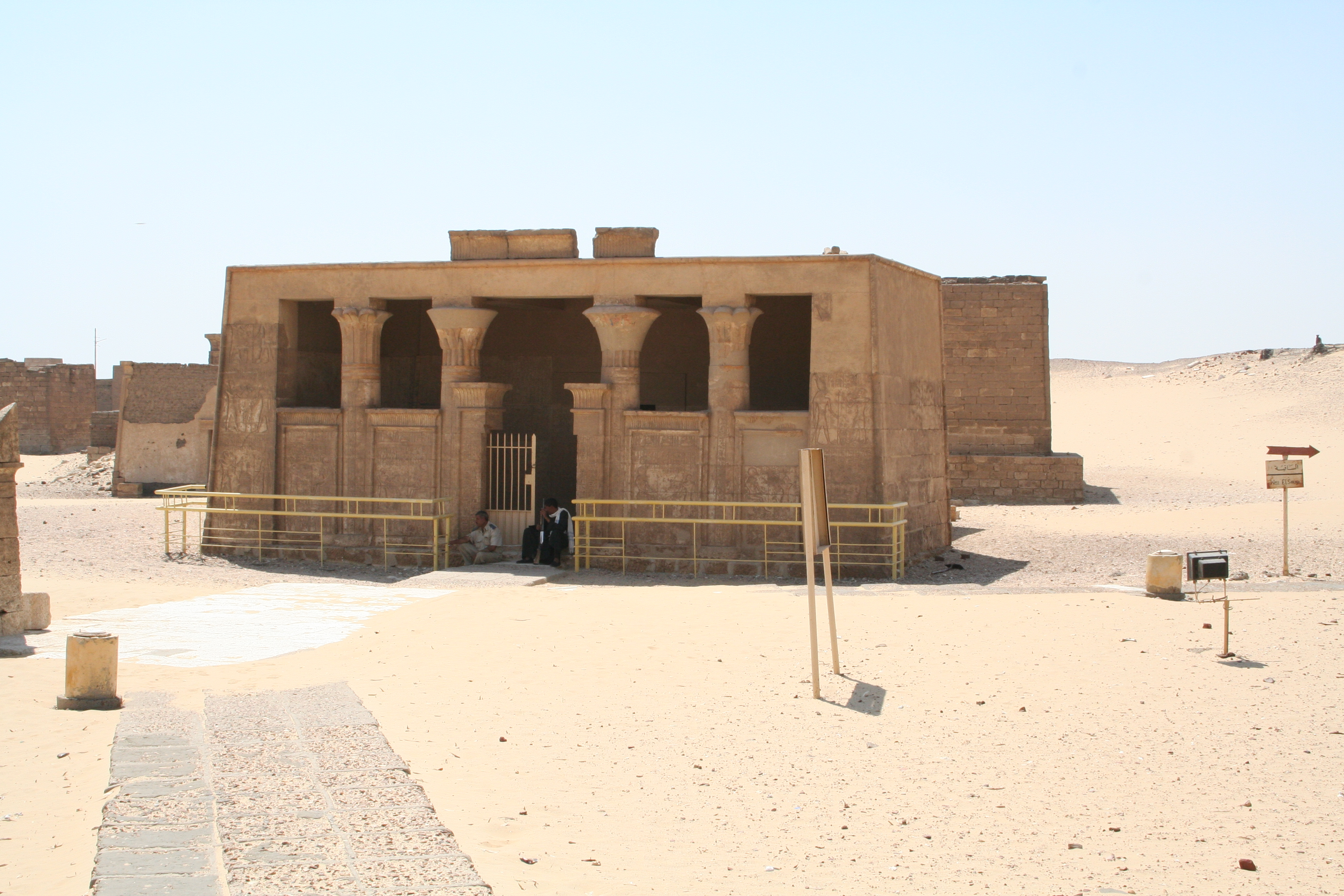
Chapelle funéraire du tombeau de Pétosiris
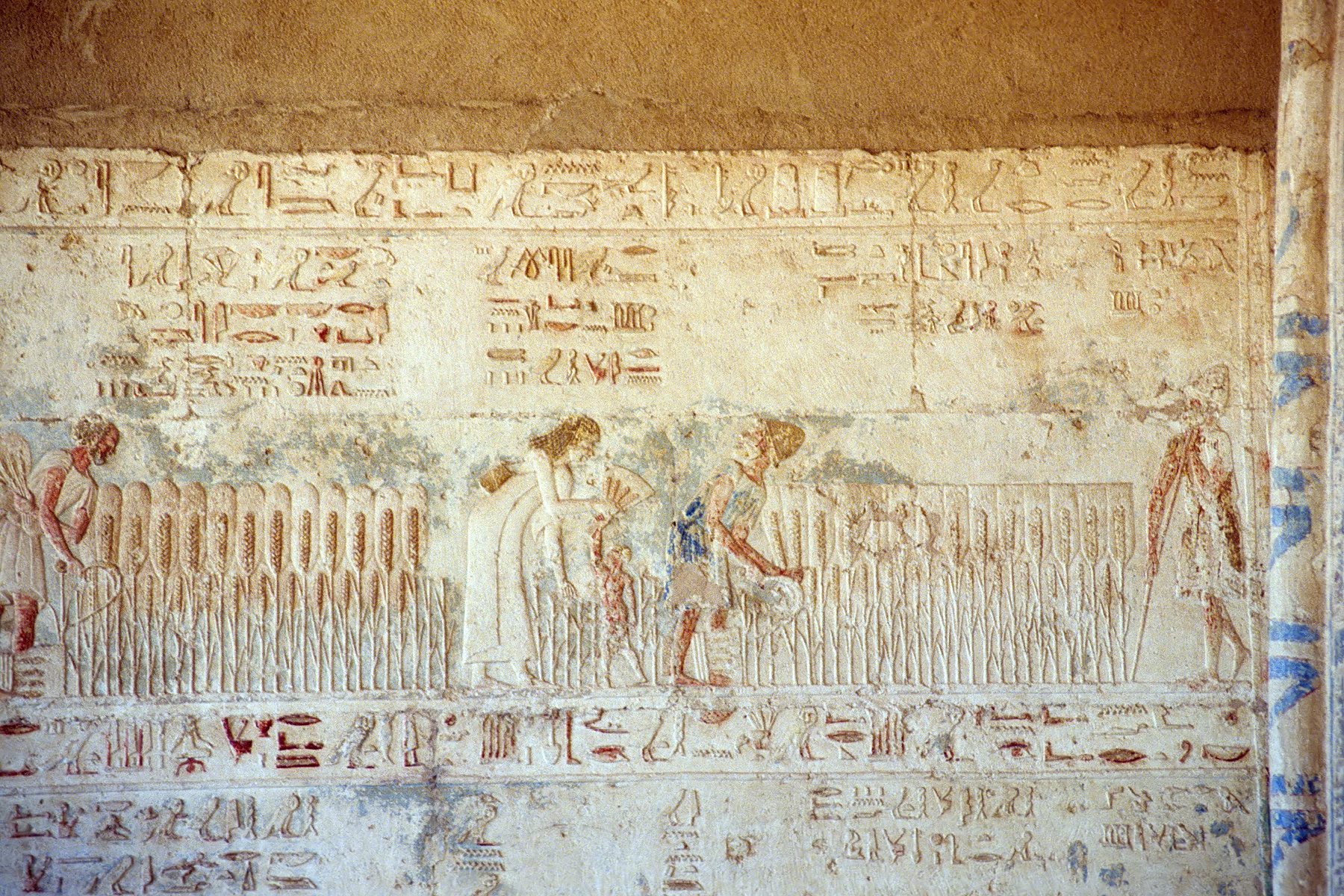
Les moissons. Pronaos, tombe de Pétosiris, XXXIe dynastie, v. 340
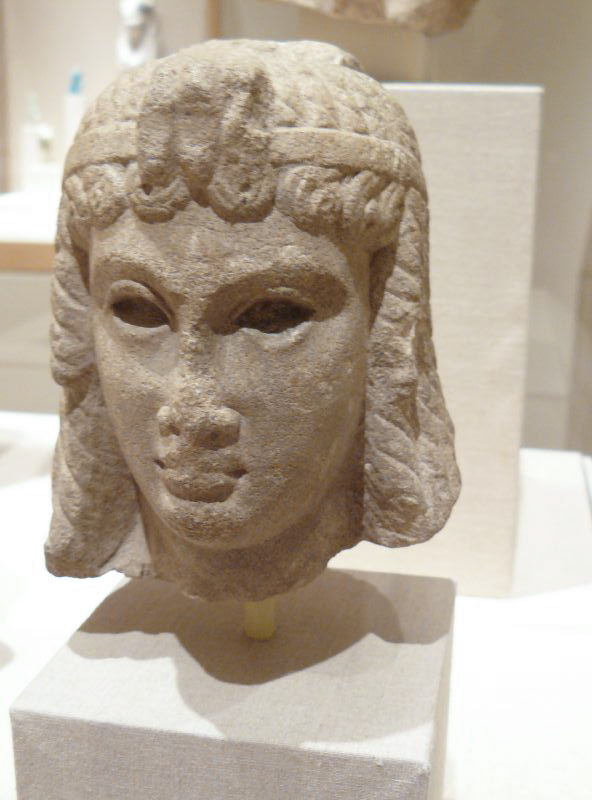
Une reine ptolémaïque v. 323-30 Marbre. Brooklyn Museum
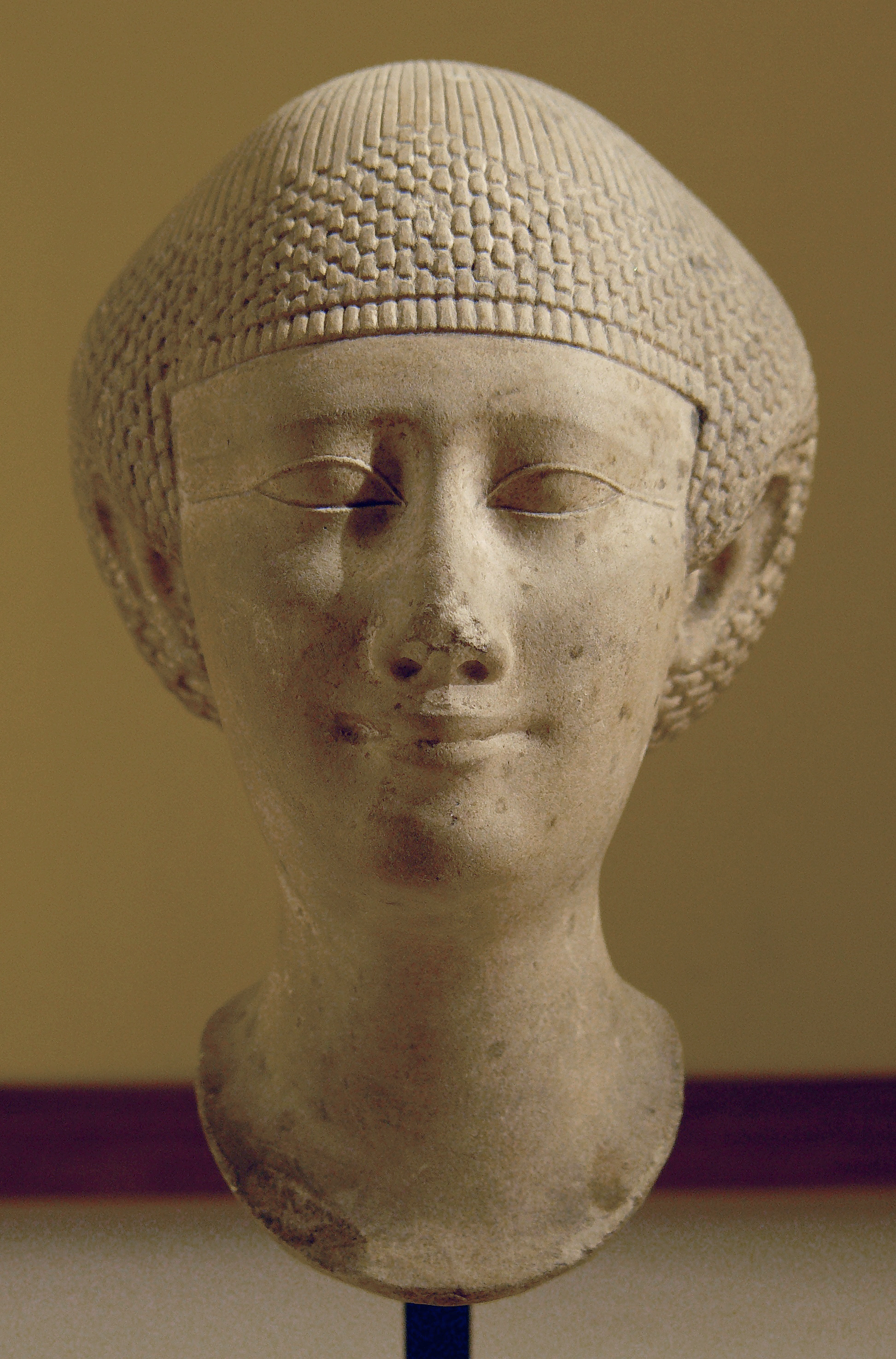
Tête de femme, époque ptolémaïque. Calcaire. Louvre

Le traitement du corps humain voit se rencontrer différentes traditions du monde méditerranéen d'alors. Pour un portrait de reine lagide le sculpteur a employé du marbre, matière jamais utilisée en Égypte, surtout pour un portrait royal. Le marbre étant, à cette époque, la pierre que les sculpteurs Grecs utilisent presque exclusivement pour la statuaire. Certains portraits peuvent être alors d'un style et d'origine indécidables, où plusieurs cultures se mêlent, fusionnent.